# Règles du jeu d'échecs

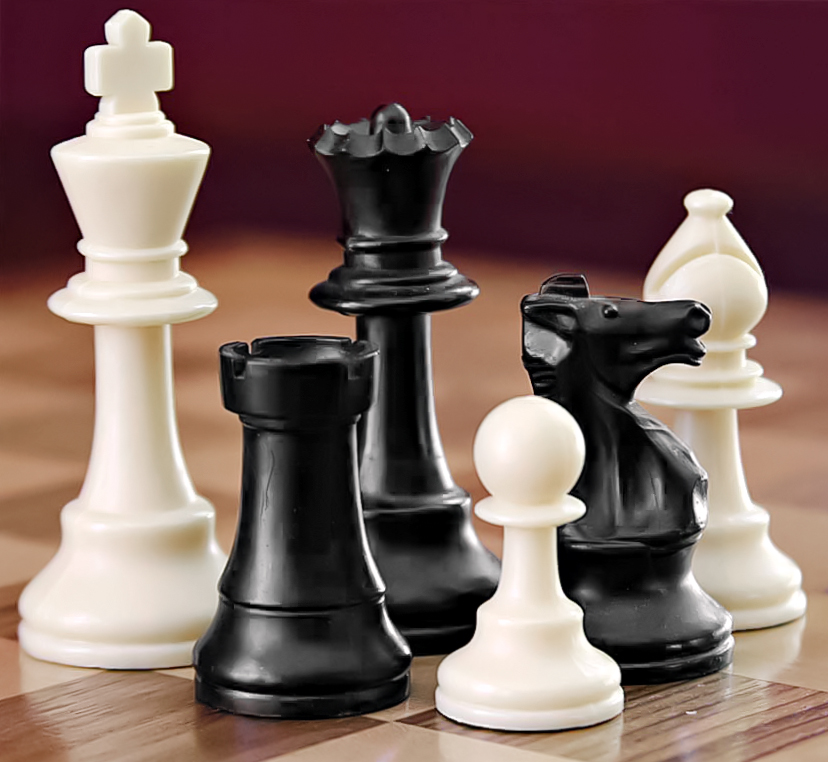
Jeu de pièces Staunton, de gauche à droite : roi, tour, dame, pion, cavalier et fou.

Les règles du jeu d'échecs officielles sont fixées par la Fédération internationale des échecs.
Il existe de nombreuses variantes du jeu d'échecs, dans lesquelles les règles peuvent varier plus ou moins. Les compétitions se conforment aux règles officielles du jeu d'échecs.
Avec les règles officielles, le but du jeu est de faire échec et mat (voir section ci-dessous Le gain de la partie), ce qui met fin à la partie, même si la plupart des parties se terminent par l'abandon de l'un des deux joueurs avant l'exécution du mat (autre nom de l'échec et mat).

## Règles du jeu officielles
Le jeu d'échecs oppose deux joueurs possédant seize pièces chacun, respectivement blanches et noires, sur un échiquier de 64 cases. Chacun leur tour, les joueurs en font évoluer une selon ses déplacements propres. Pour parler des adversaires, on dit « les Blancs » et « les Noirs ».

### L'échiquier
|   | a | b | c | d | e | f | g | h |   |
| 8 | Tour noire sur case blanche a8 · Cavalier noir sur case noire b8 · Fou noir sur case blanche c8 · Dame noire sur case noire d8 · Roi noir sur case blanche e8 · Fou noir sur case noire f8 · Cavalier noir sur case blanche g8 · Tour noire sur case noire h8 · Pion noir sur case noire a7 · Pion noir sur case blanche b7 · Pion noir sur case noire c7 · Pion noir sur case blanche d7 · Pion noir sur case noire e7 · Pion noir sur case blanche f7 · Pion noir sur case noire g7 · Pion noir sur case blanche h7 · Pion blanc sur case blanche a2 · Pion blanc sur case noire b2 · Pion blanc sur case blanche c2 · Pion blanc sur case noire d2 · Pion blanc sur case blanche e2 · Pion blanc sur case noire f2 · Pion blanc sur case blanche g2 · Pion blanc sur case noire h2 · Tour blanche sur case noire a1 · Cavalier blanc sur case blanche b1 · Fou blanc sur case noire c1 · Dame blanche sur case blanche d1 · Roi blanc sur case noire e1 · Fou blanc sur case blanche f1 · Cavalier blanc sur case noire g1 · Tour blanche sur case blanche h1 | Tour noire sur case blanche a8 · Cavalier noir sur case noire b8 · Fou noir sur case blanche c8 · Dame noire sur case noire d8 · Roi noir sur case blanche e8 · Fou noir sur case noire f8 · Cavalier noir sur case blanche g8 · Tour noire sur case noire h8 · Pion noir sur case noire a7 · Pion noir sur case blanche b7 · Pion noir sur case noire c7 · Pion noir sur case blanche d7 · Pion noir sur case noire e7 · Pion noir sur case blanche f7 · Pion noir sur case noire g7 · Pion noir sur case blanche h7 · Pion blanc sur case blanche a2 · Pion blanc sur case noire b2 · Pion blanc sur case blanche c2 · Pion blanc sur case noire d2 · Pion blanc sur case blanche e2 · Pion blanc sur case noire f2 · Pion blanc sur case blanche g2 · Pion blanc sur case noire h2 · Tour blanche sur case noire a1 · Cavalier blanc sur case blanche b1 · Fou blanc sur case noire c1 · Dame blanche sur case blanche d1 · Roi blanc sur case noire e1 · Fou blanc sur case blanche f1 · Cavalier blanc sur case noire g1 · Tour blanche sur case blanche h1 | Tour noire sur case blanche a8 · Cavalier noir sur case noire b8 · Fou noir sur case blanche c8 · Dame noire sur case noire d8 · Roi noir sur case blanche e8 · Fou noir sur case noire f8 · Cavalier noir sur case blanche g8 · Tour noire sur case noire h8 · Pion noir sur case noire a7 · Pion noir sur case blanche b7 · Pion noir sur case noire c7 · Pion noir sur case blanche d7 · Pion noir sur case noire e7 · Pion noir sur case blanche f7 · Pion noir sur case noire g7 · Pion noir sur case blanche h7 · Pion blanc sur case blanche a2 · Pion blanc sur case noire b2 · Pion blanc sur case blanche c2 · Pion blanc sur case noire d2 · Pion blanc sur case blanche e2 · Pion blanc sur case noire f2 · Pion blanc sur case blanche g2 · Pion blanc sur case noire h2 · Tour blanche sur case noire a1 · Cavalier blanc sur case blanche b1 · Fou blanc sur case noire c1 · Dame blanche sur case blanche d1 · Roi blanc sur case noire e1 · Fou blanc sur case blanche f1 · Cavalier blanc sur case noire g1 · Tour blanche sur case blanche h1 | Tour noire sur case blanche a8 · Cavalier noir sur case noire b8 · Fou noir sur case blanche c8 · Dame noire sur case noire d8 · Roi noir sur case blanche e8 · Fou noir sur case noire f8 · Cavalier noir sur case blanche g8 · Tour noire sur case noire h8 · Pion noir sur case noire a7 · Pion noir sur case blanche b7 · Pion noir sur case noire c7 · Pion noir sur case blanche d7 · Pion noir sur case noire e7 · Pion noir sur case blanche f7 · Pion noir sur case noire g7 · Pion noir sur case blanche h7 · Pion blanc sur case blanche a2 · Pion blanc sur case noire b2 · Pion blanc sur case blanche c2 · Pion blanc sur case noire d2 · Pion blanc sur case blanche e2 · Pion blanc sur case noire f2 · Pion blanc sur case blanche g2 · Pion blanc sur case noire h2 · Tour blanche sur case noire a1 · Cavalier blanc sur case blanche b1 · Fou blanc sur case noire c1 · Dame blanche sur case blanche d1 · Roi blanc sur case noire e1 · Fou blanc sur case blanche f1 · Cavalier blanc sur case noire g1 · Tour blanche sur case blanche h1 | Tour noire sur case blanche a8 · Cavalier noir sur case noire b8 · Fou noir sur case blanche c8 · Dame noire sur case noire d8 · Roi noir sur case blanche e8 · Fou noir sur case noire f8 · Cavalier noir sur case blanche g8 · Tour noire sur case noire h8 · Pion noir sur case noire a7 · Pion noir sur case blanche b7 · Pion noir sur case noire c7 · Pion noir sur case blanche d7 · Pion noir sur case noire e7 · Pion noir sur case blanche f7 · Pion noir sur case noire g7 · Pion noir sur case blanche h7 · Pion blanc sur case blanche a2 · Pion blanc sur case noire b2 · Pion blanc sur case blanche c2 · Pion blanc sur case noire d2 · Pion blanc sur case blanche e2 · Pion blanc sur case noire f2 · Pion blanc sur case blanche g2 · Pion blanc sur case noire h2 · Tour blanche sur case noire a1 · Cavalier blanc sur case blanche b1 · Fou blanc sur case noire c1 · Dame blanche sur case blanche d1 · Roi blanc sur case noire e1 · Fou blanc sur case blanche f1 · Cavalier blanc sur case noire g1 · Tour blanche sur case blanche h1 | Tour noire sur case blanche a8 · Cavalier noir sur case noire b8 · Fou noir sur case blanche c8 · Dame noire sur case noire d8 · Roi noir sur case blanche e8 · Fou noir sur case noire f8 · Cavalier noir sur case blanche g8 · Tour noire sur case noire h8 · Pion noir sur case noire a7 · Pion noir sur case blanche b7 · Pion noir sur case noire c7 · Pion noir sur case blanche d7 · Pion noir sur case noire e7 · Pion noir sur case blanche f7 · Pion noir sur case noire g7 · Pion noir sur case blanche h7 · Pion blanc sur case blanche a2 · Pion blanc sur case noire b2 · Pion blanc sur case blanche c2 · Pion blanc sur case noire d2 · Pion blanc sur case blanche e2 · Pion blanc sur case noire f2 · Pion blanc sur case blanche g2 · Pion blanc sur case noire h2 · Tour blanche sur case noire a1 · Cavalier blanc sur case blanche b1 · Fou blanc sur case noire c1 · Dame blanche sur case blanche d1 · Roi blanc sur case noire e1 · Fou blanc sur case blanche f1 · Cavalier blanc sur case noire g1 · Tour blanche sur case blanche h1 | Tour noire sur case blanche a8 · Cavalier noir sur case noire b8 · Fou noir sur case blanche c8 · Dame noire sur case noire d8 · Roi noir sur case blanche e8 · Fou noir sur case noire f8 · Cavalier noir sur case blanche g8 · Tour noire sur case noire h8 · Pion noir sur case noire a7 · Pion noir sur case blanche b7 · Pion noir sur case noire c7 · Pion noir sur case blanche d7 · Pion noir sur case noire e7 · Pion noir sur case blanche f7 · Pion noir sur case noire g7 · Pion noir sur case blanche h7 · Pion blanc sur case blanche a2 · Pion blanc sur case noire b2 · Pion blanc sur case blanche c2 · Pion blanc sur case noire d2 · Pion blanc sur case blanche e2 · Pion blanc sur case noire f2 · Pion blanc sur case blanche g2 · Pion blanc sur case noire h2 · Tour blanche sur case noire a1 · Cavalier blanc sur case blanche b1 · Fou blanc sur case noire c1 · Dame blanche sur case blanche d1 · Roi blanc sur case noire e1 · Fou blanc sur case blanche f1 · Cavalier blanc sur case noire g1 · Tour blanche sur case blanche h1 | Tour noire sur case blanche a8 · Cavalier noir sur case noire b8 · Fou noir sur case blanche c8 · Dame noire sur case noire d8 · Roi noir sur case blanche e8 · Fou noir sur case noire f8 · Cavalier noir sur case blanche g8 · Tour noire sur case noire h8 · Pion noir sur case noire a7 · Pion noir sur case blanche b7 · Pion noir sur case noire c7 · Pion noir sur case blanche d7 · Pion noir sur case noire e7 · Pion noir sur case blanche f7 · Pion noir sur case noire g7 · Pion noir sur case blanche h7 · Pion blanc sur case blanche a2 · Pion blanc sur case noire b2 · Pion blanc sur case blanche c2 · Pion blanc sur case noire d2 · Pion blanc sur case blanche e2 · Pion blanc sur case noire f2 · Pion blanc sur case blanche g2 · Pion blanc sur case noire h2 · Tour blanche sur case noire a1 · Cavalier blanc sur case blanche b1 · Fou blanc sur case noire c1 · Dame blanche sur case blanche d1 · Roi blanc sur case noire e1 · Fou blanc sur case blanche f1 · Cavalier blanc sur case noire g1 · Tour blanche sur case blanche h1 | 8 |
| 7 | Tour noire sur case blanche a8 · Cavalier noir sur case noire b8 · Fou noir sur case blanche c8 · Dame noire sur case noire d8 · Roi noir sur case blanche e8 · Fou noir sur case noire f8 · Cavalier noir sur case blanche g8 · Tour noire sur case noire h8 · Pion noir sur case noire a7 · Pion noir sur case blanche b7 · Pion noir sur case noire c7 · Pion noir sur case blanche d7 · Pion noir sur case noire e7 · Pion noir sur case blanche f7 · Pion noir sur case noire g7 · Pion noir sur case blanche h7 · Pion blanc sur case blanche a2 · Pion blanc sur case noire b2 · Pion blanc sur case blanche c2 · Pion blanc sur case noire d2 · Pion blanc sur case blanche e2 · Pion blanc sur case noire f2 · Pion blanc sur case blanche g2 · Pion blanc sur case noire h2 · Tour blanche sur case noire a1 · Cavalier blanc sur case blanche b1 · Fou blanc sur case noire c1 · Dame blanche sur case blanche d1 · Roi blanc sur case noire e1 · Fou blanc sur case blanche f1 · Cavalier blanc sur case noire g1 · Tour blanche sur case blanche h1 | Tour noire sur case blanche a8 · Cavalier noir sur case noire b8 · Fou noir sur case blanche c8 · Dame noire sur case noire d8 · Roi noir sur case blanche e8 · Fou noir sur case noire f8 · Cavalier noir sur case blanche g8 · Tour noire sur case noire h8 · Pion noir sur case noire a7 · Pion noir sur case blanche b7 · Pion noir sur case noire c7 · Pion noir sur case blanche d7 · Pion noir sur case noire e7 · Pion noir sur case blanche f7 · Pion noir sur case noire g7 · Pion noir sur case blanche h7 · Pion blanc sur case blanche a2 · Pion blanc sur case noire b2 · Pion blanc sur case blanche c2 · Pion blanc sur case noire d2 · Pion blanc sur case blanche e2 · Pion blanc sur case noire f2 · Pion blanc sur case blanche g2 · Pion blanc sur case noire h2 · Tour blanche sur case noire a1 · Cavalier blanc sur case blanche b1 · Fou blanc sur case noire c1 · Dame blanche sur case blanche d1 · Roi blanc sur case noire e1 · Fou blanc sur case blanche f1 · Cavalier blanc sur case noire g1 · Tour blanche sur case blanche h1 | Tour noire sur case blanche a8 · Cavalier noir sur case noire b8 · Fou noir sur case blanche c8 · Dame noire sur case noire d8 · Roi noir sur case blanche e8 · Fou noir sur case noire f8 · Cavalier noir sur case blanche g8 · Tour noire sur case noire h8 · Pion noir sur case noire a7 · Pion noir sur case blanche b7 · Pion noir sur case noire c7 · Pion noir sur case blanche d7 · Pion noir sur case noire e7 · Pion noir sur case blanche f7 · Pion noir sur case noire g7 · Pion noir sur case blanche h7 · Pion blanc sur case blanche a2 · Pion blanc sur case noire b2 · Pion blanc sur case blanche c2 · Pion blanc sur case noire d2 · Pion blanc sur case blanche e2 · Pion blanc sur case noire f2 · Pion blanc sur case blanche g2 · Pion blanc sur case noire h2 · Tour blanche sur case noire a1 · Cavalier blanc sur case blanche b1 · Fou blanc sur case noire c1 · Dame blanche sur case blanche d1 · Roi blanc sur case noire e1 · Fou blanc sur case blanche f1 · Cavalier blanc sur case noire g1 · Tour blanche sur case blanche h1 | Tour noire sur case blanche a8 · Cavalier noir sur case noire b8 · Fou noir sur case blanche c8 · Dame noire sur case noire d8 · Roi noir sur case blanche e8 · Fou noir sur case noire f8 · Cavalier noir sur case blanche g8 · Tour noire sur case noire h8 · Pion noir sur case noire a7 · Pion noir sur case blanche b7 · Pion noir sur case noire c7 · Pion noir sur case blanche d7 · Pion noir sur case noire e7 · Pion noir sur case blanche f7 · Pion noir sur case noire g7 · Pion noir sur case blanche h7 · Pion blanc sur case blanche a2 · Pion blanc sur case noire b2 · Pion blanc sur case blanche c2 · Pion blanc sur case noire d2 · Pion blanc sur case blanche e2 · Pion blanc sur case noire f2 · Pion blanc sur case blanche g2 · Pion blanc sur case noire h2 · Tour blanche sur case noire a1 · Cavalier blanc sur case blanche b1 · Fou blanc sur case noire c1 · Dame blanche sur case blanche d1 · Roi blanc sur case noire e1 · Fou blanc sur case blanche f1 · Cavalier blanc sur case noire g1 · Tour blanche sur case blanche h1 | Tour noire sur case blanche a8 · Cavalier noir sur case noire b8 · Fou noir sur case blanche c8 · Dame noire sur case noire d8 · Roi noir sur case blanche e8 · Fou noir sur case noire f8 · Cavalier noir sur case blanche g8 · Tour noire sur case noire h8 · Pion noir sur case noire a7 · Pion noir sur case blanche b7 · Pion noir sur case noire c7 · Pion noir sur case blanche d7 · Pion noir sur case noire e7 · Pion noir sur case blanche f7 · Pion noir sur case noire g7 · Pion noir sur case blanche h7 · Pion blanc sur case blanche a2 · Pion blanc sur case noire b2 · Pion blanc sur case blanche c2 · Pion blanc sur case noire d2 · Pion blanc sur case blanche e2 · Pion blanc sur case noire f2 · Pion blanc sur case blanche g2 · Pion blanc sur case noire h2 · Tour blanche sur case noire a1 · Cavalier blanc sur case blanche b1 · Fou blanc sur case noire c1 · Dame blanche sur case blanche d1 · Roi blanc sur case noire e1 · Fou blanc sur case blanche f1 · Cavalier blanc sur case noire g1 · Tour blanche sur case blanche h1 | Tour noire sur case blanche a8 · Cavalier noir sur case noire b8 · Fou noir sur case blanche c8 · Dame noire sur case noire d8 · Roi noir sur case blanche e8 · Fou noir sur case noire f8 · Cavalier noir sur case blanche g8 · Tour noire sur case noire h8 · Pion noir sur case noire a7 · Pion noir sur case blanche b7 · Pion noir sur case noire c7 · Pion noir sur case blanche d7 · Pion noir sur case noire e7 · Pion noir sur case blanche f7 · Pion noir sur case noire g7 · Pion noir sur case blanche h7 · Pion blanc sur case blanche a2 · Pion blanc sur case noire b2 · Pion blanc sur case blanche c2 · Pion blanc sur case noire d2 · Pion blanc sur case blanche e2 · Pion blanc sur case noire f2 · Pion blanc sur case blanche g2 · Pion blanc sur case noire h2 · Tour blanche sur case noire a1 · Cavalier blanc sur case blanche b1 · Fou blanc sur case noire c1 · Dame blanche sur case blanche d1 · Roi blanc sur case noire e1 · Fou blanc sur case blanche f1 · Cavalier blanc sur case noire g1 · Tour blanche sur case blanche h1 | Tour noire sur case blanche a8 · Cavalier noir sur case noire b8 · Fou noir sur case blanche c8 · Dame noire sur case noire d8 · Roi noir sur case blanche e8 · Fou noir sur case noire f8 · Cavalier noir sur case blanche g8 · Tour noire sur case noire h8 · Pion noir sur case noire a7 · Pion noir sur case blanche b7 · Pion noir sur case noire c7 · Pion noir sur case blanche d7 · Pion noir sur case noire e7 · Pion noir sur case blanche f7 · Pion noir sur case noire g7 · Pion noir sur case blanche h7 · Pion blanc sur case blanche a2 · Pion blanc sur case noire b2 · Pion blanc sur case blanche c2 · Pion blanc sur case noire d2 · Pion blanc sur case blanche e2 · Pion blanc sur case noire f2 · Pion blanc sur case blanche g2 · Pion blanc sur case noire h2 · Tour blanche sur case noire a1 · Cavalier blanc sur case blanche b1 · Fou blanc sur case noire c1 · Dame blanche sur case blanche d1 · Roi blanc sur case noire e1 · Fou blanc sur case blanche f1 · Cavalier blanc sur case noire g1 · Tour blanche sur case blanche h1 | Tour noire sur case blanche a8 · Cavalier noir sur case noire b8 · Fou noir sur case blanche c8 · Dame noire sur case noire d8 · Roi noir sur case blanche e8 · Fou noir sur case noire f8 · Cavalier noir sur case blanche g8 · Tour noire sur case noire h8 · Pion noir sur case noire a7 · Pion noir sur case blanche b7 · Pion noir sur case noire c7 · Pion noir sur case blanche d7 · Pion noir sur case noire e7 · Pion noir sur case blanche f7 · Pion noir sur case noire g7 · Pion noir sur case blanche h7 · Pion blanc sur case blanche a2 · Pion blanc sur case noire b2 · Pion blanc sur case blanche c2 · Pion blanc sur case noire d2 · Pion blanc sur case blanche e2 · Pion blanc sur case noire f2 · Pion blanc sur case blanche g2 · Pion blanc sur case noire h2 · Tour blanche sur case noire a1 · Cavalier blanc sur case blanche b1 · Fou blanc sur case noire c1 · Dame blanche sur case blanche d1 · Roi blanc sur case noire e1 · Fou blanc sur case blanche f1 · Cavalier blanc sur case noire g1 · Tour blanche sur case blanche h1 | 7 |
| 6 | Tour noire sur case blanche a8 · Cavalier noir sur case noire b8 · Fou noir sur case blanche c8 · Dame noire sur case noire d8 · Roi noir sur case blanche e8 · Fou noir sur case noire f8 · Cavalier noir sur case blanche g8 · Tour noire sur case noire h8 · Pion noir sur case noire a7 · Pion noir sur case blanche b7 · Pion noir sur case noire c7 · Pion noir sur case blanche d7 · Pion noir sur case noire e7 · Pion noir sur case blanche f7 · Pion noir sur case noire g7 · Pion noir sur case blanche h7 · Pion blanc sur case blanche a2 · Pion blanc sur case noire b2 · Pion blanc sur case blanche c2 · Pion blanc sur case noire d2 · Pion blanc sur case blanche e2 · Pion blanc sur case noire f2 · Pion blanc sur case blanche g2 · Pion blanc sur case noire h2 · Tour blanche sur case noire a1 · Cavalier blanc sur case blanche b1 · Fou blanc sur case noire c1 · Dame blanche sur case blanche d1 · Roi blanc sur case noire e1 · Fou blanc sur case blanche f1 · Cavalier blanc sur case noire g1 · Tour blanche sur case blanche h1 | Tour noire sur case blanche a8 · Cavalier noir sur case noire b8 · Fou noir sur case blanche c8 · Dame noire sur case noire d8 · Roi noir sur case blanche e8 · Fou noir sur case noire f8 · Cavalier noir sur case blanche g8 · Tour noire sur case noire h8 · Pion noir sur case noire a7 · Pion noir sur case blanche b7 · Pion noir sur case noire c7 · Pion noir sur case blanche d7 · Pion noir sur case noire e7 · Pion noir sur case blanche f7 · Pion noir sur case noire g7 · Pion noir sur case blanche h7 · Pion blanc sur case blanche a2 · Pion blanc sur case noire b2 · Pion blanc sur case blanche c2 · Pion blanc sur case noire d2 · Pion blanc sur case blanche e2 · Pion blanc sur case noire f2 · Pion blanc sur case blanche g2 · Pion blanc sur case noire h2 · Tour blanche sur case noire a1 · Cavalier blanc sur case blanche b1 · Fou blanc sur case noire c1 · Dame blanche sur case blanche d1 · Roi blanc sur case noire e1 · Fou blanc sur case blanche f1 · Cavalier blanc sur case noire g1 · Tour blanche sur case blanche h1 | Tour noire sur case blanche a8 · Cavalier noir sur case noire b8 · Fou noir sur case blanche c8 · Dame noire sur case noire d8 · Roi noir sur case blanche e8 · Fou noir sur case noire f8 · Cavalier noir sur case blanche g8 · Tour noire sur case noire h8 · Pion noir sur case noire a7 · Pion noir sur case blanche b7 · Pion noir sur case noire c7 · Pion noir sur case blanche d7 · Pion noir sur case noire e7 · Pion noir sur case blanche f7 · Pion noir sur case noire g7 · Pion noir sur case blanche h7 · Pion blanc sur case blanche a2 · Pion blanc sur case noire b2 · Pion blanc sur case blanche c2 · Pion blanc sur case noire d2 · Pion blanc sur case blanche e2 · Pion blanc sur case noire f2 · Pion blanc sur case blanche g2 · Pion blanc sur case noire h2 · Tour blanche sur case noire a1 · Cavalier blanc sur case blanche b1 · Fou blanc sur case noire c1 · Dame blanche sur case blanche d1 · Roi blanc sur case noire e1 · Fou blanc sur case blanche f1 · Cavalier blanc sur case noire g1 · Tour blanche sur case blanche h1 | Tour noire sur case blanche a8 · Cavalier noir sur case noire b8 · Fou noir sur case blanche c8 · Dame noire sur case noire d8 · Roi noir sur case blanche e8 · Fou noir sur case noire f8 · Cavalier noir sur case blanche g8 · Tour noire sur case noire h8 · Pion noir sur case noire a7 · Pion noir sur case blanche b7 · Pion noir sur case noire c7 · Pion noir sur case blanche d7 · Pion noir sur case noire e7 · Pion noir sur case blanche f7 · Pion noir sur case noire g7 · Pion noir sur case blanche h7 · Pion blanc sur case blanche a2 · Pion blanc sur case noire b2 · Pion blanc sur case blanche c2 · Pion blanc sur case noire d2 · Pion blanc sur case blanche e2 · Pion blanc sur case noire f2 · Pion blanc sur case blanche g2 · Pion blanc sur case noire h2 · Tour blanche sur case noire a1 · Cavalier blanc sur case blanche b1 · Fou blanc sur case noire c1 · Dame blanche sur case blanche d1 · Roi blanc sur case noire e1 · Fou blanc sur case blanche f1 · Cavalier blanc sur case noire g1 · Tour blanche sur case blanche h1 | Tour noire sur case blanche a8 · Cavalier noir sur case noire b8 · Fou noir sur case blanche c8 · Dame noire sur case noire d8 · Roi noir sur case blanche e8 · Fou noir sur case noire f8 · Cavalier noir sur case blanche g8 · Tour noire sur case noire h8 · Pion noir sur case noire a7 · Pion noir sur case blanche b7 · Pion noir sur case noire c7 · Pion noir sur case blanche d7 · Pion noir sur case noire e7 · Pion noir sur case blanche f7 · Pion noir sur case noire g7 · Pion noir sur case blanche h7 · Pion blanc sur case blanche a2 · Pion blanc sur case noire b2 · Pion blanc sur case blanche c2 · Pion blanc sur case noire d2 · Pion blanc sur case blanche e2 · Pion blanc sur case noire f2 · Pion blanc sur case blanche g2 · Pion blanc sur case noire h2 · Tour blanche sur case noire a1 · Cavalier blanc sur case blanche b1 · Fou blanc sur case noire c1 · Dame blanche sur case blanche d1 · Roi blanc sur case noire e1 · Fou blanc sur case blanche f1 · Cavalier blanc sur case noire g1 · Tour blanche sur case blanche h1 | Tour noire sur case blanche a8 · Cavalier noir sur case noire b8 · Fou noir sur case blanche c8 · Dame noire sur case noire d8 · Roi noir sur case blanche e8 · Fou noir sur case noire f8 · Cavalier noir sur case blanche g8 · Tour noire sur case noire h8 · Pion noir sur case noire a7 · Pion noir sur case blanche b7 · Pion noir sur case noire c7 · Pion noir sur case blanche d7 · Pion noir sur case noire e7 · Pion noir sur case blanche f7 · Pion noir sur case noire g7 · Pion noir sur case blanche h7 · Pion blanc sur case blanche a2 · Pion blanc sur case noire b2 · Pion blanc sur case blanche c2 · Pion blanc sur case noire d2 · Pion blanc sur case blanche e2 · Pion blanc sur case noire f2 · Pion blanc sur case blanche g2 · Pion blanc sur case noire h2 · Tour blanche sur case noire a1 · Cavalier blanc sur case blanche b1 · Fou blanc sur case noire c1 · Dame blanche sur case blanche d1 · Roi blanc sur case noire e1 · Fou blanc sur case blanche f1 · Cavalier blanc sur case noire g1 · Tour blanche sur case blanche h1 | Tour noire sur case blanche a8 · Cavalier noir sur case noire b8 · Fou noir sur case blanche c8 · Dame noire sur case noire d8 · Roi noir sur case blanche e8 · Fou noir sur case noire f8 · Cavalier noir sur case blanche g8 · Tour noire sur case noire h8 · Pion noir sur case noire a7 · Pion noir sur case blanche b7 · Pion noir sur case noire c7 · Pion noir sur case blanche d7 · Pion noir sur case noire e7 · Pion noir sur case blanche f7 · Pion noir sur case noire g7 · Pion noir sur case blanche h7 · Pion blanc sur case blanche a2 · Pion blanc sur case noire b2 · Pion blanc sur case blanche c2 · Pion blanc sur case noire d2 · Pion blanc sur case blanche e2 · Pion blanc sur case noire f2 · Pion blanc sur case blanche g2 · Pion blanc sur case noire h2 · Tour blanche sur case noire a1 · Cavalier blanc sur case blanche b1 · Fou blanc sur case noire c1 · Dame blanche sur case blanche d1 · Roi blanc sur case noire e1 · Fou blanc sur case blanche f1 · Cavalier blanc sur case noire g1 · Tour blanche sur case blanche h1 | Tour noire sur case blanche a8 · Cavalier noir sur case noire b8 · Fou noir sur case blanche c8 · Dame noire sur case noire d8 · Roi noir sur case blanche e8 · Fou noir sur case noire f8 · Cavalier noir sur case blanche g8 · Tour noire sur case noire h8 · Pion noir sur case noire a7 · Pion noir sur case blanche b7 · Pion noir sur case noire c7 · Pion noir sur case blanche d7 · Pion noir sur case noire e7 · Pion noir sur case blanche f7 · Pion noir sur case noire g7 · Pion noir sur case blanche h7 · Pion blanc sur case blanche a2 · Pion blanc sur case noire b2 · Pion blanc sur case blanche c2 · Pion blanc sur case noire d2 · Pion blanc sur case blanche e2 · Pion blanc sur case noire f2 · Pion blanc sur case blanche g2 · Pion blanc sur case noire h2 · Tour blanche sur case noire a1 · Cavalier blanc sur case blanche b1 · Fou blanc sur case noire c1 · Dame blanche sur case blanche d1 · Roi blanc sur case noire e1 · Fou blanc sur case blanche f1 · Cavalier blanc sur case noire g1 · Tour blanche sur case blanche h1 | 6 |
| 5 | Tour noire sur case blanche a8 · Cavalier noir sur case noire b8 · Fou noir sur case blanche c8 · Dame noire sur case noire d8 · Roi noir sur case blanche e8 · Fou noir sur case noire f8 · Cavalier noir sur case blanche g8 · Tour noire sur case noire h8 · Pion noir sur case noire a7 · Pion noir sur case blanche b7 · Pion noir sur case noire c7 · Pion noir sur case blanche d7 · Pion noir sur case noire e7 · Pion noir sur case blanche f7 · Pion noir sur case noire g7 · Pion noir sur case blanche h7 · Pion blanc sur case blanche a2 · Pion blanc sur case noire b2 · Pion blanc sur case blanche c2 · Pion blanc sur case noire d2 · Pion blanc sur case blanche e2 · Pion blanc sur case noire f2 · Pion blanc sur case blanche g2 · Pion blanc sur case noire h2 · Tour blanche sur case noire a1 · Cavalier blanc sur case blanche b1 · Fou blanc sur case noire c1 · Dame blanche sur case blanche d1 · Roi blanc sur case noire e1 · Fou blanc sur case blanche f1 · Cavalier blanc sur case noire g1 · Tour blanche sur case blanche h1 | Tour noire sur case blanche a8 · Cavalier noir sur case noire b8 · Fou noir sur case blanche c8 · Dame noire sur case noire d8 · Roi noir sur case blanche e8 · Fou noir sur case noire f8 · Cavalier noir sur case blanche g8 · Tour noire sur case noire h8 · Pion noir sur case noire a7 · Pion noir sur case blanche b7 · Pion noir sur case noire c7 · Pion noir sur case blanche d7 · Pion noir sur case noire e7 · Pion noir sur case blanche f7 · Pion noir sur case noire g7 · Pion noir sur case blanche h7 · Pion blanc sur case blanche a2 · Pion blanc sur case noire b2 · Pion blanc sur case blanche c2 · Pion blanc sur case noire d2 · Pion blanc sur case blanche e2 · Pion blanc sur case noire f2 · Pion blanc sur case blanche g2 · Pion blanc sur case noire h2 · Tour blanche sur case noire a1 · Cavalier blanc sur case blanche b1 · Fou blanc sur case noire c1 · Dame blanche sur case blanche d1 · Roi blanc sur case noire e1 · Fou blanc sur case blanche f1 · Cavalier blanc sur case noire g1 · Tour blanche sur case blanche h1 | Tour noire sur case blanche a8 · Cavalier noir sur case noire b8 · Fou noir sur case blanche c8 · Dame noire sur case noire d8 · Roi noir sur case blanche e8 · Fou noir sur case noire f8 · Cavalier noir sur case blanche g8 · Tour noire sur case noire h8 · Pion noir sur case noire a7 · Pion noir sur case blanche b7 · Pion noir sur case noire c7 · Pion noir sur case blanche d7 · Pion noir sur case noire e7 · Pion noir sur case blanche f7 · Pion noir sur case noire g7 · Pion noir sur case blanche h7 · Pion blanc sur case blanche a2 · Pion blanc sur case noire b2 · Pion blanc sur case blanche c2 · Pion blanc sur case noire d2 · Pion blanc sur case blanche e2 · Pion blanc sur case noire f2 · Pion blanc sur case blanche g2 · Pion blanc sur case noire h2 · Tour blanche sur case noire a1 · Cavalier blanc sur case blanche b1 · Fou blanc sur case noire c1 · Dame blanche sur case blanche d1 · Roi blanc sur case noire e1 · Fou blanc sur case blanche f1 · Cavalier blanc sur case noire g1 · Tour blanche sur case blanche h1 | Tour noire sur case blanche a8 · Cavalier noir sur case noire b8 · Fou noir sur case blanche c8 · Dame noire sur case noire d8 · Roi noir sur case blanche e8 · Fou noir sur case noire f8 · Cavalier noir sur case blanche g8 · Tour noire sur case noire h8 · Pion noir sur case noire a7 · Pion noir sur case blanche b7 · Pion noir sur case noire c7 · Pion noir sur case blanche d7 · Pion noir sur case noire e7 · Pion noir sur case blanche f7 · Pion noir sur case noire g7 · Pion noir sur case blanche h7 · Pion blanc sur case blanche a2 · Pion blanc sur case noire b2 · Pion blanc sur case blanche c2 · Pion blanc sur case noire d2 · Pion blanc sur case blanche e2 · Pion blanc sur case noire f2 · Pion blanc sur case blanche g2 · Pion blanc sur case noire h2 · Tour blanche sur case noire a1 · Cavalier blanc sur case blanche b1 · Fou blanc sur case noire c1 · Dame blanche sur case blanche d1 · Roi blanc sur case noire e1 · Fou blanc sur case blanche f1 · Cavalier blanc sur case noire g1 · Tour blanche sur case blanche h1 | Tour noire sur case blanche a8 · Cavalier noir sur case noire b8 · Fou noir sur case blanche c8 · Dame noire sur case noire d8 · Roi noir sur case blanche e8 · Fou noir sur case noire f8 · Cavalier noir sur case blanche g8 · Tour noire sur case noire h8 · Pion noir sur case noire a7 · Pion noir sur case blanche b7 · Pion noir sur case noire c7 · Pion noir sur case blanche d7 · Pion noir sur case noire e7 · Pion noir sur case blanche f7 · Pion noir sur case noire g7 · Pion noir sur case blanche h7 · Pion blanc sur case blanche a2 · Pion blanc sur case noire b2 · Pion blanc sur case blanche c2 · Pion blanc sur case noire d2 · Pion blanc sur case blanche e2 · Pion blanc sur case noire f2 · Pion blanc sur case blanche g2 · Pion blanc sur case noire h2 · Tour blanche sur case noire a1 · Cavalier blanc sur case blanche b1 · Fou blanc sur case noire c1 · Dame blanche sur case blanche d1 · Roi blanc sur case noire e1 · Fou blanc sur case blanche f1 · Cavalier blanc sur case noire g1 · Tour blanche sur case blanche h1 | Tour noire sur case blanche a8 · Cavalier noir sur case noire b8 · Fou noir sur case blanche c8 · Dame noire sur case noire d8 · Roi noir sur case blanche e8 · Fou noir sur case noire f8 · Cavalier noir sur case blanche g8 · Tour noire sur case noire h8 · Pion noir sur case noire a7 · Pion noir sur case blanche b7 · Pion noir sur case noire c7 · Pion noir sur case blanche d7 · Pion noir sur case noire e7 · Pion noir sur case blanche f7 · Pion noir sur case noire g7 · Pion noir sur case blanche h7 · Pion blanc sur case blanche a2 · Pion blanc sur case noire b2 · Pion blanc sur case blanche c2 · Pion blanc sur case noire d2 · Pion blanc sur case blanche e2 · Pion blanc sur case noire f2 · Pion blanc sur case blanche g2 · Pion blanc sur case noire h2 · Tour blanche sur case noire a1 · Cavalier blanc sur case blanche b1 · Fou blanc sur case noire c1 · Dame blanche sur case blanche d1 · Roi blanc sur case noire e1 · Fou blanc sur case blanche f1 · Cavalier blanc sur case noire g1 · Tour blanche sur case blanche h1 | Tour noire sur case blanche a8 · Cavalier noir sur case noire b8 · Fou noir sur case blanche c8 · Dame noire sur case noire d8 · Roi noir sur case blanche e8 · Fou noir sur case noire f8 · Cavalier noir sur case blanche g8 · Tour noire sur case noire h8 · Pion noir sur case noire a7 · Pion noir sur case blanche b7 · Pion noir sur case noire c7 · Pion noir sur case blanche d7 · Pion noir sur case noire e7 · Pion noir sur case blanche f7 · Pion noir sur case noire g7 · Pion noir sur case blanche h7 · Pion blanc sur case blanche a2 · Pion blanc sur case noire b2 · Pion blanc sur case blanche c2 · Pion blanc sur case noire d2 · Pion blanc sur case blanche e2 · Pion blanc sur case noire f2 · Pion blanc sur case blanche g2 · Pion blanc sur case noire h2 · Tour blanche sur case noire a1 · Cavalier blanc sur case blanche b1 · Fou blanc sur case noire c1 · Dame blanche sur case blanche d1 · Roi blanc sur case noire e1 · Fou blanc sur case blanche f1 · Cavalier blanc sur case noire g1 · Tour blanche sur case blanche h1 | Tour noire sur case blanche a8 · Cavalier noir sur case noire b8 · Fou noir sur case blanche c8 · Dame noire sur case noire d8 · Roi noir sur case blanche e8 · Fou noir sur case noire f8 · Cavalier noir sur case blanche g8 · Tour noire sur case noire h8 · Pion noir sur case noire a7 · Pion noir sur case blanche b7 · Pion noir sur case noire c7 · Pion noir sur case blanche d7 · Pion noir sur case noire e7 · Pion noir sur case blanche f7 · Pion noir sur case noire g7 · Pion noir sur case blanche h7 · Pion blanc sur case blanche a2 · Pion blanc sur case noire b2 · Pion blanc sur case blanche c2 · Pion blanc sur case noire d2 · Pion blanc sur case blanche e2 · Pion blanc sur case noire f2 · Pion blanc sur case blanche g2 · Pion blanc sur case noire h2 · Tour blanche sur case noire a1 · Cavalier blanc sur case blanche b1 · Fou blanc sur case noire c1 · Dame blanche sur case blanche d1 · Roi blanc sur case noire e1 · Fou blanc sur case blanche f1 · Cavalier blanc sur case noire g1 · Tour blanche sur case blanche h1 | 5 |
| 4 | Tour noire sur case blanche a8 · Cavalier noir sur case noire b8 · Fou noir sur case blanche c8 · Dame noire sur case noire d8 · Roi noir sur case blanche e8 · Fou noir sur case noire f8 · Cavalier noir sur case blanche g8 · Tour noire sur case noire h8 · Pion noir sur case noire a7 · Pion noir sur case blanche b7 · Pion noir sur case noire c7 · Pion noir sur case blanche d7 · Pion noir sur case noire e7 · Pion noir sur case blanche f7 · Pion noir sur case noire g7 · Pion noir sur case blanche h7 · Pion blanc sur case blanche a2 · Pion blanc sur case noire b2 · Pion blanc sur case blanche c2 · Pion blanc sur case noire d2 · Pion blanc sur case blanche e2 · Pion blanc sur case noire f2 · Pion blanc sur case blanche g2 · Pion blanc sur case noire h2 · Tour blanche sur case noire a1 · Cavalier blanc sur case blanche b1 · Fou blanc sur case noire c1 · Dame blanche sur case blanche d1 · Roi blanc sur case noire e1 · Fou blanc sur case blanche f1 · Cavalier blanc sur case noire g1 · Tour blanche sur case blanche h1 | Tour noire sur case blanche a8 · Cavalier noir sur case noire b8 · Fou noir sur case blanche c8 · Dame noire sur case noire d8 · Roi noir sur case blanche e8 · Fou noir sur case noire f8 · Cavalier noir sur case blanche g8 · Tour noire sur case noire h8 · Pion noir sur case noire a7 · Pion noir sur case blanche b7 · Pion noir sur case noire c7 · Pion noir sur case blanche d7 · Pion noir sur case noire e7 · Pion noir sur case blanche f7 · Pion noir sur case noire g7 · Pion noir sur case blanche h7 · Pion blanc sur case blanche a2 · Pion blanc sur case noire b2 · Pion blanc sur case blanche c2 · Pion blanc sur case noire d2 · Pion blanc sur case blanche e2 · Pion blanc sur case noire f2 · Pion blanc sur case blanche g2 · Pion blanc sur case noire h2 · Tour blanche sur case noire a1 · Cavalier blanc sur case blanche b1 · Fou blanc sur case noire c1 · Dame blanche sur case blanche d1 · Roi blanc sur case noire e1 · Fou blanc sur case blanche f1 · Cavalier blanc sur case noire g1 · Tour blanche sur case blanche h1 | Tour noire sur case blanche a8 · Cavalier noir sur case noire b8 · Fou noir sur case blanche c8 · Dame noire sur case noire d8 · Roi noir sur case blanche e8 · Fou noir sur case noire f8 · Cavalier noir sur case blanche g8 · Tour noire sur case noire h8 · Pion noir sur case noire a7 · Pion noir sur case blanche b7 · Pion noir sur case noire c7 · Pion noir sur case blanche d7 · Pion noir sur case noire e7 · Pion noir sur case blanche f7 · Pion noir sur case noire g7 · Pion noir sur case blanche h7 · Pion blanc sur case blanche a2 · Pion blanc sur case noire b2 · Pion blanc sur case blanche c2 · Pion blanc sur case noire d2 · Pion blanc sur case blanche e2 · Pion blanc sur case noire f2 · Pion blanc sur case blanche g2 · Pion blanc sur case noire h2 · Tour blanche sur case noire a1 · Cavalier blanc sur case blanche b1 · Fou blanc sur case noire c1 · Dame blanche sur case blanche d1 · Roi blanc sur case noire e1 · Fou blanc sur case blanche f1 · Cavalier blanc sur case noire g1 · Tour blanche sur case blanche h1 | Tour noire sur case blanche a8 · Cavalier noir sur case noire b8 · Fou noir sur case blanche c8 · Dame noire sur case noire d8 · Roi noir sur case blanche e8 · Fou noir sur case noire f8 · Cavalier noir sur case blanche g8 · Tour noire sur case noire h8 · Pion noir sur case noire a7 · Pion noir sur case blanche b7 · Pion noir sur case noire c7 · Pion noir sur case blanche d7 · Pion noir sur case noire e7 · Pion noir sur case blanche f7 · Pion noir sur case noire g7 · Pion noir sur case blanche h7 · Pion blanc sur case blanche a2 · Pion blanc sur case noire b2 · Pion blanc sur case blanche c2 · Pion blanc sur case noire d2 · Pion blanc sur case blanche e2 · Pion blanc sur case noire f2 · Pion blanc sur case blanche g2 · Pion blanc sur case noire h2 · Tour blanche sur case noire a1 · Cavalier blanc sur case blanche b1 · Fou blanc sur case noire c1 · Dame blanche sur case blanche d1 · Roi blanc sur case noire e1 · Fou blanc sur case blanche f1 · Cavalier blanc sur case noire g1 · Tour blanche sur case blanche h1 | Tour noire sur case blanche a8 · Cavalier noir sur case noire b8 · Fou noir sur case blanche c8 · Dame noire sur case noire d8 · Roi noir sur case blanche e8 · Fou noir sur case noire f8 · Cavalier noir sur case blanche g8 · Tour noire sur case noire h8 · Pion noir sur case noire a7 · Pion noir sur case blanche b7 · Pion noir sur case noire c7 · Pion noir sur case blanche d7 · Pion noir sur case noire e7 · Pion noir sur case blanche f7 · Pion noir sur case noire g7 · Pion noir sur case blanche h7 · Pion blanc sur case blanche a2 · Pion blanc sur case noire b2 · Pion blanc sur case blanche c2 · Pion blanc sur case noire d2 · Pion blanc sur case blanche e2 · Pion blanc sur case noire f2 · Pion blanc sur case blanche g2 · Pion blanc sur case noire h2 · Tour blanche sur case noire a1 · Cavalier blanc sur case blanche b1 · Fou blanc sur case noire c1 · Dame blanche sur case blanche d1 · Roi blanc sur case noire e1 · Fou blanc sur case blanche f1 · Cavalier blanc sur case noire g1 · Tour blanche sur case blanche h1 | Tour noire sur case blanche a8 · Cavalier noir sur case noire b8 · Fou noir sur case blanche c8 · Dame noire sur case noire d8 · Roi noir sur case blanche e8 · Fou noir sur case noire f8 · Cavalier noir sur case blanche g8 · Tour noire sur case noire h8 · Pion noir sur case noire a7 · Pion noir sur case blanche b7 · Pion noir sur case noire c7 · Pion noir sur case blanche d7 · Pion noir sur case noire e7 · Pion noir sur case blanche f7 · Pion noir sur case noire g7 · Pion noir sur case blanche h7 · Pion blanc sur case blanche a2 · Pion blanc sur case noire b2 · Pion blanc sur case blanche c2 · Pion blanc sur case noire d2 · Pion blanc sur case blanche e2 · Pion blanc sur case noire f2 · Pion blanc sur case blanche g2 · Pion blanc sur case noire h2 · Tour blanche sur case noire a1 · Cavalier blanc sur case blanche b1 · Fou blanc sur case noire c1 · Dame blanche sur case blanche d1 · Roi blanc sur case noire e1 · Fou blanc sur case blanche f1 · Cavalier blanc sur case noire g1 · Tour blanche sur case blanche h1 | Tour noire sur case blanche a8 · Cavalier noir sur case noire b8 · Fou noir sur case blanche c8 · Dame noire sur case noire d8 · Roi noir sur case blanche e8 · Fou noir sur case noire f8 · Cavalier noir sur case blanche g8 · Tour noire sur case noire h8 · Pion noir sur case noire a7 · Pion noir sur case blanche b7 · Pion noir sur case noire c7 · Pion noir sur case blanche d7 · Pion noir sur case noire e7 · Pion noir sur case blanche f7 · Pion noir sur case noire g7 · Pion noir sur case blanche h7 · Pion blanc sur case blanche a2 · Pion blanc sur case noire b2 · Pion blanc sur case blanche c2 · Pion blanc sur case noire d2 · Pion blanc sur case blanche e2 · Pion blanc sur case noire f2 · Pion blanc sur case blanche g2 · Pion blanc sur case noire h2 · Tour blanche sur case noire a1 · Cavalier blanc sur case blanche b1 · Fou blanc sur case noire c1 · Dame blanche sur case blanche d1 · Roi blanc sur case noire e1 · Fou blanc sur case blanche f1 · Cavalier blanc sur case noire g1 · Tour blanche sur case blanche h1 | Tour noire sur case blanche a8 · Cavalier noir sur case noire b8 · Fou noir sur case blanche c8 · Dame noire sur case noire d8 · Roi noir sur case blanche e8 · Fou noir sur case noire f8 · Cavalier noir sur case blanche g8 · Tour noire sur case noire h8 · Pion noir sur case noire a7 · Pion noir sur case blanche b7 · Pion noir sur case noire c7 · Pion noir sur case blanche d7 · Pion noir sur case noire e7 · Pion noir sur case blanche f7 · Pion noir sur case noire g7 · Pion noir sur case blanche h7 · Pion blanc sur case blanche a2 · Pion blanc sur case noire b2 · Pion blanc sur case blanche c2 · Pion blanc sur case noire d2 · Pion blanc sur case blanche e2 · Pion blanc sur case noire f2 · Pion blanc sur case blanche g2 · Pion blanc sur case noire h2 · Tour blanche sur case noire a1 · Cavalier blanc sur case blanche b1 · Fou blanc sur case noire c1 · Dame blanche sur case blanche d1 · Roi blanc sur case noire e1 · Fou blanc sur case blanche f1 · Cavalier blanc sur case noire g1 · Tour blanche sur case blanche h1 | 4 |
| 3 | Tour noire sur case blanche a8 · Cavalier noir sur case noire b8 · Fou noir sur case blanche c8 · Dame noire sur case noire d8 · Roi noir sur case blanche e8 · Fou noir sur case noire f8 · Cavalier noir sur case blanche g8 · Tour noire sur case noire h8 · Pion noir sur case noire a7 · Pion noir sur case blanche b7 · Pion noir sur case noire c7 · Pion noir sur case blanche d7 · Pion noir sur case noire e7 · Pion noir sur case blanche f7 · Pion noir sur case noire g7 · Pion noir sur case blanche h7 · Pion blanc sur case blanche a2 · Pion blanc sur case noire b2 · Pion blanc sur case blanche c2 · Pion blanc sur case noire d2 · Pion blanc sur case blanche e2 · Pion blanc sur case noire f2 · Pion blanc sur case blanche g2 · Pion blanc sur case noire h2 · Tour blanche sur case noire a1 · Cavalier blanc sur case blanche b1 · Fou blanc sur case noire c1 · Dame blanche sur case blanche d1 · Roi blanc sur case noire e1 · Fou blanc sur case blanche f1 · Cavalier blanc sur case noire g1 · Tour blanche sur case blanche h1 | Tour noire sur case blanche a8 · Cavalier noir sur case noire b8 · Fou noir sur case blanche c8 · Dame noire sur case noire d8 · Roi noir sur case blanche e8 · Fou noir sur case noire f8 · Cavalier noir sur case blanche g8 · Tour noire sur case noire h8 · Pion noir sur case noire a7 · Pion noir sur case blanche b7 · Pion noir sur case noire c7 · Pion noir sur case blanche d7 · Pion noir sur case noire e7 · Pion noir sur case blanche f7 · Pion noir sur case noire g7 · Pion noir sur case blanche h7 · Pion blanc sur case blanche a2 · Pion blanc sur case noire b2 · Pion blanc sur case blanche c2 · Pion blanc sur case noire d2 · Pion blanc sur case blanche e2 · Pion blanc sur case noire f2 · Pion blanc sur case blanche g2 · Pion blanc sur case noire h2 · Tour blanche sur case noire a1 · Cavalier blanc sur case blanche b1 · Fou blanc sur case noire c1 · Dame blanche sur case blanche d1 · Roi blanc sur case noire e1 · Fou blanc sur case blanche f1 · Cavalier blanc sur case noire g1 · Tour blanche sur case blanche h1 | Tour noire sur case blanche a8 · Cavalier noir sur case noire b8 · Fou noir sur case blanche c8 · Dame noire sur case noire d8 · Roi noir sur case blanche e8 · Fou noir sur case noire f8 · Cavalier noir sur case blanche g8 · Tour noire sur case noire h8 · Pion noir sur case noire a7 · Pion noir sur case blanche b7 · Pion noir sur case noire c7 · Pion noir sur case blanche d7 · Pion noir sur case noire e7 · Pion noir sur case blanche f7 · Pion noir sur case noire g7 · Pion noir sur case blanche h7 · Pion blanc sur case blanche a2 · Pion blanc sur case noire b2 · Pion blanc sur case blanche c2 · Pion blanc sur case noire d2 · Pion blanc sur case blanche e2 · Pion blanc sur case noire f2 · Pion blanc sur case blanche g2 · Pion blanc sur case noire h2 · Tour blanche sur case noire a1 · Cavalier blanc sur case blanche b1 · Fou blanc sur case noire c1 · Dame blanche sur case blanche d1 · Roi blanc sur case noire e1 · Fou blanc sur case blanche f1 · Cavalier blanc sur case noire g1 · Tour blanche sur case blanche h1 | Tour noire sur case blanche a8 · Cavalier noir sur case noire b8 · Fou noir sur case blanche c8 · Dame noire sur case noire d8 · Roi noir sur case blanche e8 · Fou noir sur case noire f8 · Cavalier noir sur case blanche g8 · Tour noire sur case noire h8 · Pion noir sur case noire a7 · Pion noir sur case blanche b7 · Pion noir sur case noire c7 · Pion noir sur case blanche d7 · Pion noir sur case noire e7 · Pion noir sur case blanche f7 · Pion noir sur case noire g7 · Pion noir sur case blanche h7 · Pion blanc sur case blanche a2 · Pion blanc sur case noire b2 · Pion blanc sur case blanche c2 · Pion blanc sur case noire d2 · Pion blanc sur case blanche e2 · Pion blanc sur case noire f2 · Pion blanc sur case blanche g2 · Pion blanc sur case noire h2 · Tour blanche sur case noire a1 · Cavalier blanc sur case blanche b1 · Fou blanc sur case noire c1 · Dame blanche sur case blanche d1 · Roi blanc sur case noire e1 · Fou blanc sur case blanche f1 · Cavalier blanc sur case noire g1 · Tour blanche sur case blanche h1 | Tour noire sur case blanche a8 · Cavalier noir sur case noire b8 · Fou noir sur case blanche c8 · Dame noire sur case noire d8 · Roi noir sur case blanche e8 · Fou noir sur case noire f8 · Cavalier noir sur case blanche g8 · Tour noire sur case noire h8 · Pion noir sur case noire a7 · Pion noir sur case blanche b7 · Pion noir sur case noire c7 · Pion noir sur case blanche d7 · Pion noir sur case noire e7 · Pion noir sur case blanche f7 · Pion noir sur case noire g7 · Pion noir sur case blanche h7 · Pion blanc sur case blanche a2 · Pion blanc sur case noire b2 · Pion blanc sur case blanche c2 · Pion blanc sur case noire d2 · Pion blanc sur case blanche e2 · Pion blanc sur case noire f2 · Pion blanc sur case blanche g2 · Pion blanc sur case noire h2 · Tour blanche sur case noire a1 · Cavalier blanc sur case blanche b1 · Fou blanc sur case noire c1 · Dame blanche sur case blanche d1 · Roi blanc sur case noire e1 · Fou blanc sur case blanche f1 · Cavalier blanc sur case noire g1 · Tour blanche sur case blanche h1 | Tour noire sur case blanche a8 · Cavalier noir sur case noire b8 · Fou noir sur case blanche c8 · Dame noire sur case noire d8 · Roi noir sur case blanche e8 · Fou noir sur case noire f8 · Cavalier noir sur case blanche g8 · Tour noire sur case noire h8 · Pion noir sur case noire a7 · Pion noir sur case blanche b7 · Pion noir sur case noire c7 · Pion noir sur case blanche d7 · Pion noir sur case noire e7 · Pion noir sur case blanche f7 · Pion noir sur case noire g7 · Pion noir sur case blanche h7 · Pion blanc sur case blanche a2 · Pion blanc sur case noire b2 · Pion blanc sur case blanche c2 · Pion blanc sur case noire d2 · Pion blanc sur case blanche e2 · Pion blanc sur case noire f2 · Pion blanc sur case blanche g2 · Pion blanc sur case noire h2 · Tour blanche sur case noire a1 · Cavalier blanc sur case blanche b1 · Fou blanc sur case noire c1 · Dame blanche sur case blanche d1 · Roi blanc sur case noire e1 · Fou blanc sur case blanche f1 · Cavalier blanc sur case noire g1 · Tour blanche sur case blanche h1 | Tour noire sur case blanche a8 · Cavalier noir sur case noire b8 · Fou noir sur case blanche c8 · Dame noire sur case noire d8 · Roi noir sur case blanche e8 · Fou noir sur case noire f8 · Cavalier noir sur case blanche g8 · Tour noire sur case noire h8 · Pion noir sur case noire a7 · Pion noir sur case blanche b7 · Pion noir sur case noire c7 · Pion noir sur case blanche d7 · Pion noir sur case noire e7 · Pion noir sur case blanche f7 · Pion noir sur case noire g7 · Pion noir sur case blanche h7 · Pion blanc sur case blanche a2 · Pion blanc sur case noire b2 · Pion blanc sur case blanche c2 · Pion blanc sur case noire d2 · Pion blanc sur case blanche e2 · Pion blanc sur case noire f2 · Pion blanc sur case blanche g2 · Pion blanc sur case noire h2 · Tour blanche sur case noire a1 · Cavalier blanc sur case blanche b1 · Fou blanc sur case noire c1 · Dame blanche sur case blanche d1 · Roi blanc sur case noire e1 · Fou blanc sur case blanche f1 · Cavalier blanc sur case noire g1 · Tour blanche sur case blanche h1 | Tour noire sur case blanche a8 · Cavalier noir sur case noire b8 · Fou noir sur case blanche c8 · Dame noire sur case noire d8 · Roi noir sur case blanche e8 · Fou noir sur case noire f8 · Cavalier noir sur case blanche g8 · Tour noire sur case noire h8 · Pion noir sur case noire a7 · Pion noir sur case blanche b7 · Pion noir sur case noire c7 · Pion noir sur case blanche d7 · Pion noir sur case noire e7 · Pion noir sur case blanche f7 · Pion noir sur case noire g7 · Pion noir sur case blanche h7 · Pion blanc sur case blanche a2 · Pion blanc sur case noire b2 · Pion blanc sur case blanche c2 · Pion blanc sur case noire d2 · Pion blanc sur case blanche e2 · Pion blanc sur case noire f2 · Pion blanc sur case blanche g2 · Pion blanc sur case noire h2 · Tour blanche sur case noire a1 · Cavalier blanc sur case blanche b1 · Fou blanc sur case noire c1 · Dame blanche sur case blanche d1 · Roi blanc sur case noire e1 · Fou blanc sur case blanche f1 · Cavalier blanc sur case noire g1 · Tour blanche sur case blanche h1 | 3 |
| 2 | Tour noire sur case blanche a8 · Cavalier noir sur case noire b8 · Fou noir sur case blanche c8 · Dame noire sur case noire d8 · Roi noir sur case blanche e8 · Fou noir sur case noire f8 · Cavalier noir sur case blanche g8 · Tour noire sur case noire h8 · Pion noir sur case noire a7 · Pion noir sur case blanche b7 · Pion noir sur case noire c7 · Pion noir sur case blanche d7 · Pion noir sur case noire e7 · Pion noir sur case blanche f7 · Pion noir sur case noire g7 · Pion noir sur case blanche h7 · Pion blanc sur case blanche a2 · Pion blanc sur case noire b2 · Pion blanc sur case blanche c2 · Pion blanc sur case noire d2 · Pion blanc sur case blanche e2 · Pion blanc sur case noire f2 · Pion blanc sur case blanche g2 · Pion blanc sur case noire h2 · Tour blanche sur case noire a1 · Cavalier blanc sur case blanche b1 · Fou blanc sur case noire c1 · Dame blanche sur case blanche d1 · Roi blanc sur case noire e1 · Fou blanc sur case blanche f1 · Cavalier blanc sur case noire g1 · Tour blanche sur case blanche h1 | Tour noire sur case blanche a8 · Cavalier noir sur case noire b8 · Fou noir sur case blanche c8 · Dame noire sur case noire d8 · Roi noir sur case blanche e8 · Fou noir sur case noire f8 · Cavalier noir sur case blanche g8 · Tour noire sur case noire h8 · Pion noir sur case noire a7 · Pion noir sur case blanche b7 · Pion noir sur case noire c7 · Pion noir sur case blanche d7 · Pion noir sur case noire e7 · Pion noir sur case blanche f7 · Pion noir sur case noire g7 · Pion noir sur case blanche h7 · Pion blanc sur case blanche a2 · Pion blanc sur case noire b2 · Pion blanc sur case blanche c2 · Pion blanc sur case noire d2 · Pion blanc sur case blanche e2 · Pion blanc sur case noire f2 · Pion blanc sur case blanche g2 · Pion blanc sur case noire h2 · Tour blanche sur case noire a1 · Cavalier blanc sur case blanche b1 · Fou blanc sur case noire c1 · Dame blanche sur case blanche d1 · Roi blanc sur case noire e1 · Fou blanc sur case blanche f1 · Cavalier blanc sur case noire g1 · Tour blanche sur case blanche h1 | Tour noire sur case blanche a8 · Cavalier noir sur case noire b8 · Fou noir sur case blanche c8 · Dame noire sur case noire d8 · Roi noir sur case blanche e8 · Fou noir sur case noire f8 · Cavalier noir sur case blanche g8 · Tour noire sur case noire h8 · Pion noir sur case noire a7 · Pion noir sur case blanche b7 · Pion noir sur case noire c7 · Pion noir sur case blanche d7 · Pion noir sur case noire e7 · Pion noir sur case blanche f7 · Pion noir sur case noire g7 · Pion noir sur case blanche h7 · Pion blanc sur case blanche a2 · Pion blanc sur case noire b2 · Pion blanc sur case blanche c2 · Pion blanc sur case noire d2 · Pion blanc sur case blanche e2 · Pion blanc sur case noire f2 · Pion blanc sur case blanche g2 · Pion blanc sur case noire h2 · Tour blanche sur case noire a1 · Cavalier blanc sur case blanche b1 · Fou blanc sur case noire c1 · Dame blanche sur case blanche d1 · Roi blanc sur case noire e1 · Fou blanc sur case blanche f1 · Cavalier blanc sur case noire g1 · Tour blanche sur case blanche h1 | Tour noire sur case blanche a8 · Cavalier noir sur case noire b8 · Fou noir sur case blanche c8 · Dame noire sur case noire d8 · Roi noir sur case blanche e8 · Fou noir sur case noire f8 · Cavalier noir sur case blanche g8 · Tour noire sur case noire h8 · Pion noir sur case noire a7 · Pion noir sur case blanche b7 · Pion noir sur case noire c7 · Pion noir sur case blanche d7 · Pion noir sur case noire e7 · Pion noir sur case blanche f7 · Pion noir sur case noire g7 · Pion noir sur case blanche h7 · Pion blanc sur case blanche a2 · Pion blanc sur case noire b2 · Pion blanc sur case blanche c2 · Pion blanc sur case noire d2 · Pion blanc sur case blanche e2 · Pion blanc sur case noire f2 · Pion blanc sur case blanche g2 · Pion blanc sur case noire h2 · Tour blanche sur case noire a1 · Cavalier blanc sur case blanche b1 · Fou blanc sur case noire c1 · Dame blanche sur case blanche d1 · Roi blanc sur case noire e1 · Fou blanc sur case blanche f1 · Cavalier blanc sur case noire g1 · Tour blanche sur case blanche h1 | Tour noire sur case blanche a8 · Cavalier noir sur case noire b8 · Fou noir sur case blanche c8 · Dame noire sur case noire d8 · Roi noir sur case blanche e8 · Fou noir sur case noire f8 · Cavalier noir sur case blanche g8 · Tour noire sur case noire h8 · Pion noir sur case noire a7 · Pion noir sur case blanche b7 · Pion noir sur case noire c7 · Pion noir sur case blanche d7 · Pion noir sur case noire e7 · Pion noir sur case blanche f7 · Pion noir sur case noire g7 · Pion noir sur case blanche h7 · Pion blanc sur case blanche a2 · Pion blanc sur case noire b2 · Pion blanc sur case blanche c2 · Pion blanc sur case noire d2 · Pion blanc sur case blanche e2 · Pion blanc sur case noire f2 · Pion blanc sur case blanche g2 · Pion blanc sur case noire h2 · Tour blanche sur case noire a1 · Cavalier blanc sur case blanche b1 · Fou blanc sur case noire c1 · Dame blanche sur case blanche d1 · Roi blanc sur case noire e1 · Fou blanc sur case blanche f1 · Cavalier blanc sur case noire g1 · Tour blanche sur case blanche h1 | Tour noire sur case blanche a8 · Cavalier noir sur case noire b8 · Fou noir sur case blanche c8 · Dame noire sur case noire d8 · Roi noir sur case blanche e8 · Fou noir sur case noire f8 · Cavalier noir sur case blanche g8 · Tour noire sur case noire h8 · Pion noir sur case noire a7 · Pion noir sur case blanche b7 · Pion noir sur case noire c7 · Pion noir sur case blanche d7 · Pion noir sur case noire e7 · Pion noir sur case blanche f7 · Pion noir sur case noire g7 · Pion noir sur case blanche h7 · Pion blanc sur case blanche a2 · Pion blanc sur case noire b2 · Pion blanc sur case blanche c2 · Pion blanc sur case noire d2 · Pion blanc sur case blanche e2 · Pion blanc sur case noire f2 · Pion blanc sur case blanche g2 · Pion blanc sur case noire h2 · Tour blanche sur case noire a1 · Cavalier blanc sur case blanche b1 · Fou blanc sur case noire c1 · Dame blanche sur case blanche d1 · Roi blanc sur case noire e1 · Fou blanc sur case blanche f1 · Cavalier blanc sur case noire g1 · Tour blanche sur case blanche h1 | Tour noire sur case blanche a8 · Cavalier noir sur case noire b8 · Fou noir sur case blanche c8 · Dame noire sur case noire d8 · Roi noir sur case blanche e8 · Fou noir sur case noire f8 · Cavalier noir sur case blanche g8 · Tour noire sur case noire h8 · Pion noir sur case noire a7 · Pion noir sur case blanche b7 · Pion noir sur case noire c7 · Pion noir sur case blanche d7 · Pion noir sur case noire e7 · Pion noir sur case blanche f7 · Pion noir sur case noire g7 · Pion noir sur case blanche h7 · Pion blanc sur case blanche a2 · Pion blanc sur case noire b2 · Pion blanc sur case blanche c2 · Pion blanc sur case noire d2 · Pion blanc sur case blanche e2 · Pion blanc sur case noire f2 · Pion blanc sur case blanche g2 · Pion blanc sur case noire h2 · Tour blanche sur case noire a1 · Cavalier blanc sur case blanche b1 · Fou blanc sur case noire c1 · Dame blanche sur case blanche d1 · Roi blanc sur case noire e1 · Fou blanc sur case blanche f1 · Cavalier blanc sur case noire g1 · Tour blanche sur case blanche h1 | Tour noire sur case blanche a8 · Cavalier noir sur case noire b8 · Fou noir sur case blanche c8 · Dame noire sur case noire d8 · Roi noir sur case blanche e8 · Fou noir sur case noire f8 · Cavalier noir sur case blanche g8 · Tour noire sur case noire h8 · Pion noir sur case noire a7 · Pion noir sur case blanche b7 · Pion noir sur case noire c7 · Pion noir sur case blanche d7 · Pion noir sur case noire e7 · Pion noir sur case blanche f7 · Pion noir sur case noire g7 · Pion noir sur case blanche h7 · Pion blanc sur case blanche a2 · Pion blanc sur case noire b2 · Pion blanc sur case blanche c2 · Pion blanc sur case noire d2 · Pion blanc sur case blanche e2 · Pion blanc sur case noire f2 · Pion blanc sur case blanche g2 · Pion blanc sur case noire h2 · Tour blanche sur case noire a1 · Cavalier blanc sur case blanche b1 · Fou blanc sur case noire c1 · Dame blanche sur case blanche d1 · Roi blanc sur case noire e1 · Fou blanc sur case blanche f1 · Cavalier blanc sur case noire g1 · Tour blanche sur case blanche h1 | 2 |
| 1 | Tour noire sur case blanche a8 · Cavalier noir sur case noire b8 · Fou noir sur case blanche c8 · Dame noire sur case noire d8 · Roi noir sur case blanche e8 · Fou noir sur case noire f8 · Cavalier noir sur case blanche g8 · Tour noire sur case noire h8 · Pion noir sur case noire a7 · Pion noir sur case blanche b7 · Pion noir sur case noire c7 · Pion noir sur case blanche d7 · Pion noir sur case noire e7 · Pion noir sur case blanche f7 · Pion noir sur case noire g7 · Pion noir sur case blanche h7 · Pion blanc sur case blanche a2 · Pion blanc sur case noire b2 · Pion blanc sur case blanche c2 · Pion blanc sur case noire d2 · Pion blanc sur case blanche e2 · Pion blanc sur case noire f2 · Pion blanc sur case blanche g2 · Pion blanc sur case noire h2 · Tour blanche sur case noire a1 · Cavalier blanc sur case blanche b1 · Fou blanc sur case noire c1 · Dame blanche sur case blanche d1 · Roi blanc sur case noire e1 · Fou blanc sur case blanche f1 · Cavalier blanc sur case noire g1 · Tour blanche sur case blanche h1 | Tour noire sur case blanche a8 · Cavalier noir sur case noire b8 · Fou noir sur case blanche c8 · Dame noire sur case noire d8 · Roi noir sur case blanche e8 · Fou noir sur case noire f8 · Cavalier noir sur case blanche g8 · Tour noire sur case noire h8 · Pion noir sur case noire a7 · Pion noir sur case blanche b7 · Pion noir sur case noire c7 · Pion noir sur case blanche d7 · Pion noir sur case noire e7 · Pion noir sur case blanche f7 · Pion noir sur case noire g7 · Pion noir sur case blanche h7 · Pion blanc sur case blanche a2 · Pion blanc sur case noire b2 · Pion blanc sur case blanche c2 · Pion blanc sur case noire d2 · Pion blanc sur case blanche e2 · Pion blanc sur case noire f2 · Pion blanc sur case blanche g2 · Pion blanc sur case noire h2 · Tour blanche sur case noire a1 · Cavalier blanc sur case blanche b1 · Fou blanc sur case noire c1 · Dame blanche sur case blanche d1 · Roi blanc sur case noire e1 · Fou blanc sur case blanche f1 · Cavalier blanc sur case noire g1 · Tour blanche sur case blanche h1 | Tour noire sur case blanche a8 · Cavalier noir sur case noire b8 · Fou noir sur case blanche c8 · Dame noire sur case noire d8 · Roi noir sur case blanche e8 · Fou noir sur case noire f8 · Cavalier noir sur case blanche g8 · Tour noire sur case noire h8 · Pion noir sur case noire a7 · Pion noir sur case blanche b7 · Pion noir sur case noire c7 · Pion noir sur case blanche d7 · Pion noir sur case noire e7 · Pion noir sur case blanche f7 · Pion noir sur case noire g7 · Pion noir sur case blanche h7 · Pion blanc sur case blanche a2 · Pion blanc sur case noire b2 · Pion blanc sur case blanche c2 · Pion blanc sur case noire d2 · Pion blanc sur case blanche e2 · Pion blanc sur case noire f2 · Pion blanc sur case blanche g2 · Pion blanc sur case noire h2 · Tour blanche sur case noire a1 · Cavalier blanc sur case blanche b1 · Fou blanc sur case noire c1 · Dame blanche sur case blanche d1 · Roi blanc sur case noire e1 · Fou blanc sur case blanche f1 · Cavalier blanc sur case noire g1 · Tour blanche sur case blanche h1 | Tour noire sur case blanche a8 · Cavalier noir sur case noire b8 · Fou noir sur case blanche c8 · Dame noire sur case noire d8 · Roi noir sur case blanche e8 · Fou noir sur case noire f8 · Cavalier noir sur case blanche g8 · Tour noire sur case noire h8 · Pion noir sur case noire a7 · Pion noir sur case blanche b7 · Pion noir sur case noire c7 · Pion noir sur case blanche d7 · Pion noir sur case noire e7 · Pion noir sur case blanche f7 · Pion noir sur case noire g7 · Pion noir sur case blanche h7 · Pion blanc sur case blanche a2 · Pion blanc sur case noire b2 · Pion blanc sur case blanche c2 · Pion blanc sur case noire d2 · Pion blanc sur case blanche e2 · Pion blanc sur case noire f2 · Pion blanc sur case blanche g2 · Pion blanc sur case noire h2 · Tour blanche sur case noire a1 · Cavalier blanc sur case blanche b1 · Fou blanc sur case noire c1 · Dame blanche sur case blanche d1 · Roi blanc sur case noire e1 · Fou blanc sur case blanche f1 · Cavalier blanc sur case noire g1 · Tour blanche sur case blanche h1 | Tour noire sur case blanche a8 · Cavalier noir sur case noire b8 · Fou noir sur case blanche c8 · Dame noire sur case noire d8 · Roi noir sur case blanche e8 · Fou noir sur case noire f8 · Cavalier noir sur case blanche g8 · Tour noire sur case noire h8 · Pion noir sur case noire a7 · Pion noir sur case blanche b7 · Pion noir sur case noire c7 · Pion noir sur case blanche d7 · Pion noir sur case noire e7 · Pion noir sur case blanche f7 · Pion noir sur case noire g7 · Pion noir sur case blanche h7 · Pion blanc sur case blanche a2 · Pion blanc sur case noire b2 · Pion blanc sur case blanche c2 · Pion blanc sur case noire d2 · Pion blanc sur case blanche e2 · Pion blanc sur case noire f2 · Pion blanc sur case blanche g2 · Pion blanc sur case noire h2 · Tour blanche sur case noire a1 · Cavalier blanc sur case blanche b1 · Fou blanc sur case noire c1 · Dame blanche sur case blanche d1 · Roi blanc sur case noire e1 · Fou blanc sur case blanche f1 · Cavalier blanc sur case noire g1 · Tour blanche sur case blanche h1 | Tour noire sur case blanche a8 · Cavalier noir sur case noire b8 · Fou noir sur case blanche c8 · Dame noire sur case noire d8 · Roi noir sur case blanche e8 · Fou noir sur case noire f8 · Cavalier noir sur case blanche g8 · Tour noire sur case noire h8 · Pion noir sur case noire a7 · Pion noir sur case blanche b7 · Pion noir sur case noire c7 · Pion noir sur case blanche d7 · Pion noir sur case noire e7 · Pion noir sur case blanche f7 · Pion noir sur case noire g7 · Pion noir sur case blanche h7 · Pion blanc sur case blanche a2 · Pion blanc sur case noire b2 · Pion blanc sur case blanche c2 · Pion blanc sur case noire d2 · Pion blanc sur case blanche e2 · Pion blanc sur case noire f2 · Pion blanc sur case blanche g2 · Pion blanc sur case noire h2 · Tour blanche sur case noire a1 · Cavalier blanc sur case blanche b1 · Fou blanc sur case noire c1 · Dame blanche sur case blanche d1 · Roi blanc sur case noire e1 · Fou blanc sur case blanche f1 · Cavalier blanc sur case noire g1 · Tour blanche sur case blanche h1 | Tour noire sur case blanche a8 · Cavalier noir sur case noire b8 · Fou noir sur case blanche c8 · Dame noire sur case noire d8 · Roi noir sur case blanche e8 · Fou noir sur case noire f8 · Cavalier noir sur case blanche g8 · Tour noire sur case noire h8 · Pion noir sur case noire a7 · Pion noir sur case blanche b7 · Pion noir sur case noire c7 · Pion noir sur case blanche d7 · Pion noir sur case noire e7 · Pion noir sur case blanche f7 · Pion noir sur case noire g7 · Pion noir sur case blanche h7 · Pion blanc sur case blanche a2 · Pion blanc sur case noire b2 · Pion blanc sur case blanche c2 · Pion blanc sur case noire d2 · Pion blanc sur case blanche e2 · Pion blanc sur case noire f2 · Pion blanc sur case blanche g2 · Pion blanc sur case noire h2 · Tour blanche sur case noire a1 · Cavalier blanc sur case blanche b1 · Fou blanc sur case noire c1 · Dame blanche sur case blanche d1 · Roi blanc sur case noire e1 · Fou blanc sur case blanche f1 · Cavalier blanc sur case noire g1 · Tour blanche sur case blanche h1 | Tour noire sur case blanche a8 · Cavalier noir sur case noire b8 · Fou noir sur case blanche c8 · Dame noire sur case noire d8 · Roi noir sur case blanche e8 · Fou noir sur case noire f8 · Cavalier noir sur case blanche g8 · Tour noire sur case noire h8 · Pion noir sur case noire a7 · Pion noir sur case blanche b7 · Pion noir sur case noire c7 · Pion noir sur case blanche d7 · Pion noir sur case noire e7 · Pion noir sur case blanche f7 · Pion noir sur case noire g7 · Pion noir sur case blanche h7 · Pion blanc sur case blanche a2 · Pion blanc sur case noire b2 · Pion blanc sur case blanche c2 · Pion blanc sur case noire d2 · Pion blanc sur case blanche e2 · Pion blanc sur case noire f2 · Pion blanc sur case blanche g2 · Pion blanc sur case noire h2 · Tour blanche sur case noire a1 · Cavalier blanc sur case blanche b1 · Fou blanc sur case noire c1 · Dame blanche sur case blanche d1 · Roi blanc sur case noire e1 · Fou blanc sur case blanche f1 · Cavalier blanc sur case noire g1 · Tour blanche sur case blanche h1 | 1 |
|   | a | b | c | d | e | f | g | h |   |

- Les huit lignes de cases verticales sont appelées colonnes (c'est-à-dire toutes les cases qui ont une lettre en commun)[2].
- les huit lignes de cases horizontales sont appelées rangées (ou plus rarement traverses) (c'est-à-dire toutes les cases qui ont un chiffre en commun)[2].
- les lignes obliques à 45° sont appelées diagonales.

Au départ, les Blancs sont toujours sur les rangées « 1 » et « 2 » et les Noirs sur les rangées « 8 » et « 7 ».
Par convention, chaque joueur doit avoir à sa droite une case blanche (h1 pour les Blancs et a8 pour les Noirs).
|   | a                             | b                             | c                             | d                             | e                             | f                             | g                             | h                             |   |
| 8 | croix noire sur case noire e5 | croix noire sur case noire e5 | croix noire sur case noire e5 | croix noire sur case noire e5 | croix noire sur case noire e5 | croix noire sur case noire e5 | croix noire sur case noire e5 | croix noire sur case noire e5 | 8 |
| 7 | croix noire sur case noire e5 | croix noire sur case noire e5 | croix noire sur case noire e5 | croix noire sur case noire e5 | croix noire sur case noire e5 | croix noire sur case noire e5 | croix noire sur case noire e5 | croix noire sur case noire e5 | 7 |
| 6 | croix noire sur case noire e5 | croix noire sur case noire e5 | croix noire sur case noire e5 | croix noire sur case noire e5 | croix noire sur case noire e5 | croix noire sur case noire e5 | croix noire sur case noire e5 | croix noire sur case noire e5 | 6 |
| 5 | croix noire sur case noire e5 | croix noire sur case noire e5 | croix noire sur case noire e5 | croix noire sur case noire e5 | croix noire sur case noire e5 | croix noire sur case noire e5 | croix noire sur case noire e5 | croix noire sur case noire e5 | 5 |
| 4 | croix noire sur case noire e5 | croix noire sur case noire e5 | croix noire sur case noire e5 | croix noire sur case noire e5 | croix noire sur case noire e5 | croix noire sur case noire e5 | croix noire sur case noire e5 | croix noire sur case noire e5 | 4 |
| 3 | croix noire sur case noire e5 | croix noire sur case noire e5 | croix noire sur case noire e5 | croix noire sur case noire e5 | croix noire sur case noire e5 | croix noire sur case noire e5 | croix noire sur case noire e5 | croix noire sur case noire e5 | 3 |
| 2 | croix noire sur case noire e5 | croix noire sur case noire e5 | croix noire sur case noire e5 | croix noire sur case noire e5 | croix noire sur case noire e5 | croix noire sur case noire e5 | croix noire sur case noire e5 | croix noire sur case noire e5 | 2 |
| 1 | croix noire sur case noire e5 | croix noire sur case noire e5 | croix noire sur case noire e5 | croix noire sur case noire e5 | croix noire sur case noire e5 | croix noire sur case noire e5 | croix noire sur case noire e5 | croix noire sur case noire e5 | 1 |
|   | a                             | b                             | c                             | d                             | e                             | f                             | g                             | h                             |   |

Afin de permettre la notation des coups, les colonnes sont désignées par des lettres minuscules, de « a » à « h » (la colonne « a » étant la plus à gauche pour les Blancs), et les rangées par des chiffres, de 1 à 8 (la rangée « 1 » étant celle des pièces blanches.). Chaque case est ainsi représentée par une combinaison colonne-rangée, par exemple « e5 ». Les indications de colonnes et de rangées sont parfois omises sur l'échiquier ou le diagramme, seuls les joueurs débutants en ayant réellement besoin.
Chaque pièce est sur une seule case, et chaque case ne peut être occupée que par une seule pièce. Chaque joueur possède initialement un roi, une dame, deux fous, deux cavaliers, deux tours et huit pions.
Les dames se font face sur la colonne « d ». Il est proposé aux débutants, comme moyen mnémotechnique, de placer les dames sur la case centrale de leur couleur, la dame blanche sur une case blanche et la dame noire sur une case noire.
En début de partie, la moitié des cases est occupée par les pièces ce qui laisse un espace de jeu libre de quatre rangées au milieu du plateau.

### Déroulement du jeu
Jouer un coup consiste à effectuer un déplacement de l'une de ses pièces, accompagné éventuellement de la capture d'une pièce adverse se trouvant sur la case d'arrivée de la pièce jouée (sauf si le coup joué est une prise en passant). À l'exception du roque (voir ci-dessous), un coup ne peut pas être constitué du mouvement de deux pièces du même camp à la fois. Si l'on décide de déplacer sa pièce sur la case occupée par une pièce adverse, on retire cette pièce adverse de l'échiquier : elle a été prise ; contrairement au jeu de dames, aucune prise n'est obligatoire aux échecs (à l'exception des cas où les seuls coups légaux pour parer un échec consistent à prendre la pièce adverse qui administre cet échec).
Blancs et Noirs jouent à tour de rôle. Les Blancs jouent le premier coup de la partie. L'attribution des couleurs entre joueurs peut se faire soit par discussion, soit par jeu de hasard.
On dit de celui qui doit jouer qu'il a le trait, et jouer est une obligation (on ne peut pas « passer » son tour). Être obligé de jouer est parfois un handicap lorsque tous les coups à disposition se révèlent mauvais, on parle alors de zugzwang. Si le joueur qui a le trait est dans l'impossibilité d'exécuter un coup légal, la partie se termine (c'est un pat ou un échec et mat, voir plus loin).
Le temps de réflexion alloué à chaque joueur, le mode d'attribution des Blancs, le nombre de rondes dans un tournoi, etc., ne font pas partie des règles du jeu lui-même, ce sont des règles d'organisation des rencontres (partie amicale, par correspondance, tournoi, etc.).

#### Déplacements
Les bords de l'échiquier sont infranchissables par les pièces.
Aucune pièce ne peut venir occuper une case déjà occupée par une pièce de son propre camp. Si une pièce (amie ou ennemie) se trouve dans la trajectoire de déplacement d'une pièce à longue portée (dame, tour, ou fou), celle-ci est obligée de stopper son déplacement ou de prendre la pièce (si elle n'est pas de la même couleur qu'elle), dans lequel cas, elle stoppe son déplacement sur la case de la pièce prise.
Quand une pièce est touchée, elle doit être jouée (« pièce touchée, pièce jouée »). Tant que la pièce n’est pas relâchée, sa trajectoire peut être modifiée.

##### Le Roi
|   | a | b | c | d | e | f | g | h |   |
| 8 | cercle noir sur case noire c7 · cercle noir sur case blanche d7 · cercle noir sur case noire e7 · cercle noir sur case blanche c6 · Roi blanc sur case noire d6 · cercle noir sur case blanche e6 · cercle noir sur case noire c5 · cercle noir sur case blanche d5 · cercle noir sur case noire e5 | cercle noir sur case noire c7 · cercle noir sur case blanche d7 · cercle noir sur case noire e7 · cercle noir sur case blanche c6 · Roi blanc sur case noire d6 · cercle noir sur case blanche e6 · cercle noir sur case noire c5 · cercle noir sur case blanche d5 · cercle noir sur case noire e5 | cercle noir sur case noire c7 · cercle noir sur case blanche d7 · cercle noir sur case noire e7 · cercle noir sur case blanche c6 · Roi blanc sur case noire d6 · cercle noir sur case blanche e6 · cercle noir sur case noire c5 · cercle noir sur case blanche d5 · cercle noir sur case noire e5 | cercle noir sur case noire c7 · cercle noir sur case blanche d7 · cercle noir sur case noire e7 · cercle noir sur case blanche c6 · Roi blanc sur case noire d6 · cercle noir sur case blanche e6 · cercle noir sur case noire c5 · cercle noir sur case blanche d5 · cercle noir sur case noire e5 | cercle noir sur case noire c7 · cercle noir sur case blanche d7 · cercle noir sur case noire e7 · cercle noir sur case blanche c6 · Roi blanc sur case noire d6 · cercle noir sur case blanche e6 · cercle noir sur case noire c5 · cercle noir sur case blanche d5 · cercle noir sur case noire e5 | cercle noir sur case noire c7 · cercle noir sur case blanche d7 · cercle noir sur case noire e7 · cercle noir sur case blanche c6 · Roi blanc sur case noire d6 · cercle noir sur case blanche e6 · cercle noir sur case noire c5 · cercle noir sur case blanche d5 · cercle noir sur case noire e5 | cercle noir sur case noire c7 · cercle noir sur case blanche d7 · cercle noir sur case noire e7 · cercle noir sur case blanche c6 · Roi blanc sur case noire d6 · cercle noir sur case blanche e6 · cercle noir sur case noire c5 · cercle noir sur case blanche d5 · cercle noir sur case noire e5 | cercle noir sur case noire c7 · cercle noir sur case blanche d7 · cercle noir sur case noire e7 · cercle noir sur case blanche c6 · Roi blanc sur case noire d6 · cercle noir sur case blanche e6 · cercle noir sur case noire c5 · cercle noir sur case blanche d5 · cercle noir sur case noire e5 | 8 |
| 7 | cercle noir sur case noire c7 · cercle noir sur case blanche d7 · cercle noir sur case noire e7 · cercle noir sur case blanche c6 · Roi blanc sur case noire d6 · cercle noir sur case blanche e6 · cercle noir sur case noire c5 · cercle noir sur case blanche d5 · cercle noir sur case noire e5 | cercle noir sur case noire c7 · cercle noir sur case blanche d7 · cercle noir sur case noire e7 · cercle noir sur case blanche c6 · Roi blanc sur case noire d6 · cercle noir sur case blanche e6 · cercle noir sur case noire c5 · cercle noir sur case blanche d5 · cercle noir sur case noire e5 | cercle noir sur case noire c7 · cercle noir sur case blanche d7 · cercle noir sur case noire e7 · cercle noir sur case blanche c6 · Roi blanc sur case noire d6 · cercle noir sur case blanche e6 · cercle noir sur case noire c5 · cercle noir sur case blanche d5 · cercle noir sur case noire e5 | cercle noir sur case noire c7 · cercle noir sur case blanche d7 · cercle noir sur case noire e7 · cercle noir sur case blanche c6 · Roi blanc sur case noire d6 · cercle noir sur case blanche e6 · cercle noir sur case noire c5 · cercle noir sur case blanche d5 · cercle noir sur case noire e5 | cercle noir sur case noire c7 · cercle noir sur case blanche d7 · cercle noir sur case noire e7 · cercle noir sur case blanche c6 · Roi blanc sur case noire d6 · cercle noir sur case blanche e6 · cercle noir sur case noire c5 · cercle noir sur case blanche d5 · cercle noir sur case noire e5 | cercle noir sur case noire c7 · cercle noir sur case blanche d7 · cercle noir sur case noire e7 · cercle noir sur case blanche c6 · Roi blanc sur case noire d6 · cercle noir sur case blanche e6 · cercle noir sur case noire c5 · cercle noir sur case blanche d5 · cercle noir sur case noire e5 | cercle noir sur case noire c7 · cercle noir sur case blanche d7 · cercle noir sur case noire e7 · cercle noir sur case blanche c6 · Roi blanc sur case noire d6 · cercle noir sur case blanche e6 · cercle noir sur case noire c5 · cercle noir sur case blanche d5 · cercle noir sur case noire e5 | cercle noir sur case noire c7 · cercle noir sur case blanche d7 · cercle noir sur case noire e7 · cercle noir sur case blanche c6 · Roi blanc sur case noire d6 · cercle noir sur case blanche e6 · cercle noir sur case noire c5 · cercle noir sur case blanche d5 · cercle noir sur case noire e5 | 7 |
| 6 | cercle noir sur case noire c7 · cercle noir sur case blanche d7 · cercle noir sur case noire e7 · cercle noir sur case blanche c6 · Roi blanc sur case noire d6 · cercle noir sur case blanche e6 · cercle noir sur case noire c5 · cercle noir sur case blanche d5 · cercle noir sur case noire e5 | cercle noir sur case noire c7 · cercle noir sur case blanche d7 · cercle noir sur case noire e7 · cercle noir sur case blanche c6 · Roi blanc sur case noire d6 · cercle noir sur case blanche e6 · cercle noir sur case noire c5 · cercle noir sur case blanche d5 · cercle noir sur case noire e5 | cercle noir sur case noire c7 · cercle noir sur case blanche d7 · cercle noir sur case noire e7 · cercle noir sur case blanche c6 · Roi blanc sur case noire d6 · cercle noir sur case blanche e6 · cercle noir sur case noire c5 · cercle noir sur case blanche d5 · cercle noir sur case noire e5 | cercle noir sur case noire c7 · cercle noir sur case blanche d7 · cercle noir sur case noire e7 · cercle noir sur case blanche c6 · Roi blanc sur case noire d6 · cercle noir sur case blanche e6 · cercle noir sur case noire c5 · cercle noir sur case blanche d5 · cercle noir sur case noire e5 | cercle noir sur case noire c7 · cercle noir sur case blanche d7 · cercle noir sur case noire e7 · cercle noir sur case blanche c6 · Roi blanc sur case noire d6 · cercle noir sur case blanche e6 · cercle noir sur case noire c5 · cercle noir sur case blanche d5 · cercle noir sur case noire e5 | cercle noir sur case noire c7 · cercle noir sur case blanche d7 · cercle noir sur case noire e7 · cercle noir sur case blanche c6 · Roi blanc sur case noire d6 · cercle noir sur case blanche e6 · cercle noir sur case noire c5 · cercle noir sur case blanche d5 · cercle noir sur case noire e5 | cercle noir sur case noire c7 · cercle noir sur case blanche d7 · cercle noir sur case noire e7 · cercle noir sur case blanche c6 · Roi blanc sur case noire d6 · cercle noir sur case blanche e6 · cercle noir sur case noire c5 · cercle noir sur case blanche d5 · cercle noir sur case noire e5 | cercle noir sur case noire c7 · cercle noir sur case blanche d7 · cercle noir sur case noire e7 · cercle noir sur case blanche c6 · Roi blanc sur case noire d6 · cercle noir sur case blanche e6 · cercle noir sur case noire c5 · cercle noir sur case blanche d5 · cercle noir sur case noire e5 | 6 |
| 5 | cercle noir sur case noire c7 · cercle noir sur case blanche d7 · cercle noir sur case noire e7 · cercle noir sur case blanche c6 · Roi blanc sur case noire d6 · cercle noir sur case blanche e6 · cercle noir sur case noire c5 · cercle noir sur case blanche d5 · cercle noir sur case noire e5 | cercle noir sur case noire c7 · cercle noir sur case blanche d7 · cercle noir sur case noire e7 · cercle noir sur case blanche c6 · Roi blanc sur case noire d6 · cercle noir sur case blanche e6 · cercle noir sur case noire c5 · cercle noir sur case blanche d5 · cercle noir sur case noire e5 | cercle noir sur case noire c7 · cercle noir sur case blanche d7 · cercle noir sur case noire e7 · cercle noir sur case blanche c6 · Roi blanc sur case noire d6 · cercle noir sur case blanche e6 · cercle noir sur case noire c5 · cercle noir sur case blanche d5 · cercle noir sur case noire e5 | cercle noir sur case noire c7 · cercle noir sur case blanche d7 · cercle noir sur case noire e7 · cercle noir sur case blanche c6 · Roi blanc sur case noire d6 · cercle noir sur case blanche e6 · cercle noir sur case noire c5 · cercle noir sur case blanche d5 · cercle noir sur case noire e5 | cercle noir sur case noire c7 · cercle noir sur case blanche d7 · cercle noir sur case noire e7 · cercle noir sur case blanche c6 · Roi blanc sur case noire d6 · cercle noir sur case blanche e6 · cercle noir sur case noire c5 · cercle noir sur case blanche d5 · cercle noir sur case noire e5 | cercle noir sur case noire c7 · cercle noir sur case blanche d7 · cercle noir sur case noire e7 · cercle noir sur case blanche c6 · Roi blanc sur case noire d6 · cercle noir sur case blanche e6 · cercle noir sur case noire c5 · cercle noir sur case blanche d5 · cercle noir sur case noire e5 | cercle noir sur case noire c7 · cercle noir sur case blanche d7 · cercle noir sur case noire e7 · cercle noir sur case blanche c6 · Roi blanc sur case noire d6 · cercle noir sur case blanche e6 · cercle noir sur case noire c5 · cercle noir sur case blanche d5 · cercle noir sur case noire e5 | cercle noir sur case noire c7 · cercle noir sur case blanche d7 · cercle noir sur case noire e7 · cercle noir sur case blanche c6 · Roi blanc sur case noire d6 · cercle noir sur case blanche e6 · cercle noir sur case noire c5 · cercle noir sur case blanche d5 · cercle noir sur case noire e5 | 5 |
| 4 | cercle noir sur case noire c7 · cercle noir sur case blanche d7 · cercle noir sur case noire e7 · cercle noir sur case blanche c6 · Roi blanc sur case noire d6 · cercle noir sur case blanche e6 · cercle noir sur case noire c5 · cercle noir sur case blanche d5 · cercle noir sur case noire e5 | cercle noir sur case noire c7 · cercle noir sur case blanche d7 · cercle noir sur case noire e7 · cercle noir sur case blanche c6 · Roi blanc sur case noire d6 · cercle noir sur case blanche e6 · cercle noir sur case noire c5 · cercle noir sur case blanche d5 · cercle noir sur case noire e5 | cercle noir sur case noire c7 · cercle noir sur case blanche d7 · cercle noir sur case noire e7 · cercle noir sur case blanche c6 · Roi blanc sur case noire d6 · cercle noir sur case blanche e6 · cercle noir sur case noire c5 · cercle noir sur case blanche d5 · cercle noir sur case noire e5 | cercle noir sur case noire c7 · cercle noir sur case blanche d7 · cercle noir sur case noire e7 · cercle noir sur case blanche c6 · Roi blanc sur case noire d6 · cercle noir sur case blanche e6 · cercle noir sur case noire c5 · cercle noir sur case blanche d5 · cercle noir sur case noire e5 | cercle noir sur case noire c7 · cercle noir sur case blanche d7 · cercle noir sur case noire e7 · cercle noir sur case blanche c6 · Roi blanc sur case noire d6 · cercle noir sur case blanche e6 · cercle noir sur case noire c5 · cercle noir sur case blanche d5 · cercle noir sur case noire e5 | cercle noir sur case noire c7 · cercle noir sur case blanche d7 · cercle noir sur case noire e7 · cercle noir sur case blanche c6 · Roi blanc sur case noire d6 · cercle noir sur case blanche e6 · cercle noir sur case noire c5 · cercle noir sur case blanche d5 · cercle noir sur case noire e5 | cercle noir sur case noire c7 · cercle noir sur case blanche d7 · cercle noir sur case noire e7 · cercle noir sur case blanche c6 · Roi blanc sur case noire d6 · cercle noir sur case blanche e6 · cercle noir sur case noire c5 · cercle noir sur case blanche d5 · cercle noir sur case noire e5 | cercle noir sur case noire c7 · cercle noir sur case blanche d7 · cercle noir sur case noire e7 · cercle noir sur case blanche c6 · Roi blanc sur case noire d6 · cercle noir sur case blanche e6 · cercle noir sur case noire c5 · cercle noir sur case blanche d5 · cercle noir sur case noire e5 | 4 |
| 3 | cercle noir sur case noire c7 · cercle noir sur case blanche d7 · cercle noir sur case noire e7 · cercle noir sur case blanche c6 · Roi blanc sur case noire d6 · cercle noir sur case blanche e6 · cercle noir sur case noire c5 · cercle noir sur case blanche d5 · cercle noir sur case noire e5 | cercle noir sur case noire c7 · cercle noir sur case blanche d7 · cercle noir sur case noire e7 · cercle noir sur case blanche c6 · Roi blanc sur case noire d6 · cercle noir sur case blanche e6 · cercle noir sur case noire c5 · cercle noir sur case blanche d5 · cercle noir sur case noire e5 | cercle noir sur case noire c7 · cercle noir sur case blanche d7 · cercle noir sur case noire e7 · cercle noir sur case blanche c6 · Roi blanc sur case noire d6 · cercle noir sur case blanche e6 · cercle noir sur case noire c5 · cercle noir sur case blanche d5 · cercle noir sur case noire e5 | cercle noir sur case noire c7 · cercle noir sur case blanche d7 · cercle noir sur case noire e7 · cercle noir sur case blanche c6 · Roi blanc sur case noire d6 · cercle noir sur case blanche e6 · cercle noir sur case noire c5 · cercle noir sur case blanche d5 · cercle noir sur case noire e5 | cercle noir sur case noire c7 · cercle noir sur case blanche d7 · cercle noir sur case noire e7 · cercle noir sur case blanche c6 · Roi blanc sur case noire d6 · cercle noir sur case blanche e6 · cercle noir sur case noire c5 · cercle noir sur case blanche d5 · cercle noir sur case noire e5 | cercle noir sur case noire c7 · cercle noir sur case blanche d7 · cercle noir sur case noire e7 · cercle noir sur case blanche c6 · Roi blanc sur case noire d6 · cercle noir sur case blanche e6 · cercle noir sur case noire c5 · cercle noir sur case blanche d5 · cercle noir sur case noire e5 | cercle noir sur case noire c7 · cercle noir sur case blanche d7 · cercle noir sur case noire e7 · cercle noir sur case blanche c6 · Roi blanc sur case noire d6 · cercle noir sur case blanche e6 · cercle noir sur case noire c5 · cercle noir sur case blanche d5 · cercle noir sur case noire e5 | cercle noir sur case noire c7 · cercle noir sur case blanche d7 · cercle noir sur case noire e7 · cercle noir sur case blanche c6 · Roi blanc sur case noire d6 · cercle noir sur case blanche e6 · cercle noir sur case noire c5 · cercle noir sur case blanche d5 · cercle noir sur case noire e5 | 3 |
| 2 | cercle noir sur case noire c7 · cercle noir sur case blanche d7 · cercle noir sur case noire e7 · cercle noir sur case blanche c6 · Roi blanc sur case noire d6 · cercle noir sur case blanche e6 · cercle noir sur case noire c5 · cercle noir sur case blanche d5 · cercle noir sur case noire e5 | cercle noir sur case noire c7 · cercle noir sur case blanche d7 · cercle noir sur case noire e7 · cercle noir sur case blanche c6 · Roi blanc sur case noire d6 · cercle noir sur case blanche e6 · cercle noir sur case noire c5 · cercle noir sur case blanche d5 · cercle noir sur case noire e5 | cercle noir sur case noire c7 · cercle noir sur case blanche d7 · cercle noir sur case noire e7 · cercle noir sur case blanche c6 · Roi blanc sur case noire d6 · cercle noir sur case blanche e6 · cercle noir sur case noire c5 · cercle noir sur case blanche d5 · cercle noir sur case noire e5 | cercle noir sur case noire c7 · cercle noir sur case blanche d7 · cercle noir sur case noire e7 · cercle noir sur case blanche c6 · Roi blanc sur case noire d6 · cercle noir sur case blanche e6 · cercle noir sur case noire c5 · cercle noir sur case blanche d5 · cercle noir sur case noire e5 | cercle noir sur case noire c7 · cercle noir sur case blanche d7 · cercle noir sur case noire e7 · cercle noir sur case blanche c6 · Roi blanc sur case noire d6 · cercle noir sur case blanche e6 · cercle noir sur case noire c5 · cercle noir sur case blanche d5 · cercle noir sur case noire e5 | cercle noir sur case noire c7 · cercle noir sur case blanche d7 · cercle noir sur case noire e7 · cercle noir sur case blanche c6 · Roi blanc sur case noire d6 · cercle noir sur case blanche e6 · cercle noir sur case noire c5 · cercle noir sur case blanche d5 · cercle noir sur case noire e5 | cercle noir sur case noire c7 · cercle noir sur case blanche d7 · cercle noir sur case noire e7 · cercle noir sur case blanche c6 · Roi blanc sur case noire d6 · cercle noir sur case blanche e6 · cercle noir sur case noire c5 · cercle noir sur case blanche d5 · cercle noir sur case noire e5 | cercle noir sur case noire c7 · cercle noir sur case blanche d7 · cercle noir sur case noire e7 · cercle noir sur case blanche c6 · Roi blanc sur case noire d6 · cercle noir sur case blanche e6 · cercle noir sur case noire c5 · cercle noir sur case blanche d5 · cercle noir sur case noire e5 | 2 |
| 1 | cercle noir sur case noire c7 · cercle noir sur case blanche d7 · cercle noir sur case noire e7 · cercle noir sur case blanche c6 · Roi blanc sur case noire d6 · cercle noir sur case blanche e6 · cercle noir sur case noire c5 · cercle noir sur case blanche d5 · cercle noir sur case noire e5 | cercle noir sur case noire c7 · cercle noir sur case blanche d7 · cercle noir sur case noire e7 · cercle noir sur case blanche c6 · Roi blanc sur case noire d6 · cercle noir sur case blanche e6 · cercle noir sur case noire c5 · cercle noir sur case blanche d5 · cercle noir sur case noire e5 | cercle noir sur case noire c7 · cercle noir sur case blanche d7 · cercle noir sur case noire e7 · cercle noir sur case blanche c6 · Roi blanc sur case noire d6 · cercle noir sur case blanche e6 · cercle noir sur case noire c5 · cercle noir sur case blanche d5 · cercle noir sur case noire e5 | cercle noir sur case noire c7 · cercle noir sur case blanche d7 · cercle noir sur case noire e7 · cercle noir sur case blanche c6 · Roi blanc sur case noire d6 · cercle noir sur case blanche e6 · cercle noir sur case noire c5 · cercle noir sur case blanche d5 · cercle noir sur case noire e5 | cercle noir sur case noire c7 · cercle noir sur case blanche d7 · cercle noir sur case noire e7 · cercle noir sur case blanche c6 · Roi blanc sur case noire d6 · cercle noir sur case blanche e6 · cercle noir sur case noire c5 · cercle noir sur case blanche d5 · cercle noir sur case noire e5 | cercle noir sur case noire c7 · cercle noir sur case blanche d7 · cercle noir sur case noire e7 · cercle noir sur case blanche c6 · Roi blanc sur case noire d6 · cercle noir sur case blanche e6 · cercle noir sur case noire c5 · cercle noir sur case blanche d5 · cercle noir sur case noire e5 | cercle noir sur case noire c7 · cercle noir sur case blanche d7 · cercle noir sur case noire e7 · cercle noir sur case blanche c6 · Roi blanc sur case noire d6 · cercle noir sur case blanche e6 · cercle noir sur case noire c5 · cercle noir sur case blanche d5 · cercle noir sur case noire e5 | cercle noir sur case noire c7 · cercle noir sur case blanche d7 · cercle noir sur case noire e7 · cercle noir sur case blanche c6 · Roi blanc sur case noire d6 · cercle noir sur case blanche e6 · cercle noir sur case noire c5 · cercle noir sur case blanche d5 · cercle noir sur case noire e5 | 1 |
|   | a | b | c | d | e | f | g | h |   |

Le roi se déplace d'une case dans n'importe quelle direction. Il est interdit à un joueur de mettre son propre roi en échec.

##### Le roque
Le roque est le seul cas où, en un seul coup, on peut déplacer deux de ses propres pièces à la fois (le roi et une tour), et avec un mode de déplacement inhabituel : le roi se déplace sur sa rangée de deux cases vers sa tour, et la tour saute par-dessus son roi pour venir se placer à côté de lui, sur le flanc opposé. Ce double déplacement est soumis aux conditions suivantes :
- le roi et la tour concernés n'ont jamais été déplacés ;
- il n'y a aucune pièce entre le roi et la tour concernés ;
- le roi n'est pas en échec au moment du roque ;
- aucune des cases traversées par le roi n'est sous la menace d'une pièce adverse (le roi ne doit pas se mettre en échec lors de son déplacement).

Deux roques sont possibles : le petit roque (le roi se retrouve colonne g, la tour colonne f) et le grand roque (roi en c, tour en d).
|   | a | b | c | d | e | f | g | h |   |
| 8 | Tour noire sur case blanche a8 · Roi noir sur case blanche e8 · Roi blanc sur case noire e1 · Tour blanche sur case blanche h1 | Tour noire sur case blanche a8 · Roi noir sur case blanche e8 · Roi blanc sur case noire e1 · Tour blanche sur case blanche h1 | Tour noire sur case blanche a8 · Roi noir sur case blanche e8 · Roi blanc sur case noire e1 · Tour blanche sur case blanche h1 | Tour noire sur case blanche a8 · Roi noir sur case blanche e8 · Roi blanc sur case noire e1 · Tour blanche sur case blanche h1 | Tour noire sur case blanche a8 · Roi noir sur case blanche e8 · Roi blanc sur case noire e1 · Tour blanche sur case blanche h1 | Tour noire sur case blanche a8 · Roi noir sur case blanche e8 · Roi blanc sur case noire e1 · Tour blanche sur case blanche h1 | Tour noire sur case blanche a8 · Roi noir sur case blanche e8 · Roi blanc sur case noire e1 · Tour blanche sur case blanche h1 | Tour noire sur case blanche a8 · Roi noir sur case blanche e8 · Roi blanc sur case noire e1 · Tour blanche sur case blanche h1 | 8 |
| 7 | Tour noire sur case blanche a8 · Roi noir sur case blanche e8 · Roi blanc sur case noire e1 · Tour blanche sur case blanche h1 | Tour noire sur case blanche a8 · Roi noir sur case blanche e8 · Roi blanc sur case noire e1 · Tour blanche sur case blanche h1 | Tour noire sur case blanche a8 · Roi noir sur case blanche e8 · Roi blanc sur case noire e1 · Tour blanche sur case blanche h1 | Tour noire sur case blanche a8 · Roi noir sur case blanche e8 · Roi blanc sur case noire e1 · Tour blanche sur case blanche h1 | Tour noire sur case blanche a8 · Roi noir sur case blanche e8 · Roi blanc sur case noire e1 · Tour blanche sur case blanche h1 | Tour noire sur case blanche a8 · Roi noir sur case blanche e8 · Roi blanc sur case noire e1 · Tour blanche sur case blanche h1 | Tour noire sur case blanche a8 · Roi noir sur case blanche e8 · Roi blanc sur case noire e1 · Tour blanche sur case blanche h1 | Tour noire sur case blanche a8 · Roi noir sur case blanche e8 · Roi blanc sur case noire e1 · Tour blanche sur case blanche h1 | 7 |
| 6 | Tour noire sur case blanche a8 · Roi noir sur case blanche e8 · Roi blanc sur case noire e1 · Tour blanche sur case blanche h1 | Tour noire sur case blanche a8 · Roi noir sur case blanche e8 · Roi blanc sur case noire e1 · Tour blanche sur case blanche h1 | Tour noire sur case blanche a8 · Roi noir sur case blanche e8 · Roi blanc sur case noire e1 · Tour blanche sur case blanche h1 | Tour noire sur case blanche a8 · Roi noir sur case blanche e8 · Roi blanc sur case noire e1 · Tour blanche sur case blanche h1 | Tour noire sur case blanche a8 · Roi noir sur case blanche e8 · Roi blanc sur case noire e1 · Tour blanche sur case blanche h1 | Tour noire sur case blanche a8 · Roi noir sur case blanche e8 · Roi blanc sur case noire e1 · Tour blanche sur case blanche h1 | Tour noire sur case blanche a8 · Roi noir sur case blanche e8 · Roi blanc sur case noire e1 · Tour blanche sur case blanche h1 | Tour noire sur case blanche a8 · Roi noir sur case blanche e8 · Roi blanc sur case noire e1 · Tour blanche sur case blanche h1 | 6 |
| 5 | Tour noire sur case blanche a8 · Roi noir sur case blanche e8 · Roi blanc sur case noire e1 · Tour blanche sur case blanche h1 | Tour noire sur case blanche a8 · Roi noir sur case blanche e8 · Roi blanc sur case noire e1 · Tour blanche sur case blanche h1 | Tour noire sur case blanche a8 · Roi noir sur case blanche e8 · Roi blanc sur case noire e1 · Tour blanche sur case blanche h1 | Tour noire sur case blanche a8 · Roi noir sur case blanche e8 · Roi blanc sur case noire e1 · Tour blanche sur case blanche h1 | Tour noire sur case blanche a8 · Roi noir sur case blanche e8 · Roi blanc sur case noire e1 · Tour blanche sur case blanche h1 | Tour noire sur case blanche a8 · Roi noir sur case blanche e8 · Roi blanc sur case noire e1 · Tour blanche sur case blanche h1 | Tour noire sur case blanche a8 · Roi noir sur case blanche e8 · Roi blanc sur case noire e1 · Tour blanche sur case blanche h1 | Tour noire sur case blanche a8 · Roi noir sur case blanche e8 · Roi blanc sur case noire e1 · Tour blanche sur case blanche h1 | 5 |
| 4 | Tour noire sur case blanche a8 · Roi noir sur case blanche e8 · Roi blanc sur case noire e1 · Tour blanche sur case blanche h1 | Tour noire sur case blanche a8 · Roi noir sur case blanche e8 · Roi blanc sur case noire e1 · Tour blanche sur case blanche h1 | Tour noire sur case blanche a8 · Roi noir sur case blanche e8 · Roi blanc sur case noire e1 · Tour blanche sur case blanche h1 | Tour noire sur case blanche a8 · Roi noir sur case blanche e8 · Roi blanc sur case noire e1 · Tour blanche sur case blanche h1 | Tour noire sur case blanche a8 · Roi noir sur case blanche e8 · Roi blanc sur case noire e1 · Tour blanche sur case blanche h1 | Tour noire sur case blanche a8 · Roi noir sur case blanche e8 · Roi blanc sur case noire e1 · Tour blanche sur case blanche h1 | Tour noire sur case blanche a8 · Roi noir sur case blanche e8 · Roi blanc sur case noire e1 · Tour blanche sur case blanche h1 | Tour noire sur case blanche a8 · Roi noir sur case blanche e8 · Roi blanc sur case noire e1 · Tour blanche sur case blanche h1 | 4 |
| 3 | Tour noire sur case blanche a8 · Roi noir sur case blanche e8 · Roi blanc sur case noire e1 · Tour blanche sur case blanche h1 | Tour noire sur case blanche a8 · Roi noir sur case blanche e8 · Roi blanc sur case noire e1 · Tour blanche sur case blanche h1 | Tour noire sur case blanche a8 · Roi noir sur case blanche e8 · Roi blanc sur case noire e1 · Tour blanche sur case blanche h1 | Tour noire sur case blanche a8 · Roi noir sur case blanche e8 · Roi blanc sur case noire e1 · Tour blanche sur case blanche h1 | Tour noire sur case blanche a8 · Roi noir sur case blanche e8 · Roi blanc sur case noire e1 · Tour blanche sur case blanche h1 | Tour noire sur case blanche a8 · Roi noir sur case blanche e8 · Roi blanc sur case noire e1 · Tour blanche sur case blanche h1 | Tour noire sur case blanche a8 · Roi noir sur case blanche e8 · Roi blanc sur case noire e1 · Tour blanche sur case blanche h1 | Tour noire sur case blanche a8 · Roi noir sur case blanche e8 · Roi blanc sur case noire e1 · Tour blanche sur case blanche h1 | 3 |
| 2 | Tour noire sur case blanche a8 · Roi noir sur case blanche e8 · Roi blanc sur case noire e1 · Tour blanche sur case blanche h1 | Tour noire sur case blanche a8 · Roi noir sur case blanche e8 · Roi blanc sur case noire e1 · Tour blanche sur case blanche h1 | Tour noire sur case blanche a8 · Roi noir sur case blanche e8 · Roi blanc sur case noire e1 · Tour blanche sur case blanche h1 | Tour noire sur case blanche a8 · Roi noir sur case blanche e8 · Roi blanc sur case noire e1 · Tour blanche sur case blanche h1 | Tour noire sur case blanche a8 · Roi noir sur case blanche e8 · Roi blanc sur case noire e1 · Tour blanche sur case blanche h1 | Tour noire sur case blanche a8 · Roi noir sur case blanche e8 · Roi blanc sur case noire e1 · Tour blanche sur case blanche h1 | Tour noire sur case blanche a8 · Roi noir sur case blanche e8 · Roi blanc sur case noire e1 · Tour blanche sur case blanche h1 | Tour noire sur case blanche a8 · Roi noir sur case blanche e8 · Roi blanc sur case noire e1 · Tour blanche sur case blanche h1 | 2 |
| 1 | Tour noire sur case blanche a8 · Roi noir sur case blanche e8 · Roi blanc sur case noire e1 · Tour blanche sur case blanche h1 | Tour noire sur case blanche a8 · Roi noir sur case blanche e8 · Roi blanc sur case noire e1 · Tour blanche sur case blanche h1 | Tour noire sur case blanche a8 · Roi noir sur case blanche e8 · Roi blanc sur case noire e1 · Tour blanche sur case blanche h1 | Tour noire sur case blanche a8 · Roi noir sur case blanche e8 · Roi blanc sur case noire e1 · Tour blanche sur case blanche h1 | Tour noire sur case blanche a8 · Roi noir sur case blanche e8 · Roi blanc sur case noire e1 · Tour blanche sur case blanche h1 | Tour noire sur case blanche a8 · Roi noir sur case blanche e8 · Roi blanc sur case noire e1 · Tour blanche sur case blanche h1 | Tour noire sur case blanche a8 · Roi noir sur case blanche e8 · Roi blanc sur case noire e1 · Tour blanche sur case blanche h1 | Tour noire sur case blanche a8 · Roi noir sur case blanche e8 · Roi blanc sur case noire e1 · Tour blanche sur case blanche h1 | 1 |
|   | a | b | c | d | e | f | g | h |   |

|   | a | b | c | d | e | f | g | h |   |
| 8 | Roi noir sur case blanche c8 · Tour noire sur case noire d8 · Tour blanche sur case blanche f1 · Roi blanc sur case noire g1 | Roi noir sur case blanche c8 · Tour noire sur case noire d8 · Tour blanche sur case blanche f1 · Roi blanc sur case noire g1 | Roi noir sur case blanche c8 · Tour noire sur case noire d8 · Tour blanche sur case blanche f1 · Roi blanc sur case noire g1 | Roi noir sur case blanche c8 · Tour noire sur case noire d8 · Tour blanche sur case blanche f1 · Roi blanc sur case noire g1 | Roi noir sur case blanche c8 · Tour noire sur case noire d8 · Tour blanche sur case blanche f1 · Roi blanc sur case noire g1 | Roi noir sur case blanche c8 · Tour noire sur case noire d8 · Tour blanche sur case blanche f1 · Roi blanc sur case noire g1 | Roi noir sur case blanche c8 · Tour noire sur case noire d8 · Tour blanche sur case blanche f1 · Roi blanc sur case noire g1 | Roi noir sur case blanche c8 · Tour noire sur case noire d8 · Tour blanche sur case blanche f1 · Roi blanc sur case noire g1 | 8 |
| 7 | Roi noir sur case blanche c8 · Tour noire sur case noire d8 · Tour blanche sur case blanche f1 · Roi blanc sur case noire g1 | Roi noir sur case blanche c8 · Tour noire sur case noire d8 · Tour blanche sur case blanche f1 · Roi blanc sur case noire g1 | Roi noir sur case blanche c8 · Tour noire sur case noire d8 · Tour blanche sur case blanche f1 · Roi blanc sur case noire g1 | Roi noir sur case blanche c8 · Tour noire sur case noire d8 · Tour blanche sur case blanche f1 · Roi blanc sur case noire g1 | Roi noir sur case blanche c8 · Tour noire sur case noire d8 · Tour blanche sur case blanche f1 · Roi blanc sur case noire g1 | Roi noir sur case blanche c8 · Tour noire sur case noire d8 · Tour blanche sur case blanche f1 · Roi blanc sur case noire g1 | Roi noir sur case blanche c8 · Tour noire sur case noire d8 · Tour blanche sur case blanche f1 · Roi blanc sur case noire g1 | Roi noir sur case blanche c8 · Tour noire sur case noire d8 · Tour blanche sur case blanche f1 · Roi blanc sur case noire g1 | 7 |
| 6 | Roi noir sur case blanche c8 · Tour noire sur case noire d8 · Tour blanche sur case blanche f1 · Roi blanc sur case noire g1 | Roi noir sur case blanche c8 · Tour noire sur case noire d8 · Tour blanche sur case blanche f1 · Roi blanc sur case noire g1 | Roi noir sur case blanche c8 · Tour noire sur case noire d8 · Tour blanche sur case blanche f1 · Roi blanc sur case noire g1 | Roi noir sur case blanche c8 · Tour noire sur case noire d8 · Tour blanche sur case blanche f1 · Roi blanc sur case noire g1 | Roi noir sur case blanche c8 · Tour noire sur case noire d8 · Tour blanche sur case blanche f1 · Roi blanc sur case noire g1 | Roi noir sur case blanche c8 · Tour noire sur case noire d8 · Tour blanche sur case blanche f1 · Roi blanc sur case noire g1 | Roi noir sur case blanche c8 · Tour noire sur case noire d8 · Tour blanche sur case blanche f1 · Roi blanc sur case noire g1 | Roi noir sur case blanche c8 · Tour noire sur case noire d8 · Tour blanche sur case blanche f1 · Roi blanc sur case noire g1 | 6 |
| 5 | Roi noir sur case blanche c8 · Tour noire sur case noire d8 · Tour blanche sur case blanche f1 · Roi blanc sur case noire g1 | Roi noir sur case blanche c8 · Tour noire sur case noire d8 · Tour blanche sur case blanche f1 · Roi blanc sur case noire g1 | Roi noir sur case blanche c8 · Tour noire sur case noire d8 · Tour blanche sur case blanche f1 · Roi blanc sur case noire g1 | Roi noir sur case blanche c8 · Tour noire sur case noire d8 · Tour blanche sur case blanche f1 · Roi blanc sur case noire g1 | Roi noir sur case blanche c8 · Tour noire sur case noire d8 · Tour blanche sur case blanche f1 · Roi blanc sur case noire g1 | Roi noir sur case blanche c8 · Tour noire sur case noire d8 · Tour blanche sur case blanche f1 · Roi blanc sur case noire g1 | Roi noir sur case blanche c8 · Tour noire sur case noire d8 · Tour blanche sur case blanche f1 · Roi blanc sur case noire g1 | Roi noir sur case blanche c8 · Tour noire sur case noire d8 · Tour blanche sur case blanche f1 · Roi blanc sur case noire g1 | 5 |
| 4 | Roi noir sur case blanche c8 · Tour noire sur case noire d8 · Tour blanche sur case blanche f1 · Roi blanc sur case noire g1 | Roi noir sur case blanche c8 · Tour noire sur case noire d8 · Tour blanche sur case blanche f1 · Roi blanc sur case noire g1 | Roi noir sur case blanche c8 · Tour noire sur case noire d8 · Tour blanche sur case blanche f1 · Roi blanc sur case noire g1 | Roi noir sur case blanche c8 · Tour noire sur case noire d8 · Tour blanche sur case blanche f1 · Roi blanc sur case noire g1 | Roi noir sur case blanche c8 · Tour noire sur case noire d8 · Tour blanche sur case blanche f1 · Roi blanc sur case noire g1 | Roi noir sur case blanche c8 · Tour noire sur case noire d8 · Tour blanche sur case blanche f1 · Roi blanc sur case noire g1 | Roi noir sur case blanche c8 · Tour noire sur case noire d8 · Tour blanche sur case blanche f1 · Roi blanc sur case noire g1 | Roi noir sur case blanche c8 · Tour noire sur case noire d8 · Tour blanche sur case blanche f1 · Roi blanc sur case noire g1 | 4 |
| 3 | Roi noir sur case blanche c8 · Tour noire sur case noire d8 · Tour blanche sur case blanche f1 · Roi blanc sur case noire g1 | Roi noir sur case blanche c8 · Tour noire sur case noire d8 · Tour blanche sur case blanche f1 · Roi blanc sur case noire g1 | Roi noir sur case blanche c8 · Tour noire sur case noire d8 · Tour blanche sur case blanche f1 · Roi blanc sur case noire g1 | Roi noir sur case blanche c8 · Tour noire sur case noire d8 · Tour blanche sur case blanche f1 · Roi blanc sur case noire g1 | Roi noir sur case blanche c8 · Tour noire sur case noire d8 · Tour blanche sur case blanche f1 · Roi blanc sur case noire g1 | Roi noir sur case blanche c8 · Tour noire sur case noire d8 · Tour blanche sur case blanche f1 · Roi blanc sur case noire g1 | Roi noir sur case blanche c8 · Tour noire sur case noire d8 · Tour blanche sur case blanche f1 · Roi blanc sur case noire g1 | Roi noir sur case blanche c8 · Tour noire sur case noire d8 · Tour blanche sur case blanche f1 · Roi blanc sur case noire g1 | 3 |
| 2 | Roi noir sur case blanche c8 · Tour noire sur case noire d8 · Tour blanche sur case blanche f1 · Roi blanc sur case noire g1 | Roi noir sur case blanche c8 · Tour noire sur case noire d8 · Tour blanche sur case blanche f1 · Roi blanc sur case noire g1 | Roi noir sur case blanche c8 · Tour noire sur case noire d8 · Tour blanche sur case blanche f1 · Roi blanc sur case noire g1 | Roi noir sur case blanche c8 · Tour noire sur case noire d8 · Tour blanche sur case blanche f1 · Roi blanc sur case noire g1 | Roi noir sur case blanche c8 · Tour noire sur case noire d8 · Tour blanche sur case blanche f1 · Roi blanc sur case noire g1 | Roi noir sur case blanche c8 · Tour noire sur case noire d8 · Tour blanche sur case blanche f1 · Roi blanc sur case noire g1 | Roi noir sur case blanche c8 · Tour noire sur case noire d8 · Tour blanche sur case blanche f1 · Roi blanc sur case noire g1 | Roi noir sur case blanche c8 · Tour noire sur case noire d8 · Tour blanche sur case blanche f1 · Roi blanc sur case noire g1 | 2 |
| 1 | Roi noir sur case blanche c8 · Tour noire sur case noire d8 · Tour blanche sur case blanche f1 · Roi blanc sur case noire g1 | Roi noir sur case blanche c8 · Tour noire sur case noire d8 · Tour blanche sur case blanche f1 · Roi blanc sur case noire g1 | Roi noir sur case blanche c8 · Tour noire sur case noire d8 · Tour blanche sur case blanche f1 · Roi blanc sur case noire g1 | Roi noir sur case blanche c8 · Tour noire sur case noire d8 · Tour blanche sur case blanche f1 · Roi blanc sur case noire g1 | Roi noir sur case blanche c8 · Tour noire sur case noire d8 · Tour blanche sur case blanche f1 · Roi blanc sur case noire g1 | Roi noir sur case blanche c8 · Tour noire sur case noire d8 · Tour blanche sur case blanche f1 · Roi blanc sur case noire g1 | Roi noir sur case blanche c8 · Tour noire sur case noire d8 · Tour blanche sur case blanche f1 · Roi blanc sur case noire g1 | Roi noir sur case blanche c8 · Tour noire sur case noire d8 · Tour blanche sur case blanche f1 · Roi blanc sur case noire g1 | 1 |
|   | a | b | c | d | e | f | g | h |   |

|   | a | b | c | d | e | f | g | h |   |
| 8 | Tour noire sur case blanche a8 · Roi noir sur case blanche e8 · Fou noir sur case blanche b5 · cercle noir sur case blanche c4 · cercle noir sur case blanche d3 · cercle noir sur case blanche e2 · Roi blanc sur case noire e1 · cercle noir sur case blanche f1 · Tour blanche sur case blanche h1 | Tour noire sur case blanche a8 · Roi noir sur case blanche e8 · Fou noir sur case blanche b5 · cercle noir sur case blanche c4 · cercle noir sur case blanche d3 · cercle noir sur case blanche e2 · Roi blanc sur case noire e1 · cercle noir sur case blanche f1 · Tour blanche sur case blanche h1 | Tour noire sur case blanche a8 · Roi noir sur case blanche e8 · Fou noir sur case blanche b5 · cercle noir sur case blanche c4 · cercle noir sur case blanche d3 · cercle noir sur case blanche e2 · Roi blanc sur case noire e1 · cercle noir sur case blanche f1 · Tour blanche sur case blanche h1 | Tour noire sur case blanche a8 · Roi noir sur case blanche e8 · Fou noir sur case blanche b5 · cercle noir sur case blanche c4 · cercle noir sur case blanche d3 · cercle noir sur case blanche e2 · Roi blanc sur case noire e1 · cercle noir sur case blanche f1 · Tour blanche sur case blanche h1 | Tour noire sur case blanche a8 · Roi noir sur case blanche e8 · Fou noir sur case blanche b5 · cercle noir sur case blanche c4 · cercle noir sur case blanche d3 · cercle noir sur case blanche e2 · Roi blanc sur case noire e1 · cercle noir sur case blanche f1 · Tour blanche sur case blanche h1 | Tour noire sur case blanche a8 · Roi noir sur case blanche e8 · Fou noir sur case blanche b5 · cercle noir sur case blanche c4 · cercle noir sur case blanche d3 · cercle noir sur case blanche e2 · Roi blanc sur case noire e1 · cercle noir sur case blanche f1 · Tour blanche sur case blanche h1 | Tour noire sur case blanche a8 · Roi noir sur case blanche e8 · Fou noir sur case blanche b5 · cercle noir sur case blanche c4 · cercle noir sur case blanche d3 · cercle noir sur case blanche e2 · Roi blanc sur case noire e1 · cercle noir sur case blanche f1 · Tour blanche sur case blanche h1 | Tour noire sur case blanche a8 · Roi noir sur case blanche e8 · Fou noir sur case blanche b5 · cercle noir sur case blanche c4 · cercle noir sur case blanche d3 · cercle noir sur case blanche e2 · Roi blanc sur case noire e1 · cercle noir sur case blanche f1 · Tour blanche sur case blanche h1 | 8 |
| 7 | Tour noire sur case blanche a8 · Roi noir sur case blanche e8 · Fou noir sur case blanche b5 · cercle noir sur case blanche c4 · cercle noir sur case blanche d3 · cercle noir sur case blanche e2 · Roi blanc sur case noire e1 · cercle noir sur case blanche f1 · Tour blanche sur case blanche h1 | Tour noire sur case blanche a8 · Roi noir sur case blanche e8 · Fou noir sur case blanche b5 · cercle noir sur case blanche c4 · cercle noir sur case blanche d3 · cercle noir sur case blanche e2 · Roi blanc sur case noire e1 · cercle noir sur case blanche f1 · Tour blanche sur case blanche h1 | Tour noire sur case blanche a8 · Roi noir sur case blanche e8 · Fou noir sur case blanche b5 · cercle noir sur case blanche c4 · cercle noir sur case blanche d3 · cercle noir sur case blanche e2 · Roi blanc sur case noire e1 · cercle noir sur case blanche f1 · Tour blanche sur case blanche h1 | Tour noire sur case blanche a8 · Roi noir sur case blanche e8 · Fou noir sur case blanche b5 · cercle noir sur case blanche c4 · cercle noir sur case blanche d3 · cercle noir sur case blanche e2 · Roi blanc sur case noire e1 · cercle noir sur case blanche f1 · Tour blanche sur case blanche h1 | Tour noire sur case blanche a8 · Roi noir sur case blanche e8 · Fou noir sur case blanche b5 · cercle noir sur case blanche c4 · cercle noir sur case blanche d3 · cercle noir sur case blanche e2 · Roi blanc sur case noire e1 · cercle noir sur case blanche f1 · Tour blanche sur case blanche h1 | Tour noire sur case blanche a8 · Roi noir sur case blanche e8 · Fou noir sur case blanche b5 · cercle noir sur case blanche c4 · cercle noir sur case blanche d3 · cercle noir sur case blanche e2 · Roi blanc sur case noire e1 · cercle noir sur case blanche f1 · Tour blanche sur case blanche h1 | Tour noire sur case blanche a8 · Roi noir sur case blanche e8 · Fou noir sur case blanche b5 · cercle noir sur case blanche c4 · cercle noir sur case blanche d3 · cercle noir sur case blanche e2 · Roi blanc sur case noire e1 · cercle noir sur case blanche f1 · Tour blanche sur case blanche h1 | Tour noire sur case blanche a8 · Roi noir sur case blanche e8 · Fou noir sur case blanche b5 · cercle noir sur case blanche c4 · cercle noir sur case blanche d3 · cercle noir sur case blanche e2 · Roi blanc sur case noire e1 · cercle noir sur case blanche f1 · Tour blanche sur case blanche h1 | 7 |
| 6 | Tour noire sur case blanche a8 · Roi noir sur case blanche e8 · Fou noir sur case blanche b5 · cercle noir sur case blanche c4 · cercle noir sur case blanche d3 · cercle noir sur case blanche e2 · Roi blanc sur case noire e1 · cercle noir sur case blanche f1 · Tour blanche sur case blanche h1 | Tour noire sur case blanche a8 · Roi noir sur case blanche e8 · Fou noir sur case blanche b5 · cercle noir sur case blanche c4 · cercle noir sur case blanche d3 · cercle noir sur case blanche e2 · Roi blanc sur case noire e1 · cercle noir sur case blanche f1 · Tour blanche sur case blanche h1 | Tour noire sur case blanche a8 · Roi noir sur case blanche e8 · Fou noir sur case blanche b5 · cercle noir sur case blanche c4 · cercle noir sur case blanche d3 · cercle noir sur case blanche e2 · Roi blanc sur case noire e1 · cercle noir sur case blanche f1 · Tour blanche sur case blanche h1 | Tour noire sur case blanche a8 · Roi noir sur case blanche e8 · Fou noir sur case blanche b5 · cercle noir sur case blanche c4 · cercle noir sur case blanche d3 · cercle noir sur case blanche e2 · Roi blanc sur case noire e1 · cercle noir sur case blanche f1 · Tour blanche sur case blanche h1 | Tour noire sur case blanche a8 · Roi noir sur case blanche e8 · Fou noir sur case blanche b5 · cercle noir sur case blanche c4 · cercle noir sur case blanche d3 · cercle noir sur case blanche e2 · Roi blanc sur case noire e1 · cercle noir sur case blanche f1 · Tour blanche sur case blanche h1 | Tour noire sur case blanche a8 · Roi noir sur case blanche e8 · Fou noir sur case blanche b5 · cercle noir sur case blanche c4 · cercle noir sur case blanche d3 · cercle noir sur case blanche e2 · Roi blanc sur case noire e1 · cercle noir sur case blanche f1 · Tour blanche sur case blanche h1 | Tour noire sur case blanche a8 · Roi noir sur case blanche e8 · Fou noir sur case blanche b5 · cercle noir sur case blanche c4 · cercle noir sur case blanche d3 · cercle noir sur case blanche e2 · Roi blanc sur case noire e1 · cercle noir sur case blanche f1 · Tour blanche sur case blanche h1 | Tour noire sur case blanche a8 · Roi noir sur case blanche e8 · Fou noir sur case blanche b5 · cercle noir sur case blanche c4 · cercle noir sur case blanche d3 · cercle noir sur case blanche e2 · Roi blanc sur case noire e1 · cercle noir sur case blanche f1 · Tour blanche sur case blanche h1 | 6 |
| 5 | Tour noire sur case blanche a8 · Roi noir sur case blanche e8 · Fou noir sur case blanche b5 · cercle noir sur case blanche c4 · cercle noir sur case blanche d3 · cercle noir sur case blanche e2 · Roi blanc sur case noire e1 · cercle noir sur case blanche f1 · Tour blanche sur case blanche h1 | Tour noire sur case blanche a8 · Roi noir sur case blanche e8 · Fou noir sur case blanche b5 · cercle noir sur case blanche c4 · cercle noir sur case blanche d3 · cercle noir sur case blanche e2 · Roi blanc sur case noire e1 · cercle noir sur case blanche f1 · Tour blanche sur case blanche h1 | Tour noire sur case blanche a8 · Roi noir sur case blanche e8 · Fou noir sur case blanche b5 · cercle noir sur case blanche c4 · cercle noir sur case blanche d3 · cercle noir sur case blanche e2 · Roi blanc sur case noire e1 · cercle noir sur case blanche f1 · Tour blanche sur case blanche h1 | Tour noire sur case blanche a8 · Roi noir sur case blanche e8 · Fou noir sur case blanche b5 · cercle noir sur case blanche c4 · cercle noir sur case blanche d3 · cercle noir sur case blanche e2 · Roi blanc sur case noire e1 · cercle noir sur case blanche f1 · Tour blanche sur case blanche h1 | Tour noire sur case blanche a8 · Roi noir sur case blanche e8 · Fou noir sur case blanche b5 · cercle noir sur case blanche c4 · cercle noir sur case blanche d3 · cercle noir sur case blanche e2 · Roi blanc sur case noire e1 · cercle noir sur case blanche f1 · Tour blanche sur case blanche h1 | Tour noire sur case blanche a8 · Roi noir sur case blanche e8 · Fou noir sur case blanche b5 · cercle noir sur case blanche c4 · cercle noir sur case blanche d3 · cercle noir sur case blanche e2 · Roi blanc sur case noire e1 · cercle noir sur case blanche f1 · Tour blanche sur case blanche h1 | Tour noire sur case blanche a8 · Roi noir sur case blanche e8 · Fou noir sur case blanche b5 · cercle noir sur case blanche c4 · cercle noir sur case blanche d3 · cercle noir sur case blanche e2 · Roi blanc sur case noire e1 · cercle noir sur case blanche f1 · Tour blanche sur case blanche h1 | Tour noire sur case blanche a8 · Roi noir sur case blanche e8 · Fou noir sur case blanche b5 · cercle noir sur case blanche c4 · cercle noir sur case blanche d3 · cercle noir sur case blanche e2 · Roi blanc sur case noire e1 · cercle noir sur case blanche f1 · Tour blanche sur case blanche h1 | 5 |
| 4 | Tour noire sur case blanche a8 · Roi noir sur case blanche e8 · Fou noir sur case blanche b5 · cercle noir sur case blanche c4 · cercle noir sur case blanche d3 · cercle noir sur case blanche e2 · Roi blanc sur case noire e1 · cercle noir sur case blanche f1 · Tour blanche sur case blanche h1 | Tour noire sur case blanche a8 · Roi noir sur case blanche e8 · Fou noir sur case blanche b5 · cercle noir sur case blanche c4 · cercle noir sur case blanche d3 · cercle noir sur case blanche e2 · Roi blanc sur case noire e1 · cercle noir sur case blanche f1 · Tour blanche sur case blanche h1 | Tour noire sur case blanche a8 · Roi noir sur case blanche e8 · Fou noir sur case blanche b5 · cercle noir sur case blanche c4 · cercle noir sur case blanche d3 · cercle noir sur case blanche e2 · Roi blanc sur case noire e1 · cercle noir sur case blanche f1 · Tour blanche sur case blanche h1 | Tour noire sur case blanche a8 · Roi noir sur case blanche e8 · Fou noir sur case blanche b5 · cercle noir sur case blanche c4 · cercle noir sur case blanche d3 · cercle noir sur case blanche e2 · Roi blanc sur case noire e1 · cercle noir sur case blanche f1 · Tour blanche sur case blanche h1 | Tour noire sur case blanche a8 · Roi noir sur case blanche e8 · Fou noir sur case blanche b5 · cercle noir sur case blanche c4 · cercle noir sur case blanche d3 · cercle noir sur case blanche e2 · Roi blanc sur case noire e1 · cercle noir sur case blanche f1 · Tour blanche sur case blanche h1 | Tour noire sur case blanche a8 · Roi noir sur case blanche e8 · Fou noir sur case blanche b5 · cercle noir sur case blanche c4 · cercle noir sur case blanche d3 · cercle noir sur case blanche e2 · Roi blanc sur case noire e1 · cercle noir sur case blanche f1 · Tour blanche sur case blanche h1 | Tour noire sur case blanche a8 · Roi noir sur case blanche e8 · Fou noir sur case blanche b5 · cercle noir sur case blanche c4 · cercle noir sur case blanche d3 · cercle noir sur case blanche e2 · Roi blanc sur case noire e1 · cercle noir sur case blanche f1 · Tour blanche sur case blanche h1 | Tour noire sur case blanche a8 · Roi noir sur case blanche e8 · Fou noir sur case blanche b5 · cercle noir sur case blanche c4 · cercle noir sur case blanche d3 · cercle noir sur case blanche e2 · Roi blanc sur case noire e1 · cercle noir sur case blanche f1 · Tour blanche sur case blanche h1 | 4 |
| 3 | Tour noire sur case blanche a8 · Roi noir sur case blanche e8 · Fou noir sur case blanche b5 · cercle noir sur case blanche c4 · cercle noir sur case blanche d3 · cercle noir sur case blanche e2 · Roi blanc sur case noire e1 · cercle noir sur case blanche f1 · Tour blanche sur case blanche h1 | Tour noire sur case blanche a8 · Roi noir sur case blanche e8 · Fou noir sur case blanche b5 · cercle noir sur case blanche c4 · cercle noir sur case blanche d3 · cercle noir sur case blanche e2 · Roi blanc sur case noire e1 · cercle noir sur case blanche f1 · Tour blanche sur case blanche h1 | Tour noire sur case blanche a8 · Roi noir sur case blanche e8 · Fou noir sur case blanche b5 · cercle noir sur case blanche c4 · cercle noir sur case blanche d3 · cercle noir sur case blanche e2 · Roi blanc sur case noire e1 · cercle noir sur case blanche f1 · Tour blanche sur case blanche h1 | Tour noire sur case blanche a8 · Roi noir sur case blanche e8 · Fou noir sur case blanche b5 · cercle noir sur case blanche c4 · cercle noir sur case blanche d3 · cercle noir sur case blanche e2 · Roi blanc sur case noire e1 · cercle noir sur case blanche f1 · Tour blanche sur case blanche h1 | Tour noire sur case blanche a8 · Roi noir sur case blanche e8 · Fou noir sur case blanche b5 · cercle noir sur case blanche c4 · cercle noir sur case blanche d3 · cercle noir sur case blanche e2 · Roi blanc sur case noire e1 · cercle noir sur case blanche f1 · Tour blanche sur case blanche h1 | Tour noire sur case blanche a8 · Roi noir sur case blanche e8 · Fou noir sur case blanche b5 · cercle noir sur case blanche c4 · cercle noir sur case blanche d3 · cercle noir sur case blanche e2 · Roi blanc sur case noire e1 · cercle noir sur case blanche f1 · Tour blanche sur case blanche h1 | Tour noire sur case blanche a8 · Roi noir sur case blanche e8 · Fou noir sur case blanche b5 · cercle noir sur case blanche c4 · cercle noir sur case blanche d3 · cercle noir sur case blanche e2 · Roi blanc sur case noire e1 · cercle noir sur case blanche f1 · Tour blanche sur case blanche h1 | Tour noire sur case blanche a8 · Roi noir sur case blanche e8 · Fou noir sur case blanche b5 · cercle noir sur case blanche c4 · cercle noir sur case blanche d3 · cercle noir sur case blanche e2 · Roi blanc sur case noire e1 · cercle noir sur case blanche f1 · Tour blanche sur case blanche h1 | 3 |
| 2 | Tour noire sur case blanche a8 · Roi noir sur case blanche e8 · Fou noir sur case blanche b5 · cercle noir sur case blanche c4 · cercle noir sur case blanche d3 · cercle noir sur case blanche e2 · Roi blanc sur case noire e1 · cercle noir sur case blanche f1 · Tour blanche sur case blanche h1 | Tour noire sur case blanche a8 · Roi noir sur case blanche e8 · Fou noir sur case blanche b5 · cercle noir sur case blanche c4 · cercle noir sur case blanche d3 · cercle noir sur case blanche e2 · Roi blanc sur case noire e1 · cercle noir sur case blanche f1 · Tour blanche sur case blanche h1 | Tour noire sur case blanche a8 · Roi noir sur case blanche e8 · Fou noir sur case blanche b5 · cercle noir sur case blanche c4 · cercle noir sur case blanche d3 · cercle noir sur case blanche e2 · Roi blanc sur case noire e1 · cercle noir sur case blanche f1 · Tour blanche sur case blanche h1 | Tour noire sur case blanche a8 · Roi noir sur case blanche e8 · Fou noir sur case blanche b5 · cercle noir sur case blanche c4 · cercle noir sur case blanche d3 · cercle noir sur case blanche e2 · Roi blanc sur case noire e1 · cercle noir sur case blanche f1 · Tour blanche sur case blanche h1 | Tour noire sur case blanche a8 · Roi noir sur case blanche e8 · Fou noir sur case blanche b5 · cercle noir sur case blanche c4 · cercle noir sur case blanche d3 · cercle noir sur case blanche e2 · Roi blanc sur case noire e1 · cercle noir sur case blanche f1 · Tour blanche sur case blanche h1 | Tour noire sur case blanche a8 · Roi noir sur case blanche e8 · Fou noir sur case blanche b5 · cercle noir sur case blanche c4 · cercle noir sur case blanche d3 · cercle noir sur case blanche e2 · Roi blanc sur case noire e1 · cercle noir sur case blanche f1 · Tour blanche sur case blanche h1 | Tour noire sur case blanche a8 · Roi noir sur case blanche e8 · Fou noir sur case blanche b5 · cercle noir sur case blanche c4 · cercle noir sur case blanche d3 · cercle noir sur case blanche e2 · Roi blanc sur case noire e1 · cercle noir sur case blanche f1 · Tour blanche sur case blanche h1 | Tour noire sur case blanche a8 · Roi noir sur case blanche e8 · Fou noir sur case blanche b5 · cercle noir sur case blanche c4 · cercle noir sur case blanche d3 · cercle noir sur case blanche e2 · Roi blanc sur case noire e1 · cercle noir sur case blanche f1 · Tour blanche sur case blanche h1 | 2 |
| 1 | Tour noire sur case blanche a8 · Roi noir sur case blanche e8 · Fou noir sur case blanche b5 · cercle noir sur case blanche c4 · cercle noir sur case blanche d3 · cercle noir sur case blanche e2 · Roi blanc sur case noire e1 · cercle noir sur case blanche f1 · Tour blanche sur case blanche h1 | Tour noire sur case blanche a8 · Roi noir sur case blanche e8 · Fou noir sur case blanche b5 · cercle noir sur case blanche c4 · cercle noir sur case blanche d3 · cercle noir sur case blanche e2 · Roi blanc sur case noire e1 · cercle noir sur case blanche f1 · Tour blanche sur case blanche h1 | Tour noire sur case blanche a8 · Roi noir sur case blanche e8 · Fou noir sur case blanche b5 · cercle noir sur case blanche c4 · cercle noir sur case blanche d3 · cercle noir sur case blanche e2 · Roi blanc sur case noire e1 · cercle noir sur case blanche f1 · Tour blanche sur case blanche h1 | Tour noire sur case blanche a8 · Roi noir sur case blanche e8 · Fou noir sur case blanche b5 · cercle noir sur case blanche c4 · cercle noir sur case blanche d3 · cercle noir sur case blanche e2 · Roi blanc sur case noire e1 · cercle noir sur case blanche f1 · Tour blanche sur case blanche h1 | Tour noire sur case blanche a8 · Roi noir sur case blanche e8 · Fou noir sur case blanche b5 · cercle noir sur case blanche c4 · cercle noir sur case blanche d3 · cercle noir sur case blanche e2 · Roi blanc sur case noire e1 · cercle noir sur case blanche f1 · Tour blanche sur case blanche h1 | Tour noire sur case blanche a8 · Roi noir sur case blanche e8 · Fou noir sur case blanche b5 · cercle noir sur case blanche c4 · cercle noir sur case blanche d3 · cercle noir sur case blanche e2 · Roi blanc sur case noire e1 · cercle noir sur case blanche f1 · Tour blanche sur case blanche h1 | Tour noire sur case blanche a8 · Roi noir sur case blanche e8 · Fou noir sur case blanche b5 · cercle noir sur case blanche c4 · cercle noir sur case blanche d3 · cercle noir sur case blanche e2 · Roi blanc sur case noire e1 · cercle noir sur case blanche f1 · Tour blanche sur case blanche h1 | Tour noire sur case blanche a8 · Roi noir sur case blanche e8 · Fou noir sur case blanche b5 · cercle noir sur case blanche c4 · cercle noir sur case blanche d3 · cercle noir sur case blanche e2 · Roi blanc sur case noire e1 · cercle noir sur case blanche f1 · Tour blanche sur case blanche h1 | 1 |
|   | a | b | c | d | e | f | g | h |   |

##### Les pièces à longue portée
La tour, le fou et la dame sont des pièces à longue portée, cela signifie qu'elles peuvent se déplacer de plusieurs cases en un seul coup, en ligne droite, tant qu'elles ne sont pas limitées par l'obstacle infranchissable que constitue toute autre pièce, adverse ou non.
|   | a | b | c | d | e | f | g | h |   |
| 8 | cercle noir sur case blanche e8 · cercle noir sur case noire e7 · cercle noir sur case blanche e6 · cercle noir sur case noire e5 · cercle noir sur case blanche e4 · cercle noir sur case noire a3 · cercle noir sur case blanche b3 · cercle noir sur case noire c3 · cercle noir sur case blanche d3 · Tour noire sur case noire e3 · cercle noir sur case blanche f3 · cercle noir sur case noire g3 · cercle noir sur case blanche h3 · cercle noir sur case blanche e2 · cercle noir sur case noire e1 | cercle noir sur case blanche e8 · cercle noir sur case noire e7 · cercle noir sur case blanche e6 · cercle noir sur case noire e5 · cercle noir sur case blanche e4 · cercle noir sur case noire a3 · cercle noir sur case blanche b3 · cercle noir sur case noire c3 · cercle noir sur case blanche d3 · Tour noire sur case noire e3 · cercle noir sur case blanche f3 · cercle noir sur case noire g3 · cercle noir sur case blanche h3 · cercle noir sur case blanche e2 · cercle noir sur case noire e1 | cercle noir sur case blanche e8 · cercle noir sur case noire e7 · cercle noir sur case blanche e6 · cercle noir sur case noire e5 · cercle noir sur case blanche e4 · cercle noir sur case noire a3 · cercle noir sur case blanche b3 · cercle noir sur case noire c3 · cercle noir sur case blanche d3 · Tour noire sur case noire e3 · cercle noir sur case blanche f3 · cercle noir sur case noire g3 · cercle noir sur case blanche h3 · cercle noir sur case blanche e2 · cercle noir sur case noire e1 | cercle noir sur case blanche e8 · cercle noir sur case noire e7 · cercle noir sur case blanche e6 · cercle noir sur case noire e5 · cercle noir sur case blanche e4 · cercle noir sur case noire a3 · cercle noir sur case blanche b3 · cercle noir sur case noire c3 · cercle noir sur case blanche d3 · Tour noire sur case noire e3 · cercle noir sur case blanche f3 · cercle noir sur case noire g3 · cercle noir sur case blanche h3 · cercle noir sur case blanche e2 · cercle noir sur case noire e1 | cercle noir sur case blanche e8 · cercle noir sur case noire e7 · cercle noir sur case blanche e6 · cercle noir sur case noire e5 · cercle noir sur case blanche e4 · cercle noir sur case noire a3 · cercle noir sur case blanche b3 · cercle noir sur case noire c3 · cercle noir sur case blanche d3 · Tour noire sur case noire e3 · cercle noir sur case blanche f3 · cercle noir sur case noire g3 · cercle noir sur case blanche h3 · cercle noir sur case blanche e2 · cercle noir sur case noire e1 | cercle noir sur case blanche e8 · cercle noir sur case noire e7 · cercle noir sur case blanche e6 · cercle noir sur case noire e5 · cercle noir sur case blanche e4 · cercle noir sur case noire a3 · cercle noir sur case blanche b3 · cercle noir sur case noire c3 · cercle noir sur case blanche d3 · Tour noire sur case noire e3 · cercle noir sur case blanche f3 · cercle noir sur case noire g3 · cercle noir sur case blanche h3 · cercle noir sur case blanche e2 · cercle noir sur case noire e1 | cercle noir sur case blanche e8 · cercle noir sur case noire e7 · cercle noir sur case blanche e6 · cercle noir sur case noire e5 · cercle noir sur case blanche e4 · cercle noir sur case noire a3 · cercle noir sur case blanche b3 · cercle noir sur case noire c3 · cercle noir sur case blanche d3 · Tour noire sur case noire e3 · cercle noir sur case blanche f3 · cercle noir sur case noire g3 · cercle noir sur case blanche h3 · cercle noir sur case blanche e2 · cercle noir sur case noire e1 | cercle noir sur case blanche e8 · cercle noir sur case noire e7 · cercle noir sur case blanche e6 · cercle noir sur case noire e5 · cercle noir sur case blanche e4 · cercle noir sur case noire a3 · cercle noir sur case blanche b3 · cercle noir sur case noire c3 · cercle noir sur case blanche d3 · Tour noire sur case noire e3 · cercle noir sur case blanche f3 · cercle noir sur case noire g3 · cercle noir sur case blanche h3 · cercle noir sur case blanche e2 · cercle noir sur case noire e1 | 8 |
| 7 | cercle noir sur case blanche e8 · cercle noir sur case noire e7 · cercle noir sur case blanche e6 · cercle noir sur case noire e5 · cercle noir sur case blanche e4 · cercle noir sur case noire a3 · cercle noir sur case blanche b3 · cercle noir sur case noire c3 · cercle noir sur case blanche d3 · Tour noire sur case noire e3 · cercle noir sur case blanche f3 · cercle noir sur case noire g3 · cercle noir sur case blanche h3 · cercle noir sur case blanche e2 · cercle noir sur case noire e1 | cercle noir sur case blanche e8 · cercle noir sur case noire e7 · cercle noir sur case blanche e6 · cercle noir sur case noire e5 · cercle noir sur case blanche e4 · cercle noir sur case noire a3 · cercle noir sur case blanche b3 · cercle noir sur case noire c3 · cercle noir sur case blanche d3 · Tour noire sur case noire e3 · cercle noir sur case blanche f3 · cercle noir sur case noire g3 · cercle noir sur case blanche h3 · cercle noir sur case blanche e2 · cercle noir sur case noire e1 | cercle noir sur case blanche e8 · cercle noir sur case noire e7 · cercle noir sur case blanche e6 · cercle noir sur case noire e5 · cercle noir sur case blanche e4 · cercle noir sur case noire a3 · cercle noir sur case blanche b3 · cercle noir sur case noire c3 · cercle noir sur case blanche d3 · Tour noire sur case noire e3 · cercle noir sur case blanche f3 · cercle noir sur case noire g3 · cercle noir sur case blanche h3 · cercle noir sur case blanche e2 · cercle noir sur case noire e1 | cercle noir sur case blanche e8 · cercle noir sur case noire e7 · cercle noir sur case blanche e6 · cercle noir sur case noire e5 · cercle noir sur case blanche e4 · cercle noir sur case noire a3 · cercle noir sur case blanche b3 · cercle noir sur case noire c3 · cercle noir sur case blanche d3 · Tour noire sur case noire e3 · cercle noir sur case blanche f3 · cercle noir sur case noire g3 · cercle noir sur case blanche h3 · cercle noir sur case blanche e2 · cercle noir sur case noire e1 | cercle noir sur case blanche e8 · cercle noir sur case noire e7 · cercle noir sur case blanche e6 · cercle noir sur case noire e5 · cercle noir sur case blanche e4 · cercle noir sur case noire a3 · cercle noir sur case blanche b3 · cercle noir sur case noire c3 · cercle noir sur case blanche d3 · Tour noire sur case noire e3 · cercle noir sur case blanche f3 · cercle noir sur case noire g3 · cercle noir sur case blanche h3 · cercle noir sur case blanche e2 · cercle noir sur case noire e1 | cercle noir sur case blanche e8 · cercle noir sur case noire e7 · cercle noir sur case blanche e6 · cercle noir sur case noire e5 · cercle noir sur case blanche e4 · cercle noir sur case noire a3 · cercle noir sur case blanche b3 · cercle noir sur case noire c3 · cercle noir sur case blanche d3 · Tour noire sur case noire e3 · cercle noir sur case blanche f3 · cercle noir sur case noire g3 · cercle noir sur case blanche h3 · cercle noir sur case blanche e2 · cercle noir sur case noire e1 | cercle noir sur case blanche e8 · cercle noir sur case noire e7 · cercle noir sur case blanche e6 · cercle noir sur case noire e5 · cercle noir sur case blanche e4 · cercle noir sur case noire a3 · cercle noir sur case blanche b3 · cercle noir sur case noire c3 · cercle noir sur case blanche d3 · Tour noire sur case noire e3 · cercle noir sur case blanche f3 · cercle noir sur case noire g3 · cercle noir sur case blanche h3 · cercle noir sur case blanche e2 · cercle noir sur case noire e1 | cercle noir sur case blanche e8 · cercle noir sur case noire e7 · cercle noir sur case blanche e6 · cercle noir sur case noire e5 · cercle noir sur case blanche e4 · cercle noir sur case noire a3 · cercle noir sur case blanche b3 · cercle noir sur case noire c3 · cercle noir sur case blanche d3 · Tour noire sur case noire e3 · cercle noir sur case blanche f3 · cercle noir sur case noire g3 · cercle noir sur case blanche h3 · cercle noir sur case blanche e2 · cercle noir sur case noire e1 | 7 |
| 6 | cercle noir sur case blanche e8 · cercle noir sur case noire e7 · cercle noir sur case blanche e6 · cercle noir sur case noire e5 · cercle noir sur case blanche e4 · cercle noir sur case noire a3 · cercle noir sur case blanche b3 · cercle noir sur case noire c3 · cercle noir sur case blanche d3 · Tour noire sur case noire e3 · cercle noir sur case blanche f3 · cercle noir sur case noire g3 · cercle noir sur case blanche h3 · cercle noir sur case blanche e2 · cercle noir sur case noire e1 | cercle noir sur case blanche e8 · cercle noir sur case noire e7 · cercle noir sur case blanche e6 · cercle noir sur case noire e5 · cercle noir sur case blanche e4 · cercle noir sur case noire a3 · cercle noir sur case blanche b3 · cercle noir sur case noire c3 · cercle noir sur case blanche d3 · Tour noire sur case noire e3 · cercle noir sur case blanche f3 · cercle noir sur case noire g3 · cercle noir sur case blanche h3 · cercle noir sur case blanche e2 · cercle noir sur case noire e1 | cercle noir sur case blanche e8 · cercle noir sur case noire e7 · cercle noir sur case blanche e6 · cercle noir sur case noire e5 · cercle noir sur case blanche e4 · cercle noir sur case noire a3 · cercle noir sur case blanche b3 · cercle noir sur case noire c3 · cercle noir sur case blanche d3 · Tour noire sur case noire e3 · cercle noir sur case blanche f3 · cercle noir sur case noire g3 · cercle noir sur case blanche h3 · cercle noir sur case blanche e2 · cercle noir sur case noire e1 | cercle noir sur case blanche e8 · cercle noir sur case noire e7 · cercle noir sur case blanche e6 · cercle noir sur case noire e5 · cercle noir sur case blanche e4 · cercle noir sur case noire a3 · cercle noir sur case blanche b3 · cercle noir sur case noire c3 · cercle noir sur case blanche d3 · Tour noire sur case noire e3 · cercle noir sur case blanche f3 · cercle noir sur case noire g3 · cercle noir sur case blanche h3 · cercle noir sur case blanche e2 · cercle noir sur case noire e1 | cercle noir sur case blanche e8 · cercle noir sur case noire e7 · cercle noir sur case blanche e6 · cercle noir sur case noire e5 · cercle noir sur case blanche e4 · cercle noir sur case noire a3 · cercle noir sur case blanche b3 · cercle noir sur case noire c3 · cercle noir sur case blanche d3 · Tour noire sur case noire e3 · cercle noir sur case blanche f3 · cercle noir sur case noire g3 · cercle noir sur case blanche h3 · cercle noir sur case blanche e2 · cercle noir sur case noire e1 | cercle noir sur case blanche e8 · cercle noir sur case noire e7 · cercle noir sur case blanche e6 · cercle noir sur case noire e5 · cercle noir sur case blanche e4 · cercle noir sur case noire a3 · cercle noir sur case blanche b3 · cercle noir sur case noire c3 · cercle noir sur case blanche d3 · Tour noire sur case noire e3 · cercle noir sur case blanche f3 · cercle noir sur case noire g3 · cercle noir sur case blanche h3 · cercle noir sur case blanche e2 · cercle noir sur case noire e1 | cercle noir sur case blanche e8 · cercle noir sur case noire e7 · cercle noir sur case blanche e6 · cercle noir sur case noire e5 · cercle noir sur case blanche e4 · cercle noir sur case noire a3 · cercle noir sur case blanche b3 · cercle noir sur case noire c3 · cercle noir sur case blanche d3 · Tour noire sur case noire e3 · cercle noir sur case blanche f3 · cercle noir sur case noire g3 · cercle noir sur case blanche h3 · cercle noir sur case blanche e2 · cercle noir sur case noire e1 | cercle noir sur case blanche e8 · cercle noir sur case noire e7 · cercle noir sur case blanche e6 · cercle noir sur case noire e5 · cercle noir sur case blanche e4 · cercle noir sur case noire a3 · cercle noir sur case blanche b3 · cercle noir sur case noire c3 · cercle noir sur case blanche d3 · Tour noire sur case noire e3 · cercle noir sur case blanche f3 · cercle noir sur case noire g3 · cercle noir sur case blanche h3 · cercle noir sur case blanche e2 · cercle noir sur case noire e1 | 6 |
| 5 | cercle noir sur case blanche e8 · cercle noir sur case noire e7 · cercle noir sur case blanche e6 · cercle noir sur case noire e5 · cercle noir sur case blanche e4 · cercle noir sur case noire a3 · cercle noir sur case blanche b3 · cercle noir sur case noire c3 · cercle noir sur case blanche d3 · Tour noire sur case noire e3 · cercle noir sur case blanche f3 · cercle noir sur case noire g3 · cercle noir sur case blanche h3 · cercle noir sur case blanche e2 · cercle noir sur case noire e1 | cercle noir sur case blanche e8 · cercle noir sur case noire e7 · cercle noir sur case blanche e6 · cercle noir sur case noire e5 · cercle noir sur case blanche e4 · cercle noir sur case noire a3 · cercle noir sur case blanche b3 · cercle noir sur case noire c3 · cercle noir sur case blanche d3 · Tour noire sur case noire e3 · cercle noir sur case blanche f3 · cercle noir sur case noire g3 · cercle noir sur case blanche h3 · cercle noir sur case blanche e2 · cercle noir sur case noire e1 | cercle noir sur case blanche e8 · cercle noir sur case noire e7 · cercle noir sur case blanche e6 · cercle noir sur case noire e5 · cercle noir sur case blanche e4 · cercle noir sur case noire a3 · cercle noir sur case blanche b3 · cercle noir sur case noire c3 · cercle noir sur case blanche d3 · Tour noire sur case noire e3 · cercle noir sur case blanche f3 · cercle noir sur case noire g3 · cercle noir sur case blanche h3 · cercle noir sur case blanche e2 · cercle noir sur case noire e1 | cercle noir sur case blanche e8 · cercle noir sur case noire e7 · cercle noir sur case blanche e6 · cercle noir sur case noire e5 · cercle noir sur case blanche e4 · cercle noir sur case noire a3 · cercle noir sur case blanche b3 · cercle noir sur case noire c3 · cercle noir sur case blanche d3 · Tour noire sur case noire e3 · cercle noir sur case blanche f3 · cercle noir sur case noire g3 · cercle noir sur case blanche h3 · cercle noir sur case blanche e2 · cercle noir sur case noire e1 | cercle noir sur case blanche e8 · cercle noir sur case noire e7 · cercle noir sur case blanche e6 · cercle noir sur case noire e5 · cercle noir sur case blanche e4 · cercle noir sur case noire a3 · cercle noir sur case blanche b3 · cercle noir sur case noire c3 · cercle noir sur case blanche d3 · Tour noire sur case noire e3 · cercle noir sur case blanche f3 · cercle noir sur case noire g3 · cercle noir sur case blanche h3 · cercle noir sur case blanche e2 · cercle noir sur case noire e1 | cercle noir sur case blanche e8 · cercle noir sur case noire e7 · cercle noir sur case blanche e6 · cercle noir sur case noire e5 · cercle noir sur case blanche e4 · cercle noir sur case noire a3 · cercle noir sur case blanche b3 · cercle noir sur case noire c3 · cercle noir sur case blanche d3 · Tour noire sur case noire e3 · cercle noir sur case blanche f3 · cercle noir sur case noire g3 · cercle noir sur case blanche h3 · cercle noir sur case blanche e2 · cercle noir sur case noire e1 | cercle noir sur case blanche e8 · cercle noir sur case noire e7 · cercle noir sur case blanche e6 · cercle noir sur case noire e5 · cercle noir sur case blanche e4 · cercle noir sur case noire a3 · cercle noir sur case blanche b3 · cercle noir sur case noire c3 · cercle noir sur case blanche d3 · Tour noire sur case noire e3 · cercle noir sur case blanche f3 · cercle noir sur case noire g3 · cercle noir sur case blanche h3 · cercle noir sur case blanche e2 · cercle noir sur case noire e1 | cercle noir sur case blanche e8 · cercle noir sur case noire e7 · cercle noir sur case blanche e6 · cercle noir sur case noire e5 · cercle noir sur case blanche e4 · cercle noir sur case noire a3 · cercle noir sur case blanche b3 · cercle noir sur case noire c3 · cercle noir sur case blanche d3 · Tour noire sur case noire e3 · cercle noir sur case blanche f3 · cercle noir sur case noire g3 · cercle noir sur case blanche h3 · cercle noir sur case blanche e2 · cercle noir sur case noire e1 | 5 |
| 4 | cercle noir sur case blanche e8 · cercle noir sur case noire e7 · cercle noir sur case blanche e6 · cercle noir sur case noire e5 · cercle noir sur case blanche e4 · cercle noir sur case noire a3 · cercle noir sur case blanche b3 · cercle noir sur case noire c3 · cercle noir sur case blanche d3 · Tour noire sur case noire e3 · cercle noir sur case blanche f3 · cercle noir sur case noire g3 · cercle noir sur case blanche h3 · cercle noir sur case blanche e2 · cercle noir sur case noire e1 | cercle noir sur case blanche e8 · cercle noir sur case noire e7 · cercle noir sur case blanche e6 · cercle noir sur case noire e5 · cercle noir sur case blanche e4 · cercle noir sur case noire a3 · cercle noir sur case blanche b3 · cercle noir sur case noire c3 · cercle noir sur case blanche d3 · Tour noire sur case noire e3 · cercle noir sur case blanche f3 · cercle noir sur case noire g3 · cercle noir sur case blanche h3 · cercle noir sur case blanche e2 · cercle noir sur case noire e1 | cercle noir sur case blanche e8 · cercle noir sur case noire e7 · cercle noir sur case blanche e6 · cercle noir sur case noire e5 · cercle noir sur case blanche e4 · cercle noir sur case noire a3 · cercle noir sur case blanche b3 · cercle noir sur case noire c3 · cercle noir sur case blanche d3 · Tour noire sur case noire e3 · cercle noir sur case blanche f3 · cercle noir sur case noire g3 · cercle noir sur case blanche h3 · cercle noir sur case blanche e2 · cercle noir sur case noire e1 | cercle noir sur case blanche e8 · cercle noir sur case noire e7 · cercle noir sur case blanche e6 · cercle noir sur case noire e5 · cercle noir sur case blanche e4 · cercle noir sur case noire a3 · cercle noir sur case blanche b3 · cercle noir sur case noire c3 · cercle noir sur case blanche d3 · Tour noire sur case noire e3 · cercle noir sur case blanche f3 · cercle noir sur case noire g3 · cercle noir sur case blanche h3 · cercle noir sur case blanche e2 · cercle noir sur case noire e1 | cercle noir sur case blanche e8 · cercle noir sur case noire e7 · cercle noir sur case blanche e6 · cercle noir sur case noire e5 · cercle noir sur case blanche e4 · cercle noir sur case noire a3 · cercle noir sur case blanche b3 · cercle noir sur case noire c3 · cercle noir sur case blanche d3 · Tour noire sur case noire e3 · cercle noir sur case blanche f3 · cercle noir sur case noire g3 · cercle noir sur case blanche h3 · cercle noir sur case blanche e2 · cercle noir sur case noire e1 | cercle noir sur case blanche e8 · cercle noir sur case noire e7 · cercle noir sur case blanche e6 · cercle noir sur case noire e5 · cercle noir sur case blanche e4 · cercle noir sur case noire a3 · cercle noir sur case blanche b3 · cercle noir sur case noire c3 · cercle noir sur case blanche d3 · Tour noire sur case noire e3 · cercle noir sur case blanche f3 · cercle noir sur case noire g3 · cercle noir sur case blanche h3 · cercle noir sur case blanche e2 · cercle noir sur case noire e1 | cercle noir sur case blanche e8 · cercle noir sur case noire e7 · cercle noir sur case blanche e6 · cercle noir sur case noire e5 · cercle noir sur case blanche e4 · cercle noir sur case noire a3 · cercle noir sur case blanche b3 · cercle noir sur case noire c3 · cercle noir sur case blanche d3 · Tour noire sur case noire e3 · cercle noir sur case blanche f3 · cercle noir sur case noire g3 · cercle noir sur case blanche h3 · cercle noir sur case blanche e2 · cercle noir sur case noire e1 | cercle noir sur case blanche e8 · cercle noir sur case noire e7 · cercle noir sur case blanche e6 · cercle noir sur case noire e5 · cercle noir sur case blanche e4 · cercle noir sur case noire a3 · cercle noir sur case blanche b3 · cercle noir sur case noire c3 · cercle noir sur case blanche d3 · Tour noire sur case noire e3 · cercle noir sur case blanche f3 · cercle noir sur case noire g3 · cercle noir sur case blanche h3 · cercle noir sur case blanche e2 · cercle noir sur case noire e1 | 4 |
| 3 | cercle noir sur case blanche e8 · cercle noir sur case noire e7 · cercle noir sur case blanche e6 · cercle noir sur case noire e5 · cercle noir sur case blanche e4 · cercle noir sur case noire a3 · cercle noir sur case blanche b3 · cercle noir sur case noire c3 · cercle noir sur case blanche d3 · Tour noire sur case noire e3 · cercle noir sur case blanche f3 · cercle noir sur case noire g3 · cercle noir sur case blanche h3 · cercle noir sur case blanche e2 · cercle noir sur case noire e1 | cercle noir sur case blanche e8 · cercle noir sur case noire e7 · cercle noir sur case blanche e6 · cercle noir sur case noire e5 · cercle noir sur case blanche e4 · cercle noir sur case noire a3 · cercle noir sur case blanche b3 · cercle noir sur case noire c3 · cercle noir sur case blanche d3 · Tour noire sur case noire e3 · cercle noir sur case blanche f3 · cercle noir sur case noire g3 · cercle noir sur case blanche h3 · cercle noir sur case blanche e2 · cercle noir sur case noire e1 | cercle noir sur case blanche e8 · cercle noir sur case noire e7 · cercle noir sur case blanche e6 · cercle noir sur case noire e5 · cercle noir sur case blanche e4 · cercle noir sur case noire a3 · cercle noir sur case blanche b3 · cercle noir sur case noire c3 · cercle noir sur case blanche d3 · Tour noire sur case noire e3 · cercle noir sur case blanche f3 · cercle noir sur case noire g3 · cercle noir sur case blanche h3 · cercle noir sur case blanche e2 · cercle noir sur case noire e1 | cercle noir sur case blanche e8 · cercle noir sur case noire e7 · cercle noir sur case blanche e6 · cercle noir sur case noire e5 · cercle noir sur case blanche e4 · cercle noir sur case noire a3 · cercle noir sur case blanche b3 · cercle noir sur case noire c3 · cercle noir sur case blanche d3 · Tour noire sur case noire e3 · cercle noir sur case blanche f3 · cercle noir sur case noire g3 · cercle noir sur case blanche h3 · cercle noir sur case blanche e2 · cercle noir sur case noire e1 | cercle noir sur case blanche e8 · cercle noir sur case noire e7 · cercle noir sur case blanche e6 · cercle noir sur case noire e5 · cercle noir sur case blanche e4 · cercle noir sur case noire a3 · cercle noir sur case blanche b3 · cercle noir sur case noire c3 · cercle noir sur case blanche d3 · Tour noire sur case noire e3 · cercle noir sur case blanche f3 · cercle noir sur case noire g3 · cercle noir sur case blanche h3 · cercle noir sur case blanche e2 · cercle noir sur case noire e1 | cercle noir sur case blanche e8 · cercle noir sur case noire e7 · cercle noir sur case blanche e6 · cercle noir sur case noire e5 · cercle noir sur case blanche e4 · cercle noir sur case noire a3 · cercle noir sur case blanche b3 · cercle noir sur case noire c3 · cercle noir sur case blanche d3 · Tour noire sur case noire e3 · cercle noir sur case blanche f3 · cercle noir sur case noire g3 · cercle noir sur case blanche h3 · cercle noir sur case blanche e2 · cercle noir sur case noire e1 | cercle noir sur case blanche e8 · cercle noir sur case noire e7 · cercle noir sur case blanche e6 · cercle noir sur case noire e5 · cercle noir sur case blanche e4 · cercle noir sur case noire a3 · cercle noir sur case blanche b3 · cercle noir sur case noire c3 · cercle noir sur case blanche d3 · Tour noire sur case noire e3 · cercle noir sur case blanche f3 · cercle noir sur case noire g3 · cercle noir sur case blanche h3 · cercle noir sur case blanche e2 · cercle noir sur case noire e1 | cercle noir sur case blanche e8 · cercle noir sur case noire e7 · cercle noir sur case blanche e6 · cercle noir sur case noire e5 · cercle noir sur case blanche e4 · cercle noir sur case noire a3 · cercle noir sur case blanche b3 · cercle noir sur case noire c3 · cercle noir sur case blanche d3 · Tour noire sur case noire e3 · cercle noir sur case blanche f3 · cercle noir sur case noire g3 · cercle noir sur case blanche h3 · cercle noir sur case blanche e2 · cercle noir sur case noire e1 | 3 |
| 2 | cercle noir sur case blanche e8 · cercle noir sur case noire e7 · cercle noir sur case blanche e6 · cercle noir sur case noire e5 · cercle noir sur case blanche e4 · cercle noir sur case noire a3 · cercle noir sur case blanche b3 · cercle noir sur case noire c3 · cercle noir sur case blanche d3 · Tour noire sur case noire e3 · cercle noir sur case blanche f3 · cercle noir sur case noire g3 · cercle noir sur case blanche h3 · cercle noir sur case blanche e2 · cercle noir sur case noire e1 | cercle noir sur case blanche e8 · cercle noir sur case noire e7 · cercle noir sur case blanche e6 · cercle noir sur case noire e5 · cercle noir sur case blanche e4 · cercle noir sur case noire a3 · cercle noir sur case blanche b3 · cercle noir sur case noire c3 · cercle noir sur case blanche d3 · Tour noire sur case noire e3 · cercle noir sur case blanche f3 · cercle noir sur case noire g3 · cercle noir sur case blanche h3 · cercle noir sur case blanche e2 · cercle noir sur case noire e1 | cercle noir sur case blanche e8 · cercle noir sur case noire e7 · cercle noir sur case blanche e6 · cercle noir sur case noire e5 · cercle noir sur case blanche e4 · cercle noir sur case noire a3 · cercle noir sur case blanche b3 · cercle noir sur case noire c3 · cercle noir sur case blanche d3 · Tour noire sur case noire e3 · cercle noir sur case blanche f3 · cercle noir sur case noire g3 · cercle noir sur case blanche h3 · cercle noir sur case blanche e2 · cercle noir sur case noire e1 | cercle noir sur case blanche e8 · cercle noir sur case noire e7 · cercle noir sur case blanche e6 · cercle noir sur case noire e5 · cercle noir sur case blanche e4 · cercle noir sur case noire a3 · cercle noir sur case blanche b3 · cercle noir sur case noire c3 · cercle noir sur case blanche d3 · Tour noire sur case noire e3 · cercle noir sur case blanche f3 · cercle noir sur case noire g3 · cercle noir sur case blanche h3 · cercle noir sur case blanche e2 · cercle noir sur case noire e1 | cercle noir sur case blanche e8 · cercle noir sur case noire e7 · cercle noir sur case blanche e6 · cercle noir sur case noire e5 · cercle noir sur case blanche e4 · cercle noir sur case noire a3 · cercle noir sur case blanche b3 · cercle noir sur case noire c3 · cercle noir sur case blanche d3 · Tour noire sur case noire e3 · cercle noir sur case blanche f3 · cercle noir sur case noire g3 · cercle noir sur case blanche h3 · cercle noir sur case blanche e2 · cercle noir sur case noire e1 | cercle noir sur case blanche e8 · cercle noir sur case noire e7 · cercle noir sur case blanche e6 · cercle noir sur case noire e5 · cercle noir sur case blanche e4 · cercle noir sur case noire a3 · cercle noir sur case blanche b3 · cercle noir sur case noire c3 · cercle noir sur case blanche d3 · Tour noire sur case noire e3 · cercle noir sur case blanche f3 · cercle noir sur case noire g3 · cercle noir sur case blanche h3 · cercle noir sur case blanche e2 · cercle noir sur case noire e1 | cercle noir sur case blanche e8 · cercle noir sur case noire e7 · cercle noir sur case blanche e6 · cercle noir sur case noire e5 · cercle noir sur case blanche e4 · cercle noir sur case noire a3 · cercle noir sur case blanche b3 · cercle noir sur case noire c3 · cercle noir sur case blanche d3 · Tour noire sur case noire e3 · cercle noir sur case blanche f3 · cercle noir sur case noire g3 · cercle noir sur case blanche h3 · cercle noir sur case blanche e2 · cercle noir sur case noire e1 | cercle noir sur case blanche e8 · cercle noir sur case noire e7 · cercle noir sur case blanche e6 · cercle noir sur case noire e5 · cercle noir sur case blanche e4 · cercle noir sur case noire a3 · cercle noir sur case blanche b3 · cercle noir sur case noire c3 · cercle noir sur case blanche d3 · Tour noire sur case noire e3 · cercle noir sur case blanche f3 · cercle noir sur case noire g3 · cercle noir sur case blanche h3 · cercle noir sur case blanche e2 · cercle noir sur case noire e1 | 2 |
| 1 | cercle noir sur case blanche e8 · cercle noir sur case noire e7 · cercle noir sur case blanche e6 · cercle noir sur case noire e5 · cercle noir sur case blanche e4 · cercle noir sur case noire a3 · cercle noir sur case blanche b3 · cercle noir sur case noire c3 · cercle noir sur case blanche d3 · Tour noire sur case noire e3 · cercle noir sur case blanche f3 · cercle noir sur case noire g3 · cercle noir sur case blanche h3 · cercle noir sur case blanche e2 · cercle noir sur case noire e1 | cercle noir sur case blanche e8 · cercle noir sur case noire e7 · cercle noir sur case blanche e6 · cercle noir sur case noire e5 · cercle noir sur case blanche e4 · cercle noir sur case noire a3 · cercle noir sur case blanche b3 · cercle noir sur case noire c3 · cercle noir sur case blanche d3 · Tour noire sur case noire e3 · cercle noir sur case blanche f3 · cercle noir sur case noire g3 · cercle noir sur case blanche h3 · cercle noir sur case blanche e2 · cercle noir sur case noire e1 | cercle noir sur case blanche e8 · cercle noir sur case noire e7 · cercle noir sur case blanche e6 · cercle noir sur case noire e5 · cercle noir sur case blanche e4 · cercle noir sur case noire a3 · cercle noir sur case blanche b3 · cercle noir sur case noire c3 · cercle noir sur case blanche d3 · Tour noire sur case noire e3 · cercle noir sur case blanche f3 · cercle noir sur case noire g3 · cercle noir sur case blanche h3 · cercle noir sur case blanche e2 · cercle noir sur case noire e1 | cercle noir sur case blanche e8 · cercle noir sur case noire e7 · cercle noir sur case blanche e6 · cercle noir sur case noire e5 · cercle noir sur case blanche e4 · cercle noir sur case noire a3 · cercle noir sur case blanche b3 · cercle noir sur case noire c3 · cercle noir sur case blanche d3 · Tour noire sur case noire e3 · cercle noir sur case blanche f3 · cercle noir sur case noire g3 · cercle noir sur case blanche h3 · cercle noir sur case blanche e2 · cercle noir sur case noire e1 | cercle noir sur case blanche e8 · cercle noir sur case noire e7 · cercle noir sur case blanche e6 · cercle noir sur case noire e5 · cercle noir sur case blanche e4 · cercle noir sur case noire a3 · cercle noir sur case blanche b3 · cercle noir sur case noire c3 · cercle noir sur case blanche d3 · Tour noire sur case noire e3 · cercle noir sur case blanche f3 · cercle noir sur case noire g3 · cercle noir sur case blanche h3 · cercle noir sur case blanche e2 · cercle noir sur case noire e1 | cercle noir sur case blanche e8 · cercle noir sur case noire e7 · cercle noir sur case blanche e6 · cercle noir sur case noire e5 · cercle noir sur case blanche e4 · cercle noir sur case noire a3 · cercle noir sur case blanche b3 · cercle noir sur case noire c3 · cercle noir sur case blanche d3 · Tour noire sur case noire e3 · cercle noir sur case blanche f3 · cercle noir sur case noire g3 · cercle noir sur case blanche h3 · cercle noir sur case blanche e2 · cercle noir sur case noire e1 | cercle noir sur case blanche e8 · cercle noir sur case noire e7 · cercle noir sur case blanche e6 · cercle noir sur case noire e5 · cercle noir sur case blanche e4 · cercle noir sur case noire a3 · cercle noir sur case blanche b3 · cercle noir sur case noire c3 · cercle noir sur case blanche d3 · Tour noire sur case noire e3 · cercle noir sur case blanche f3 · cercle noir sur case noire g3 · cercle noir sur case blanche h3 · cercle noir sur case blanche e2 · cercle noir sur case noire e1 | cercle noir sur case blanche e8 · cercle noir sur case noire e7 · cercle noir sur case blanche e6 · cercle noir sur case noire e5 · cercle noir sur case blanche e4 · cercle noir sur case noire a3 · cercle noir sur case blanche b3 · cercle noir sur case noire c3 · cercle noir sur case blanche d3 · Tour noire sur case noire e3 · cercle noir sur case blanche f3 · cercle noir sur case noire g3 · cercle noir sur case blanche h3 · cercle noir sur case blanche e2 · cercle noir sur case noire e1 | 1 |
|   | a | b | c | d | e | f | g | h |   |

|   | a | b | c | d | e | f | g | h |   |
| 8 | cercle noir sur case noire a7 · cercle noir sur case noire b6 · cercle noir sur case noire h6 · cercle noir sur case noire c5 · cercle noir sur case noire g5 · cercle noir sur case noire d4 · cercle noir sur case noire f4 · Fou blanc sur case noire e3 · cercle noir sur case noire d2 · cercle noir sur case noire f2 · cercle noir sur case noire c1 · cercle noir sur case noire g1 | cercle noir sur case noire a7 · cercle noir sur case noire b6 · cercle noir sur case noire h6 · cercle noir sur case noire c5 · cercle noir sur case noire g5 · cercle noir sur case noire d4 · cercle noir sur case noire f4 · Fou blanc sur case noire e3 · cercle noir sur case noire d2 · cercle noir sur case noire f2 · cercle noir sur case noire c1 · cercle noir sur case noire g1 | cercle noir sur case noire a7 · cercle noir sur case noire b6 · cercle noir sur case noire h6 · cercle noir sur case noire c5 · cercle noir sur case noire g5 · cercle noir sur case noire d4 · cercle noir sur case noire f4 · Fou blanc sur case noire e3 · cercle noir sur case noire d2 · cercle noir sur case noire f2 · cercle noir sur case noire c1 · cercle noir sur case noire g1 | cercle noir sur case noire a7 · cercle noir sur case noire b6 · cercle noir sur case noire h6 · cercle noir sur case noire c5 · cercle noir sur case noire g5 · cercle noir sur case noire d4 · cercle noir sur case noire f4 · Fou blanc sur case noire e3 · cercle noir sur case noire d2 · cercle noir sur case noire f2 · cercle noir sur case noire c1 · cercle noir sur case noire g1 | cercle noir sur case noire a7 · cercle noir sur case noire b6 · cercle noir sur case noire h6 · cercle noir sur case noire c5 · cercle noir sur case noire g5 · cercle noir sur case noire d4 · cercle noir sur case noire f4 · Fou blanc sur case noire e3 · cercle noir sur case noire d2 · cercle noir sur case noire f2 · cercle noir sur case noire c1 · cercle noir sur case noire g1 | cercle noir sur case noire a7 · cercle noir sur case noire b6 · cercle noir sur case noire h6 · cercle noir sur case noire c5 · cercle noir sur case noire g5 · cercle noir sur case noire d4 · cercle noir sur case noire f4 · Fou blanc sur case noire e3 · cercle noir sur case noire d2 · cercle noir sur case noire f2 · cercle noir sur case noire c1 · cercle noir sur case noire g1 | cercle noir sur case noire a7 · cercle noir sur case noire b6 · cercle noir sur case noire h6 · cercle noir sur case noire c5 · cercle noir sur case noire g5 · cercle noir sur case noire d4 · cercle noir sur case noire f4 · Fou blanc sur case noire e3 · cercle noir sur case noire d2 · cercle noir sur case noire f2 · cercle noir sur case noire c1 · cercle noir sur case noire g1 | cercle noir sur case noire a7 · cercle noir sur case noire b6 · cercle noir sur case noire h6 · cercle noir sur case noire c5 · cercle noir sur case noire g5 · cercle noir sur case noire d4 · cercle noir sur case noire f4 · Fou blanc sur case noire e3 · cercle noir sur case noire d2 · cercle noir sur case noire f2 · cercle noir sur case noire c1 · cercle noir sur case noire g1 | 8 |
| 7 | cercle noir sur case noire a7 · cercle noir sur case noire b6 · cercle noir sur case noire h6 · cercle noir sur case noire c5 · cercle noir sur case noire g5 · cercle noir sur case noire d4 · cercle noir sur case noire f4 · Fou blanc sur case noire e3 · cercle noir sur case noire d2 · cercle noir sur case noire f2 · cercle noir sur case noire c1 · cercle noir sur case noire g1 | cercle noir sur case noire a7 · cercle noir sur case noire b6 · cercle noir sur case noire h6 · cercle noir sur case noire c5 · cercle noir sur case noire g5 · cercle noir sur case noire d4 · cercle noir sur case noire f4 · Fou blanc sur case noire e3 · cercle noir sur case noire d2 · cercle noir sur case noire f2 · cercle noir sur case noire c1 · cercle noir sur case noire g1 | cercle noir sur case noire a7 · cercle noir sur case noire b6 · cercle noir sur case noire h6 · cercle noir sur case noire c5 · cercle noir sur case noire g5 · cercle noir sur case noire d4 · cercle noir sur case noire f4 · Fou blanc sur case noire e3 · cercle noir sur case noire d2 · cercle noir sur case noire f2 · cercle noir sur case noire c1 · cercle noir sur case noire g1 | cercle noir sur case noire a7 · cercle noir sur case noire b6 · cercle noir sur case noire h6 · cercle noir sur case noire c5 · cercle noir sur case noire g5 · cercle noir sur case noire d4 · cercle noir sur case noire f4 · Fou blanc sur case noire e3 · cercle noir sur case noire d2 · cercle noir sur case noire f2 · cercle noir sur case noire c1 · cercle noir sur case noire g1 | cercle noir sur case noire a7 · cercle noir sur case noire b6 · cercle noir sur case noire h6 · cercle noir sur case noire c5 · cercle noir sur case noire g5 · cercle noir sur case noire d4 · cercle noir sur case noire f4 · Fou blanc sur case noire e3 · cercle noir sur case noire d2 · cercle noir sur case noire f2 · cercle noir sur case noire c1 · cercle noir sur case noire g1 | cercle noir sur case noire a7 · cercle noir sur case noire b6 · cercle noir sur case noire h6 · cercle noir sur case noire c5 · cercle noir sur case noire g5 · cercle noir sur case noire d4 · cercle noir sur case noire f4 · Fou blanc sur case noire e3 · cercle noir sur case noire d2 · cercle noir sur case noire f2 · cercle noir sur case noire c1 · cercle noir sur case noire g1 | cercle noir sur case noire a7 · cercle noir sur case noire b6 · cercle noir sur case noire h6 · cercle noir sur case noire c5 · cercle noir sur case noire g5 · cercle noir sur case noire d4 · cercle noir sur case noire f4 · Fou blanc sur case noire e3 · cercle noir sur case noire d2 · cercle noir sur case noire f2 · cercle noir sur case noire c1 · cercle noir sur case noire g1 | cercle noir sur case noire a7 · cercle noir sur case noire b6 · cercle noir sur case noire h6 · cercle noir sur case noire c5 · cercle noir sur case noire g5 · cercle noir sur case noire d4 · cercle noir sur case noire f4 · Fou blanc sur case noire e3 · cercle noir sur case noire d2 · cercle noir sur case noire f2 · cercle noir sur case noire c1 · cercle noir sur case noire g1 | 7 |
| 6 | cercle noir sur case noire a7 · cercle noir sur case noire b6 · cercle noir sur case noire h6 · cercle noir sur case noire c5 · cercle noir sur case noire g5 · cercle noir sur case noire d4 · cercle noir sur case noire f4 · Fou blanc sur case noire e3 · cercle noir sur case noire d2 · cercle noir sur case noire f2 · cercle noir sur case noire c1 · cercle noir sur case noire g1 | cercle noir sur case noire a7 · cercle noir sur case noire b6 · cercle noir sur case noire h6 · cercle noir sur case noire c5 · cercle noir sur case noire g5 · cercle noir sur case noire d4 · cercle noir sur case noire f4 · Fou blanc sur case noire e3 · cercle noir sur case noire d2 · cercle noir sur case noire f2 · cercle noir sur case noire c1 · cercle noir sur case noire g1 | cercle noir sur case noire a7 · cercle noir sur case noire b6 · cercle noir sur case noire h6 · cercle noir sur case noire c5 · cercle noir sur case noire g5 · cercle noir sur case noire d4 · cercle noir sur case noire f4 · Fou blanc sur case noire e3 · cercle noir sur case noire d2 · cercle noir sur case noire f2 · cercle noir sur case noire c1 · cercle noir sur case noire g1 | cercle noir sur case noire a7 · cercle noir sur case noire b6 · cercle noir sur case noire h6 · cercle noir sur case noire c5 · cercle noir sur case noire g5 · cercle noir sur case noire d4 · cercle noir sur case noire f4 · Fou blanc sur case noire e3 · cercle noir sur case noire d2 · cercle noir sur case noire f2 · cercle noir sur case noire c1 · cercle noir sur case noire g1 | cercle noir sur case noire a7 · cercle noir sur case noire b6 · cercle noir sur case noire h6 · cercle noir sur case noire c5 · cercle noir sur case noire g5 · cercle noir sur case noire d4 · cercle noir sur case noire f4 · Fou blanc sur case noire e3 · cercle noir sur case noire d2 · cercle noir sur case noire f2 · cercle noir sur case noire c1 · cercle noir sur case noire g1 | cercle noir sur case noire a7 · cercle noir sur case noire b6 · cercle noir sur case noire h6 · cercle noir sur case noire c5 · cercle noir sur case noire g5 · cercle noir sur case noire d4 · cercle noir sur case noire f4 · Fou blanc sur case noire e3 · cercle noir sur case noire d2 · cercle noir sur case noire f2 · cercle noir sur case noire c1 · cercle noir sur case noire g1 | cercle noir sur case noire a7 · cercle noir sur case noire b6 · cercle noir sur case noire h6 · cercle noir sur case noire c5 · cercle noir sur case noire g5 · cercle noir sur case noire d4 · cercle noir sur case noire f4 · Fou blanc sur case noire e3 · cercle noir sur case noire d2 · cercle noir sur case noire f2 · cercle noir sur case noire c1 · cercle noir sur case noire g1 | cercle noir sur case noire a7 · cercle noir sur case noire b6 · cercle noir sur case noire h6 · cercle noir sur case noire c5 · cercle noir sur case noire g5 · cercle noir sur case noire d4 · cercle noir sur case noire f4 · Fou blanc sur case noire e3 · cercle noir sur case noire d2 · cercle noir sur case noire f2 · cercle noir sur case noire c1 · cercle noir sur case noire g1 | 6 |
| 5 | cercle noir sur case noire a7 · cercle noir sur case noire b6 · cercle noir sur case noire h6 · cercle noir sur case noire c5 · cercle noir sur case noire g5 · cercle noir sur case noire d4 · cercle noir sur case noire f4 · Fou blanc sur case noire e3 · cercle noir sur case noire d2 · cercle noir sur case noire f2 · cercle noir sur case noire c1 · cercle noir sur case noire g1 | cercle noir sur case noire a7 · cercle noir sur case noire b6 · cercle noir sur case noire h6 · cercle noir sur case noire c5 · cercle noir sur case noire g5 · cercle noir sur case noire d4 · cercle noir sur case noire f4 · Fou blanc sur case noire e3 · cercle noir sur case noire d2 · cercle noir sur case noire f2 · cercle noir sur case noire c1 · cercle noir sur case noire g1 | cercle noir sur case noire a7 · cercle noir sur case noire b6 · cercle noir sur case noire h6 · cercle noir sur case noire c5 · cercle noir sur case noire g5 · cercle noir sur case noire d4 · cercle noir sur case noire f4 · Fou blanc sur case noire e3 · cercle noir sur case noire d2 · cercle noir sur case noire f2 · cercle noir sur case noire c1 · cercle noir sur case noire g1 | cercle noir sur case noire a7 · cercle noir sur case noire b6 · cercle noir sur case noire h6 · cercle noir sur case noire c5 · cercle noir sur case noire g5 · cercle noir sur case noire d4 · cercle noir sur case noire f4 · Fou blanc sur case noire e3 · cercle noir sur case noire d2 · cercle noir sur case noire f2 · cercle noir sur case noire c1 · cercle noir sur case noire g1 | cercle noir sur case noire a7 · cercle noir sur case noire b6 · cercle noir sur case noire h6 · cercle noir sur case noire c5 · cercle noir sur case noire g5 · cercle noir sur case noire d4 · cercle noir sur case noire f4 · Fou blanc sur case noire e3 · cercle noir sur case noire d2 · cercle noir sur case noire f2 · cercle noir sur case noire c1 · cercle noir sur case noire g1 | cercle noir sur case noire a7 · cercle noir sur case noire b6 · cercle noir sur case noire h6 · cercle noir sur case noire c5 · cercle noir sur case noire g5 · cercle noir sur case noire d4 · cercle noir sur case noire f4 · Fou blanc sur case noire e3 · cercle noir sur case noire d2 · cercle noir sur case noire f2 · cercle noir sur case noire c1 · cercle noir sur case noire g1 | cercle noir sur case noire a7 · cercle noir sur case noire b6 · cercle noir sur case noire h6 · cercle noir sur case noire c5 · cercle noir sur case noire g5 · cercle noir sur case noire d4 · cercle noir sur case noire f4 · Fou blanc sur case noire e3 · cercle noir sur case noire d2 · cercle noir sur case noire f2 · cercle noir sur case noire c1 · cercle noir sur case noire g1 | cercle noir sur case noire a7 · cercle noir sur case noire b6 · cercle noir sur case noire h6 · cercle noir sur case noire c5 · cercle noir sur case noire g5 · cercle noir sur case noire d4 · cercle noir sur case noire f4 · Fou blanc sur case noire e3 · cercle noir sur case noire d2 · cercle noir sur case noire f2 · cercle noir sur case noire c1 · cercle noir sur case noire g1 | 5 |
| 4 | cercle noir sur case noire a7 · cercle noir sur case noire b6 · cercle noir sur case noire h6 · cercle noir sur case noire c5 · cercle noir sur case noire g5 · cercle noir sur case noire d4 · cercle noir sur case noire f4 · Fou blanc sur case noire e3 · cercle noir sur case noire d2 · cercle noir sur case noire f2 · cercle noir sur case noire c1 · cercle noir sur case noire g1 | cercle noir sur case noire a7 · cercle noir sur case noire b6 · cercle noir sur case noire h6 · cercle noir sur case noire c5 · cercle noir sur case noire g5 · cercle noir sur case noire d4 · cercle noir sur case noire f4 · Fou blanc sur case noire e3 · cercle noir sur case noire d2 · cercle noir sur case noire f2 · cercle noir sur case noire c1 · cercle noir sur case noire g1 | cercle noir sur case noire a7 · cercle noir sur case noire b6 · cercle noir sur case noire h6 · cercle noir sur case noire c5 · cercle noir sur case noire g5 · cercle noir sur case noire d4 · cercle noir sur case noire f4 · Fou blanc sur case noire e3 · cercle noir sur case noire d2 · cercle noir sur case noire f2 · cercle noir sur case noire c1 · cercle noir sur case noire g1 | cercle noir sur case noire a7 · cercle noir sur case noire b6 · cercle noir sur case noire h6 · cercle noir sur case noire c5 · cercle noir sur case noire g5 · cercle noir sur case noire d4 · cercle noir sur case noire f4 · Fou blanc sur case noire e3 · cercle noir sur case noire d2 · cercle noir sur case noire f2 · cercle noir sur case noire c1 · cercle noir sur case noire g1 | cercle noir sur case noire a7 · cercle noir sur case noire b6 · cercle noir sur case noire h6 · cercle noir sur case noire c5 · cercle noir sur case noire g5 · cercle noir sur case noire d4 · cercle noir sur case noire f4 · Fou blanc sur case noire e3 · cercle noir sur case noire d2 · cercle noir sur case noire f2 · cercle noir sur case noire c1 · cercle noir sur case noire g1 | cercle noir sur case noire a7 · cercle noir sur case noire b6 · cercle noir sur case noire h6 · cercle noir sur case noire c5 · cercle noir sur case noire g5 · cercle noir sur case noire d4 · cercle noir sur case noire f4 · Fou blanc sur case noire e3 · cercle noir sur case noire d2 · cercle noir sur case noire f2 · cercle noir sur case noire c1 · cercle noir sur case noire g1 | cercle noir sur case noire a7 · cercle noir sur case noire b6 · cercle noir sur case noire h6 · cercle noir sur case noire c5 · cercle noir sur case noire g5 · cercle noir sur case noire d4 · cercle noir sur case noire f4 · Fou blanc sur case noire e3 · cercle noir sur case noire d2 · cercle noir sur case noire f2 · cercle noir sur case noire c1 · cercle noir sur case noire g1 | cercle noir sur case noire a7 · cercle noir sur case noire b6 · cercle noir sur case noire h6 · cercle noir sur case noire c5 · cercle noir sur case noire g5 · cercle noir sur case noire d4 · cercle noir sur case noire f4 · Fou blanc sur case noire e3 · cercle noir sur case noire d2 · cercle noir sur case noire f2 · cercle noir sur case noire c1 · cercle noir sur case noire g1 | 4 |
| 3 | cercle noir sur case noire a7 · cercle noir sur case noire b6 · cercle noir sur case noire h6 · cercle noir sur case noire c5 · cercle noir sur case noire g5 · cercle noir sur case noire d4 · cercle noir sur case noire f4 · Fou blanc sur case noire e3 · cercle noir sur case noire d2 · cercle noir sur case noire f2 · cercle noir sur case noire c1 · cercle noir sur case noire g1 | cercle noir sur case noire a7 · cercle noir sur case noire b6 · cercle noir sur case noire h6 · cercle noir sur case noire c5 · cercle noir sur case noire g5 · cercle noir sur case noire d4 · cercle noir sur case noire f4 · Fou blanc sur case noire e3 · cercle noir sur case noire d2 · cercle noir sur case noire f2 · cercle noir sur case noire c1 · cercle noir sur case noire g1 | cercle noir sur case noire a7 · cercle noir sur case noire b6 · cercle noir sur case noire h6 · cercle noir sur case noire c5 · cercle noir sur case noire g5 · cercle noir sur case noire d4 · cercle noir sur case noire f4 · Fou blanc sur case noire e3 · cercle noir sur case noire d2 · cercle noir sur case noire f2 · cercle noir sur case noire c1 · cercle noir sur case noire g1 | cercle noir sur case noire a7 · cercle noir sur case noire b6 · cercle noir sur case noire h6 · cercle noir sur case noire c5 · cercle noir sur case noire g5 · cercle noir sur case noire d4 · cercle noir sur case noire f4 · Fou blanc sur case noire e3 · cercle noir sur case noire d2 · cercle noir sur case noire f2 · cercle noir sur case noire c1 · cercle noir sur case noire g1 | cercle noir sur case noire a7 · cercle noir sur case noire b6 · cercle noir sur case noire h6 · cercle noir sur case noire c5 · cercle noir sur case noire g5 · cercle noir sur case noire d4 · cercle noir sur case noire f4 · Fou blanc sur case noire e3 · cercle noir sur case noire d2 · cercle noir sur case noire f2 · cercle noir sur case noire c1 · cercle noir sur case noire g1 | cercle noir sur case noire a7 · cercle noir sur case noire b6 · cercle noir sur case noire h6 · cercle noir sur case noire c5 · cercle noir sur case noire g5 · cercle noir sur case noire d4 · cercle noir sur case noire f4 · Fou blanc sur case noire e3 · cercle noir sur case noire d2 · cercle noir sur case noire f2 · cercle noir sur case noire c1 · cercle noir sur case noire g1 | cercle noir sur case noire a7 · cercle noir sur case noire b6 · cercle noir sur case noire h6 · cercle noir sur case noire c5 · cercle noir sur case noire g5 · cercle noir sur case noire d4 · cercle noir sur case noire f4 · Fou blanc sur case noire e3 · cercle noir sur case noire d2 · cercle noir sur case noire f2 · cercle noir sur case noire c1 · cercle noir sur case noire g1 | cercle noir sur case noire a7 · cercle noir sur case noire b6 · cercle noir sur case noire h6 · cercle noir sur case noire c5 · cercle noir sur case noire g5 · cercle noir sur case noire d4 · cercle noir sur case noire f4 · Fou blanc sur case noire e3 · cercle noir sur case noire d2 · cercle noir sur case noire f2 · cercle noir sur case noire c1 · cercle noir sur case noire g1 | 3 |
| 2 | cercle noir sur case noire a7 · cercle noir sur case noire b6 · cercle noir sur case noire h6 · cercle noir sur case noire c5 · cercle noir sur case noire g5 · cercle noir sur case noire d4 · cercle noir sur case noire f4 · Fou blanc sur case noire e3 · cercle noir sur case noire d2 · cercle noir sur case noire f2 · cercle noir sur case noire c1 · cercle noir sur case noire g1 | cercle noir sur case noire a7 · cercle noir sur case noire b6 · cercle noir sur case noire h6 · cercle noir sur case noire c5 · cercle noir sur case noire g5 · cercle noir sur case noire d4 · cercle noir sur case noire f4 · Fou blanc sur case noire e3 · cercle noir sur case noire d2 · cercle noir sur case noire f2 · cercle noir sur case noire c1 · cercle noir sur case noire g1 | cercle noir sur case noire a7 · cercle noir sur case noire b6 · cercle noir sur case noire h6 · cercle noir sur case noire c5 · cercle noir sur case noire g5 · cercle noir sur case noire d4 · cercle noir sur case noire f4 · Fou blanc sur case noire e3 · cercle noir sur case noire d2 · cercle noir sur case noire f2 · cercle noir sur case noire c1 · cercle noir sur case noire g1 | cercle noir sur case noire a7 · cercle noir sur case noire b6 · cercle noir sur case noire h6 · cercle noir sur case noire c5 · cercle noir sur case noire g5 · cercle noir sur case noire d4 · cercle noir sur case noire f4 · Fou blanc sur case noire e3 · cercle noir sur case noire d2 · cercle noir sur case noire f2 · cercle noir sur case noire c1 · cercle noir sur case noire g1 | cercle noir sur case noire a7 · cercle noir sur case noire b6 · cercle noir sur case noire h6 · cercle noir sur case noire c5 · cercle noir sur case noire g5 · cercle noir sur case noire d4 · cercle noir sur case noire f4 · Fou blanc sur case noire e3 · cercle noir sur case noire d2 · cercle noir sur case noire f2 · cercle noir sur case noire c1 · cercle noir sur case noire g1 | cercle noir sur case noire a7 · cercle noir sur case noire b6 · cercle noir sur case noire h6 · cercle noir sur case noire c5 · cercle noir sur case noire g5 · cercle noir sur case noire d4 · cercle noir sur case noire f4 · Fou blanc sur case noire e3 · cercle noir sur case noire d2 · cercle noir sur case noire f2 · cercle noir sur case noire c1 · cercle noir sur case noire g1 | cercle noir sur case noire a7 · cercle noir sur case noire b6 · cercle noir sur case noire h6 · cercle noir sur case noire c5 · cercle noir sur case noire g5 · cercle noir sur case noire d4 · cercle noir sur case noire f4 · Fou blanc sur case noire e3 · cercle noir sur case noire d2 · cercle noir sur case noire f2 · cercle noir sur case noire c1 · cercle noir sur case noire g1 | cercle noir sur case noire a7 · cercle noir sur case noire b6 · cercle noir sur case noire h6 · cercle noir sur case noire c5 · cercle noir sur case noire g5 · cercle noir sur case noire d4 · cercle noir sur case noire f4 · Fou blanc sur case noire e3 · cercle noir sur case noire d2 · cercle noir sur case noire f2 · cercle noir sur case noire c1 · cercle noir sur case noire g1 | 2 |
| 1 | cercle noir sur case noire a7 · cercle noir sur case noire b6 · cercle noir sur case noire h6 · cercle noir sur case noire c5 · cercle noir sur case noire g5 · cercle noir sur case noire d4 · cercle noir sur case noire f4 · Fou blanc sur case noire e3 · cercle noir sur case noire d2 · cercle noir sur case noire f2 · cercle noir sur case noire c1 · cercle noir sur case noire g1 | cercle noir sur case noire a7 · cercle noir sur case noire b6 · cercle noir sur case noire h6 · cercle noir sur case noire c5 · cercle noir sur case noire g5 · cercle noir sur case noire d4 · cercle noir sur case noire f4 · Fou blanc sur case noire e3 · cercle noir sur case noire d2 · cercle noir sur case noire f2 · cercle noir sur case noire c1 · cercle noir sur case noire g1 | cercle noir sur case noire a7 · cercle noir sur case noire b6 · cercle noir sur case noire h6 · cercle noir sur case noire c5 · cercle noir sur case noire g5 · cercle noir sur case noire d4 · cercle noir sur case noire f4 · Fou blanc sur case noire e3 · cercle noir sur case noire d2 · cercle noir sur case noire f2 · cercle noir sur case noire c1 · cercle noir sur case noire g1 | cercle noir sur case noire a7 · cercle noir sur case noire b6 · cercle noir sur case noire h6 · cercle noir sur case noire c5 · cercle noir sur case noire g5 · cercle noir sur case noire d4 · cercle noir sur case noire f4 · Fou blanc sur case noire e3 · cercle noir sur case noire d2 · cercle noir sur case noire f2 · cercle noir sur case noire c1 · cercle noir sur case noire g1 | cercle noir sur case noire a7 · cercle noir sur case noire b6 · cercle noir sur case noire h6 · cercle noir sur case noire c5 · cercle noir sur case noire g5 · cercle noir sur case noire d4 · cercle noir sur case noire f4 · Fou blanc sur case noire e3 · cercle noir sur case noire d2 · cercle noir sur case noire f2 · cercle noir sur case noire c1 · cercle noir sur case noire g1 | cercle noir sur case noire a7 · cercle noir sur case noire b6 · cercle noir sur case noire h6 · cercle noir sur case noire c5 · cercle noir sur case noire g5 · cercle noir sur case noire d4 · cercle noir sur case noire f4 · Fou blanc sur case noire e3 · cercle noir sur case noire d2 · cercle noir sur case noire f2 · cercle noir sur case noire c1 · cercle noir sur case noire g1 | cercle noir sur case noire a7 · cercle noir sur case noire b6 · cercle noir sur case noire h6 · cercle noir sur case noire c5 · cercle noir sur case noire g5 · cercle noir sur case noire d4 · cercle noir sur case noire f4 · Fou blanc sur case noire e3 · cercle noir sur case noire d2 · cercle noir sur case noire f2 · cercle noir sur case noire c1 · cercle noir sur case noire g1 | cercle noir sur case noire a7 · cercle noir sur case noire b6 · cercle noir sur case noire h6 · cercle noir sur case noire c5 · cercle noir sur case noire g5 · cercle noir sur case noire d4 · cercle noir sur case noire f4 · Fou blanc sur case noire e3 · cercle noir sur case noire d2 · cercle noir sur case noire f2 · cercle noir sur case noire c1 · cercle noir sur case noire g1 | 1 |
|   | a | b | c | d | e | f | g | h |   |

|   | a | b | c | d | e | f | g | h |   |
| 8 | cercle noir sur case blanche a8 · cercle noir sur case noire d8 · cercle noir sur case blanche g8 · cercle noir sur case blanche b7 · cercle noir sur case blanche d7 · cercle noir sur case blanche f7 · cercle noir sur case blanche c6 · cercle noir sur case noire d6 · cercle noir sur case blanche e6 · cercle noir sur case noire a5 · cercle noir sur case blanche b5 · cercle noir sur case noire c5 · Dame noire sur case blanche d5 · cercle noir sur case noire e5 · cercle noir sur case blanche f5 · cercle noir sur case noire g5 · cercle noir sur case blanche h5 · cercle noir sur case blanche c4 · cercle noir sur case noire d4 · cercle noir sur case blanche e4 · cercle noir sur case blanche b3 · cercle noir sur case blanche d3 · cercle noir sur case blanche f3 · cercle noir sur case blanche a2 · cercle noir sur case noire d2 · cercle noir sur case blanche g2 · cercle noir sur case blanche d1 · cercle noir sur case blanche h1 | cercle noir sur case blanche a8 · cercle noir sur case noire d8 · cercle noir sur case blanche g8 · cercle noir sur case blanche b7 · cercle noir sur case blanche d7 · cercle noir sur case blanche f7 · cercle noir sur case blanche c6 · cercle noir sur case noire d6 · cercle noir sur case blanche e6 · cercle noir sur case noire a5 · cercle noir sur case blanche b5 · cercle noir sur case noire c5 · Dame noire sur case blanche d5 · cercle noir sur case noire e5 · cercle noir sur case blanche f5 · cercle noir sur case noire g5 · cercle noir sur case blanche h5 · cercle noir sur case blanche c4 · cercle noir sur case noire d4 · cercle noir sur case blanche e4 · cercle noir sur case blanche b3 · cercle noir sur case blanche d3 · cercle noir sur case blanche f3 · cercle noir sur case blanche a2 · cercle noir sur case noire d2 · cercle noir sur case blanche g2 · cercle noir sur case blanche d1 · cercle noir sur case blanche h1 | cercle noir sur case blanche a8 · cercle noir sur case noire d8 · cercle noir sur case blanche g8 · cercle noir sur case blanche b7 · cercle noir sur case blanche d7 · cercle noir sur case blanche f7 · cercle noir sur case blanche c6 · cercle noir sur case noire d6 · cercle noir sur case blanche e6 · cercle noir sur case noire a5 · cercle noir sur case blanche b5 · cercle noir sur case noire c5 · Dame noire sur case blanche d5 · cercle noir sur case noire e5 · cercle noir sur case blanche f5 · cercle noir sur case noire g5 · cercle noir sur case blanche h5 · cercle noir sur case blanche c4 · cercle noir sur case noire d4 · cercle noir sur case blanche e4 · cercle noir sur case blanche b3 · cercle noir sur case blanche d3 · cercle noir sur case blanche f3 · cercle noir sur case blanche a2 · cercle noir sur case noire d2 · cercle noir sur case blanche g2 · cercle noir sur case blanche d1 · cercle noir sur case blanche h1 | cercle noir sur case blanche a8 · cercle noir sur case noire d8 · cercle noir sur case blanche g8 · cercle noir sur case blanche b7 · cercle noir sur case blanche d7 · cercle noir sur case blanche f7 · cercle noir sur case blanche c6 · cercle noir sur case noire d6 · cercle noir sur case blanche e6 · cercle noir sur case noire a5 · cercle noir sur case blanche b5 · cercle noir sur case noire c5 · Dame noire sur case blanche d5 · cercle noir sur case noire e5 · cercle noir sur case blanche f5 · cercle noir sur case noire g5 · cercle noir sur case blanche h5 · cercle noir sur case blanche c4 · cercle noir sur case noire d4 · cercle noir sur case blanche e4 · cercle noir sur case blanche b3 · cercle noir sur case blanche d3 · cercle noir sur case blanche f3 · cercle noir sur case blanche a2 · cercle noir sur case noire d2 · cercle noir sur case blanche g2 · cercle noir sur case blanche d1 · cercle noir sur case blanche h1 | cercle noir sur case blanche a8 · cercle noir sur case noire d8 · cercle noir sur case blanche g8 · cercle noir sur case blanche b7 · cercle noir sur case blanche d7 · cercle noir sur case blanche f7 · cercle noir sur case blanche c6 · cercle noir sur case noire d6 · cercle noir sur case blanche e6 · cercle noir sur case noire a5 · cercle noir sur case blanche b5 · cercle noir sur case noire c5 · Dame noire sur case blanche d5 · cercle noir sur case noire e5 · cercle noir sur case blanche f5 · cercle noir sur case noire g5 · cercle noir sur case blanche h5 · cercle noir sur case blanche c4 · cercle noir sur case noire d4 · cercle noir sur case blanche e4 · cercle noir sur case blanche b3 · cercle noir sur case blanche d3 · cercle noir sur case blanche f3 · cercle noir sur case blanche a2 · cercle noir sur case noire d2 · cercle noir sur case blanche g2 · cercle noir sur case blanche d1 · cercle noir sur case blanche h1 | cercle noir sur case blanche a8 · cercle noir sur case noire d8 · cercle noir sur case blanche g8 · cercle noir sur case blanche b7 · cercle noir sur case blanche d7 · cercle noir sur case blanche f7 · cercle noir sur case blanche c6 · cercle noir sur case noire d6 · cercle noir sur case blanche e6 · cercle noir sur case noire a5 · cercle noir sur case blanche b5 · cercle noir sur case noire c5 · Dame noire sur case blanche d5 · cercle noir sur case noire e5 · cercle noir sur case blanche f5 · cercle noir sur case noire g5 · cercle noir sur case blanche h5 · cercle noir sur case blanche c4 · cercle noir sur case noire d4 · cercle noir sur case blanche e4 · cercle noir sur case blanche b3 · cercle noir sur case blanche d3 · cercle noir sur case blanche f3 · cercle noir sur case blanche a2 · cercle noir sur case noire d2 · cercle noir sur case blanche g2 · cercle noir sur case blanche d1 · cercle noir sur case blanche h1 | cercle noir sur case blanche a8 · cercle noir sur case noire d8 · cercle noir sur case blanche g8 · cercle noir sur case blanche b7 · cercle noir sur case blanche d7 · cercle noir sur case blanche f7 · cercle noir sur case blanche c6 · cercle noir sur case noire d6 · cercle noir sur case blanche e6 · cercle noir sur case noire a5 · cercle noir sur case blanche b5 · cercle noir sur case noire c5 · Dame noire sur case blanche d5 · cercle noir sur case noire e5 · cercle noir sur case blanche f5 · cercle noir sur case noire g5 · cercle noir sur case blanche h5 · cercle noir sur case blanche c4 · cercle noir sur case noire d4 · cercle noir sur case blanche e4 · cercle noir sur case blanche b3 · cercle noir sur case blanche d3 · cercle noir sur case blanche f3 · cercle noir sur case blanche a2 · cercle noir sur case noire d2 · cercle noir sur case blanche g2 · cercle noir sur case blanche d1 · cercle noir sur case blanche h1 | cercle noir sur case blanche a8 · cercle noir sur case noire d8 · cercle noir sur case blanche g8 · cercle noir sur case blanche b7 · cercle noir sur case blanche d7 · cercle noir sur case blanche f7 · cercle noir sur case blanche c6 · cercle noir sur case noire d6 · cercle noir sur case blanche e6 · cercle noir sur case noire a5 · cercle noir sur case blanche b5 · cercle noir sur case noire c5 · Dame noire sur case blanche d5 · cercle noir sur case noire e5 · cercle noir sur case blanche f5 · cercle noir sur case noire g5 · cercle noir sur case blanche h5 · cercle noir sur case blanche c4 · cercle noir sur case noire d4 · cercle noir sur case blanche e4 · cercle noir sur case blanche b3 · cercle noir sur case blanche d3 · cercle noir sur case blanche f3 · cercle noir sur case blanche a2 · cercle noir sur case noire d2 · cercle noir sur case blanche g2 · cercle noir sur case blanche d1 · cercle noir sur case blanche h1 | 8 |
| 7 | cercle noir sur case blanche a8 · cercle noir sur case noire d8 · cercle noir sur case blanche g8 · cercle noir sur case blanche b7 · cercle noir sur case blanche d7 · cercle noir sur case blanche f7 · cercle noir sur case blanche c6 · cercle noir sur case noire d6 · cercle noir sur case blanche e6 · cercle noir sur case noire a5 · cercle noir sur case blanche b5 · cercle noir sur case noire c5 · Dame noire sur case blanche d5 · cercle noir sur case noire e5 · cercle noir sur case blanche f5 · cercle noir sur case noire g5 · cercle noir sur case blanche h5 · cercle noir sur case blanche c4 · cercle noir sur case noire d4 · cercle noir sur case blanche e4 · cercle noir sur case blanche b3 · cercle noir sur case blanche d3 · cercle noir sur case blanche f3 · cercle noir sur case blanche a2 · cercle noir sur case noire d2 · cercle noir sur case blanche g2 · cercle noir sur case blanche d1 · cercle noir sur case blanche h1 | cercle noir sur case blanche a8 · cercle noir sur case noire d8 · cercle noir sur case blanche g8 · cercle noir sur case blanche b7 · cercle noir sur case blanche d7 · cercle noir sur case blanche f7 · cercle noir sur case blanche c6 · cercle noir sur case noire d6 · cercle noir sur case blanche e6 · cercle noir sur case noire a5 · cercle noir sur case blanche b5 · cercle noir sur case noire c5 · Dame noire sur case blanche d5 · cercle noir sur case noire e5 · cercle noir sur case blanche f5 · cercle noir sur case noire g5 · cercle noir sur case blanche h5 · cercle noir sur case blanche c4 · cercle noir sur case noire d4 · cercle noir sur case blanche e4 · cercle noir sur case blanche b3 · cercle noir sur case blanche d3 · cercle noir sur case blanche f3 · cercle noir sur case blanche a2 · cercle noir sur case noire d2 · cercle noir sur case blanche g2 · cercle noir sur case blanche d1 · cercle noir sur case blanche h1 | cercle noir sur case blanche a8 · cercle noir sur case noire d8 · cercle noir sur case blanche g8 · cercle noir sur case blanche b7 · cercle noir sur case blanche d7 · cercle noir sur case blanche f7 · cercle noir sur case blanche c6 · cercle noir sur case noire d6 · cercle noir sur case blanche e6 · cercle noir sur case noire a5 · cercle noir sur case blanche b5 · cercle noir sur case noire c5 · Dame noire sur case blanche d5 · cercle noir sur case noire e5 · cercle noir sur case blanche f5 · cercle noir sur case noire g5 · cercle noir sur case blanche h5 · cercle noir sur case blanche c4 · cercle noir sur case noire d4 · cercle noir sur case blanche e4 · cercle noir sur case blanche b3 · cercle noir sur case blanche d3 · cercle noir sur case blanche f3 · cercle noir sur case blanche a2 · cercle noir sur case noire d2 · cercle noir sur case blanche g2 · cercle noir sur case blanche d1 · cercle noir sur case blanche h1 | cercle noir sur case blanche a8 · cercle noir sur case noire d8 · cercle noir sur case blanche g8 · cercle noir sur case blanche b7 · cercle noir sur case blanche d7 · cercle noir sur case blanche f7 · cercle noir sur case blanche c6 · cercle noir sur case noire d6 · cercle noir sur case blanche e6 · cercle noir sur case noire a5 · cercle noir sur case blanche b5 · cercle noir sur case noire c5 · Dame noire sur case blanche d5 · cercle noir sur case noire e5 · cercle noir sur case blanche f5 · cercle noir sur case noire g5 · cercle noir sur case blanche h5 · cercle noir sur case blanche c4 · cercle noir sur case noire d4 · cercle noir sur case blanche e4 · cercle noir sur case blanche b3 · cercle noir sur case blanche d3 · cercle noir sur case blanche f3 · cercle noir sur case blanche a2 · cercle noir sur case noire d2 · cercle noir sur case blanche g2 · cercle noir sur case blanche d1 · cercle noir sur case blanche h1 | cercle noir sur case blanche a8 · cercle noir sur case noire d8 · cercle noir sur case blanche g8 · cercle noir sur case blanche b7 · cercle noir sur case blanche d7 · cercle noir sur case blanche f7 · cercle noir sur case blanche c6 · cercle noir sur case noire d6 · cercle noir sur case blanche e6 · cercle noir sur case noire a5 · cercle noir sur case blanche b5 · cercle noir sur case noire c5 · Dame noire sur case blanche d5 · cercle noir sur case noire e5 · cercle noir sur case blanche f5 · cercle noir sur case noire g5 · cercle noir sur case blanche h5 · cercle noir sur case blanche c4 · cercle noir sur case noire d4 · cercle noir sur case blanche e4 · cercle noir sur case blanche b3 · cercle noir sur case blanche d3 · cercle noir sur case blanche f3 · cercle noir sur case blanche a2 · cercle noir sur case noire d2 · cercle noir sur case blanche g2 · cercle noir sur case blanche d1 · cercle noir sur case blanche h1 | cercle noir sur case blanche a8 · cercle noir sur case noire d8 · cercle noir sur case blanche g8 · cercle noir sur case blanche b7 · cercle noir sur case blanche d7 · cercle noir sur case blanche f7 · cercle noir sur case blanche c6 · cercle noir sur case noire d6 · cercle noir sur case blanche e6 · cercle noir sur case noire a5 · cercle noir sur case blanche b5 · cercle noir sur case noire c5 · Dame noire sur case blanche d5 · cercle noir sur case noire e5 · cercle noir sur case blanche f5 · cercle noir sur case noire g5 · cercle noir sur case blanche h5 · cercle noir sur case blanche c4 · cercle noir sur case noire d4 · cercle noir sur case blanche e4 · cercle noir sur case blanche b3 · cercle noir sur case blanche d3 · cercle noir sur case blanche f3 · cercle noir sur case blanche a2 · cercle noir sur case noire d2 · cercle noir sur case blanche g2 · cercle noir sur case blanche d1 · cercle noir sur case blanche h1 | cercle noir sur case blanche a8 · cercle noir sur case noire d8 · cercle noir sur case blanche g8 · cercle noir sur case blanche b7 · cercle noir sur case blanche d7 · cercle noir sur case blanche f7 · cercle noir sur case blanche c6 · cercle noir sur case noire d6 · cercle noir sur case blanche e6 · cercle noir sur case noire a5 · cercle noir sur case blanche b5 · cercle noir sur case noire c5 · Dame noire sur case blanche d5 · cercle noir sur case noire e5 · cercle noir sur case blanche f5 · cercle noir sur case noire g5 · cercle noir sur case blanche h5 · cercle noir sur case blanche c4 · cercle noir sur case noire d4 · cercle noir sur case blanche e4 · cercle noir sur case blanche b3 · cercle noir sur case blanche d3 · cercle noir sur case blanche f3 · cercle noir sur case blanche a2 · cercle noir sur case noire d2 · cercle noir sur case blanche g2 · cercle noir sur case blanche d1 · cercle noir sur case blanche h1 | cercle noir sur case blanche a8 · cercle noir sur case noire d8 · cercle noir sur case blanche g8 · cercle noir sur case blanche b7 · cercle noir sur case blanche d7 · cercle noir sur case blanche f7 · cercle noir sur case blanche c6 · cercle noir sur case noire d6 · cercle noir sur case blanche e6 · cercle noir sur case noire a5 · cercle noir sur case blanche b5 · cercle noir sur case noire c5 · Dame noire sur case blanche d5 · cercle noir sur case noire e5 · cercle noir sur case blanche f5 · cercle noir sur case noire g5 · cercle noir sur case blanche h5 · cercle noir sur case blanche c4 · cercle noir sur case noire d4 · cercle noir sur case blanche e4 · cercle noir sur case blanche b3 · cercle noir sur case blanche d3 · cercle noir sur case blanche f3 · cercle noir sur case blanche a2 · cercle noir sur case noire d2 · cercle noir sur case blanche g2 · cercle noir sur case blanche d1 · cercle noir sur case blanche h1 | 7 |
| 6 | cercle noir sur case blanche a8 · cercle noir sur case noire d8 · cercle noir sur case blanche g8 · cercle noir sur case blanche b7 · cercle noir sur case blanche d7 · cercle noir sur case blanche f7 · cercle noir sur case blanche c6 · cercle noir sur case noire d6 · cercle noir sur case blanche e6 · cercle noir sur case noire a5 · cercle noir sur case blanche b5 · cercle noir sur case noire c5 · Dame noire sur case blanche d5 · cercle noir sur case noire e5 · cercle noir sur case blanche f5 · cercle noir sur case noire g5 · cercle noir sur case blanche h5 · cercle noir sur case blanche c4 · cercle noir sur case noire d4 · cercle noir sur case blanche e4 · cercle noir sur case blanche b3 · cercle noir sur case blanche d3 · cercle noir sur case blanche f3 · cercle noir sur case blanche a2 · cercle noir sur case noire d2 · cercle noir sur case blanche g2 · cercle noir sur case blanche d1 · cercle noir sur case blanche h1 | cercle noir sur case blanche a8 · cercle noir sur case noire d8 · cercle noir sur case blanche g8 · cercle noir sur case blanche b7 · cercle noir sur case blanche d7 · cercle noir sur case blanche f7 · cercle noir sur case blanche c6 · cercle noir sur case noire d6 · cercle noir sur case blanche e6 · cercle noir sur case noire a5 · cercle noir sur case blanche b5 · cercle noir sur case noire c5 · Dame noire sur case blanche d5 · cercle noir sur case noire e5 · cercle noir sur case blanche f5 · cercle noir sur case noire g5 · cercle noir sur case blanche h5 · cercle noir sur case blanche c4 · cercle noir sur case noire d4 · cercle noir sur case blanche e4 · cercle noir sur case blanche b3 · cercle noir sur case blanche d3 · cercle noir sur case blanche f3 · cercle noir sur case blanche a2 · cercle noir sur case noire d2 · cercle noir sur case blanche g2 · cercle noir sur case blanche d1 · cercle noir sur case blanche h1 | cercle noir sur case blanche a8 · cercle noir sur case noire d8 · cercle noir sur case blanche g8 · cercle noir sur case blanche b7 · cercle noir sur case blanche d7 · cercle noir sur case blanche f7 · cercle noir sur case blanche c6 · cercle noir sur case noire d6 · cercle noir sur case blanche e6 · cercle noir sur case noire a5 · cercle noir sur case blanche b5 · cercle noir sur case noire c5 · Dame noire sur case blanche d5 · cercle noir sur case noire e5 · cercle noir sur case blanche f5 · cercle noir sur case noire g5 · cercle noir sur case blanche h5 · cercle noir sur case blanche c4 · cercle noir sur case noire d4 · cercle noir sur case blanche e4 · cercle noir sur case blanche b3 · cercle noir sur case blanche d3 · cercle noir sur case blanche f3 · cercle noir sur case blanche a2 · cercle noir sur case noire d2 · cercle noir sur case blanche g2 · cercle noir sur case blanche d1 · cercle noir sur case blanche h1 | cercle noir sur case blanche a8 · cercle noir sur case noire d8 · cercle noir sur case blanche g8 · cercle noir sur case blanche b7 · cercle noir sur case blanche d7 · cercle noir sur case blanche f7 · cercle noir sur case blanche c6 · cercle noir sur case noire d6 · cercle noir sur case blanche e6 · cercle noir sur case noire a5 · cercle noir sur case blanche b5 · cercle noir sur case noire c5 · Dame noire sur case blanche d5 · cercle noir sur case noire e5 · cercle noir sur case blanche f5 · cercle noir sur case noire g5 · cercle noir sur case blanche h5 · cercle noir sur case blanche c4 · cercle noir sur case noire d4 · cercle noir sur case blanche e4 · cercle noir sur case blanche b3 · cercle noir sur case blanche d3 · cercle noir sur case blanche f3 · cercle noir sur case blanche a2 · cercle noir sur case noire d2 · cercle noir sur case blanche g2 · cercle noir sur case blanche d1 · cercle noir sur case blanche h1 | cercle noir sur case blanche a8 · cercle noir sur case noire d8 · cercle noir sur case blanche g8 · cercle noir sur case blanche b7 · cercle noir sur case blanche d7 · cercle noir sur case blanche f7 · cercle noir sur case blanche c6 · cercle noir sur case noire d6 · cercle noir sur case blanche e6 · cercle noir sur case noire a5 · cercle noir sur case blanche b5 · cercle noir sur case noire c5 · Dame noire sur case blanche d5 · cercle noir sur case noire e5 · cercle noir sur case blanche f5 · cercle noir sur case noire g5 · cercle noir sur case blanche h5 · cercle noir sur case blanche c4 · cercle noir sur case noire d4 · cercle noir sur case blanche e4 · cercle noir sur case blanche b3 · cercle noir sur case blanche d3 · cercle noir sur case blanche f3 · cercle noir sur case blanche a2 · cercle noir sur case noire d2 · cercle noir sur case blanche g2 · cercle noir sur case blanche d1 · cercle noir sur case blanche h1 | cercle noir sur case blanche a8 · cercle noir sur case noire d8 · cercle noir sur case blanche g8 · cercle noir sur case blanche b7 · cercle noir sur case blanche d7 · cercle noir sur case blanche f7 · cercle noir sur case blanche c6 · cercle noir sur case noire d6 · cercle noir sur case blanche e6 · cercle noir sur case noire a5 · cercle noir sur case blanche b5 · cercle noir sur case noire c5 · Dame noire sur case blanche d5 · cercle noir sur case noire e5 · cercle noir sur case blanche f5 · cercle noir sur case noire g5 · cercle noir sur case blanche h5 · cercle noir sur case blanche c4 · cercle noir sur case noire d4 · cercle noir sur case blanche e4 · cercle noir sur case blanche b3 · cercle noir sur case blanche d3 · cercle noir sur case blanche f3 · cercle noir sur case blanche a2 · cercle noir sur case noire d2 · cercle noir sur case blanche g2 · cercle noir sur case blanche d1 · cercle noir sur case blanche h1 | cercle noir sur case blanche a8 · cercle noir sur case noire d8 · cercle noir sur case blanche g8 · cercle noir sur case blanche b7 · cercle noir sur case blanche d7 · cercle noir sur case blanche f7 · cercle noir sur case blanche c6 · cercle noir sur case noire d6 · cercle noir sur case blanche e6 · cercle noir sur case noire a5 · cercle noir sur case blanche b5 · cercle noir sur case noire c5 · Dame noire sur case blanche d5 · cercle noir sur case noire e5 · cercle noir sur case blanche f5 · cercle noir sur case noire g5 · cercle noir sur case blanche h5 · cercle noir sur case blanche c4 · cercle noir sur case noire d4 · cercle noir sur case blanche e4 · cercle noir sur case blanche b3 · cercle noir sur case blanche d3 · cercle noir sur case blanche f3 · cercle noir sur case blanche a2 · cercle noir sur case noire d2 · cercle noir sur case blanche g2 · cercle noir sur case blanche d1 · cercle noir sur case blanche h1 | cercle noir sur case blanche a8 · cercle noir sur case noire d8 · cercle noir sur case blanche g8 · cercle noir sur case blanche b7 · cercle noir sur case blanche d7 · cercle noir sur case blanche f7 · cercle noir sur case blanche c6 · cercle noir sur case noire d6 · cercle noir sur case blanche e6 · cercle noir sur case noire a5 · cercle noir sur case blanche b5 · cercle noir sur case noire c5 · Dame noire sur case blanche d5 · cercle noir sur case noire e5 · cercle noir sur case blanche f5 · cercle noir sur case noire g5 · cercle noir sur case blanche h5 · cercle noir sur case blanche c4 · cercle noir sur case noire d4 · cercle noir sur case blanche e4 · cercle noir sur case blanche b3 · cercle noir sur case blanche d3 · cercle noir sur case blanche f3 · cercle noir sur case blanche a2 · cercle noir sur case noire d2 · cercle noir sur case blanche g2 · cercle noir sur case blanche d1 · cercle noir sur case blanche h1 | 6 |
| 5 | cercle noir sur case blanche a8 · cercle noir sur case noire d8 · cercle noir sur case blanche g8 · cercle noir sur case blanche b7 · cercle noir sur case blanche d7 · cercle noir sur case blanche f7 · cercle noir sur case blanche c6 · cercle noir sur case noire d6 · cercle noir sur case blanche e6 · cercle noir sur case noire a5 · cercle noir sur case blanche b5 · cercle noir sur case noire c5 · Dame noire sur case blanche d5 · cercle noir sur case noire e5 · cercle noir sur case blanche f5 · cercle noir sur case noire g5 · cercle noir sur case blanche h5 · cercle noir sur case blanche c4 · cercle noir sur case noire d4 · cercle noir sur case blanche e4 · cercle noir sur case blanche b3 · cercle noir sur case blanche d3 · cercle noir sur case blanche f3 · cercle noir sur case blanche a2 · cercle noir sur case noire d2 · cercle noir sur case blanche g2 · cercle noir sur case blanche d1 · cercle noir sur case blanche h1 | cercle noir sur case blanche a8 · cercle noir sur case noire d8 · cercle noir sur case blanche g8 · cercle noir sur case blanche b7 · cercle noir sur case blanche d7 · cercle noir sur case blanche f7 · cercle noir sur case blanche c6 · cercle noir sur case noire d6 · cercle noir sur case blanche e6 · cercle noir sur case noire a5 · cercle noir sur case blanche b5 · cercle noir sur case noire c5 · Dame noire sur case blanche d5 · cercle noir sur case noire e5 · cercle noir sur case blanche f5 · cercle noir sur case noire g5 · cercle noir sur case blanche h5 · cercle noir sur case blanche c4 · cercle noir sur case noire d4 · cercle noir sur case blanche e4 · cercle noir sur case blanche b3 · cercle noir sur case blanche d3 · cercle noir sur case blanche f3 · cercle noir sur case blanche a2 · cercle noir sur case noire d2 · cercle noir sur case blanche g2 · cercle noir sur case blanche d1 · cercle noir sur case blanche h1 | cercle noir sur case blanche a8 · cercle noir sur case noire d8 · cercle noir sur case blanche g8 · cercle noir sur case blanche b7 · cercle noir sur case blanche d7 · cercle noir sur case blanche f7 · cercle noir sur case blanche c6 · cercle noir sur case noire d6 · cercle noir sur case blanche e6 · cercle noir sur case noire a5 · cercle noir sur case blanche b5 · cercle noir sur case noire c5 · Dame noire sur case blanche d5 · cercle noir sur case noire e5 · cercle noir sur case blanche f5 · cercle noir sur case noire g5 · cercle noir sur case blanche h5 · cercle noir sur case blanche c4 · cercle noir sur case noire d4 · cercle noir sur case blanche e4 · cercle noir sur case blanche b3 · cercle noir sur case blanche d3 · cercle noir sur case blanche f3 · cercle noir sur case blanche a2 · cercle noir sur case noire d2 · cercle noir sur case blanche g2 · cercle noir sur case blanche d1 · cercle noir sur case blanche h1 | cercle noir sur case blanche a8 · cercle noir sur case noire d8 · cercle noir sur case blanche g8 · cercle noir sur case blanche b7 · cercle noir sur case blanche d7 · cercle noir sur case blanche f7 · cercle noir sur case blanche c6 · cercle noir sur case noire d6 · cercle noir sur case blanche e6 · cercle noir sur case noire a5 · cercle noir sur case blanche b5 · cercle noir sur case noire c5 · Dame noire sur case blanche d5 · cercle noir sur case noire e5 · cercle noir sur case blanche f5 · cercle noir sur case noire g5 · cercle noir sur case blanche h5 · cercle noir sur case blanche c4 · cercle noir sur case noire d4 · cercle noir sur case blanche e4 · cercle noir sur case blanche b3 · cercle noir sur case blanche d3 · cercle noir sur case blanche f3 · cercle noir sur case blanche a2 · cercle noir sur case noire d2 · cercle noir sur case blanche g2 · cercle noir sur case blanche d1 · cercle noir sur case blanche h1 | cercle noir sur case blanche a8 · cercle noir sur case noire d8 · cercle noir sur case blanche g8 · cercle noir sur case blanche b7 · cercle noir sur case blanche d7 · cercle noir sur case blanche f7 · cercle noir sur case blanche c6 · cercle noir sur case noire d6 · cercle noir sur case blanche e6 · cercle noir sur case noire a5 · cercle noir sur case blanche b5 · cercle noir sur case noire c5 · Dame noire sur case blanche d5 · cercle noir sur case noire e5 · cercle noir sur case blanche f5 · cercle noir sur case noire g5 · cercle noir sur case blanche h5 · cercle noir sur case blanche c4 · cercle noir sur case noire d4 · cercle noir sur case blanche e4 · cercle noir sur case blanche b3 · cercle noir sur case blanche d3 · cercle noir sur case blanche f3 · cercle noir sur case blanche a2 · cercle noir sur case noire d2 · cercle noir sur case blanche g2 · cercle noir sur case blanche d1 · cercle noir sur case blanche h1 | cercle noir sur case blanche a8 · cercle noir sur case noire d8 · cercle noir sur case blanche g8 · cercle noir sur case blanche b7 · cercle noir sur case blanche d7 · cercle noir sur case blanche f7 · cercle noir sur case blanche c6 · cercle noir sur case noire d6 · cercle noir sur case blanche e6 · cercle noir sur case noire a5 · cercle noir sur case blanche b5 · cercle noir sur case noire c5 · Dame noire sur case blanche d5 · cercle noir sur case noire e5 · cercle noir sur case blanche f5 · cercle noir sur case noire g5 · cercle noir sur case blanche h5 · cercle noir sur case blanche c4 · cercle noir sur case noire d4 · cercle noir sur case blanche e4 · cercle noir sur case blanche b3 · cercle noir sur case blanche d3 · cercle noir sur case blanche f3 · cercle noir sur case blanche a2 · cercle noir sur case noire d2 · cercle noir sur case blanche g2 · cercle noir sur case blanche d1 · cercle noir sur case blanche h1 | cercle noir sur case blanche a8 · cercle noir sur case noire d8 · cercle noir sur case blanche g8 · cercle noir sur case blanche b7 · cercle noir sur case blanche d7 · cercle noir sur case blanche f7 · cercle noir sur case blanche c6 · cercle noir sur case noire d6 · cercle noir sur case blanche e6 · cercle noir sur case noire a5 · cercle noir sur case blanche b5 · cercle noir sur case noire c5 · Dame noire sur case blanche d5 · cercle noir sur case noire e5 · cercle noir sur case blanche f5 · cercle noir sur case noire g5 · cercle noir sur case blanche h5 · cercle noir sur case blanche c4 · cercle noir sur case noire d4 · cercle noir sur case blanche e4 · cercle noir sur case blanche b3 · cercle noir sur case blanche d3 · cercle noir sur case blanche f3 · cercle noir sur case blanche a2 · cercle noir sur case noire d2 · cercle noir sur case blanche g2 · cercle noir sur case blanche d1 · cercle noir sur case blanche h1 | cercle noir sur case blanche a8 · cercle noir sur case noire d8 · cercle noir sur case blanche g8 · cercle noir sur case blanche b7 · cercle noir sur case blanche d7 · cercle noir sur case blanche f7 · cercle noir sur case blanche c6 · cercle noir sur case noire d6 · cercle noir sur case blanche e6 · cercle noir sur case noire a5 · cercle noir sur case blanche b5 · cercle noir sur case noire c5 · Dame noire sur case blanche d5 · cercle noir sur case noire e5 · cercle noir sur case blanche f5 · cercle noir sur case noire g5 · cercle noir sur case blanche h5 · cercle noir sur case blanche c4 · cercle noir sur case noire d4 · cercle noir sur case blanche e4 · cercle noir sur case blanche b3 · cercle noir sur case blanche d3 · cercle noir sur case blanche f3 · cercle noir sur case blanche a2 · cercle noir sur case noire d2 · cercle noir sur case blanche g2 · cercle noir sur case blanche d1 · cercle noir sur case blanche h1 | 5 |
| 4 | cercle noir sur case blanche a8 · cercle noir sur case noire d8 · cercle noir sur case blanche g8 · cercle noir sur case blanche b7 · cercle noir sur case blanche d7 · cercle noir sur case blanche f7 · cercle noir sur case blanche c6 · cercle noir sur case noire d6 · cercle noir sur case blanche e6 · cercle noir sur case noire a5 · cercle noir sur case blanche b5 · cercle noir sur case noire c5 · Dame noire sur case blanche d5 · cercle noir sur case noire e5 · cercle noir sur case blanche f5 · cercle noir sur case noire g5 · cercle noir sur case blanche h5 · cercle noir sur case blanche c4 · cercle noir sur case noire d4 · cercle noir sur case blanche e4 · cercle noir sur case blanche b3 · cercle noir sur case blanche d3 · cercle noir sur case blanche f3 · cercle noir sur case blanche a2 · cercle noir sur case noire d2 · cercle noir sur case blanche g2 · cercle noir sur case blanche d1 · cercle noir sur case blanche h1 | cercle noir sur case blanche a8 · cercle noir sur case noire d8 · cercle noir sur case blanche g8 · cercle noir sur case blanche b7 · cercle noir sur case blanche d7 · cercle noir sur case blanche f7 · cercle noir sur case blanche c6 · cercle noir sur case noire d6 · cercle noir sur case blanche e6 · cercle noir sur case noire a5 · cercle noir sur case blanche b5 · cercle noir sur case noire c5 · Dame noire sur case blanche d5 · cercle noir sur case noire e5 · cercle noir sur case blanche f5 · cercle noir sur case noire g5 · cercle noir sur case blanche h5 · cercle noir sur case blanche c4 · cercle noir sur case noire d4 · cercle noir sur case blanche e4 · cercle noir sur case blanche b3 · cercle noir sur case blanche d3 · cercle noir sur case blanche f3 · cercle noir sur case blanche a2 · cercle noir sur case noire d2 · cercle noir sur case blanche g2 · cercle noir sur case blanche d1 · cercle noir sur case blanche h1 | cercle noir sur case blanche a8 · cercle noir sur case noire d8 · cercle noir sur case blanche g8 · cercle noir sur case blanche b7 · cercle noir sur case blanche d7 · cercle noir sur case blanche f7 · cercle noir sur case blanche c6 · cercle noir sur case noire d6 · cercle noir sur case blanche e6 · cercle noir sur case noire a5 · cercle noir sur case blanche b5 · cercle noir sur case noire c5 · Dame noire sur case blanche d5 · cercle noir sur case noire e5 · cercle noir sur case blanche f5 · cercle noir sur case noire g5 · cercle noir sur case blanche h5 · cercle noir sur case blanche c4 · cercle noir sur case noire d4 · cercle noir sur case blanche e4 · cercle noir sur case blanche b3 · cercle noir sur case blanche d3 · cercle noir sur case blanche f3 · cercle noir sur case blanche a2 · cercle noir sur case noire d2 · cercle noir sur case blanche g2 · cercle noir sur case blanche d1 · cercle noir sur case blanche h1 | cercle noir sur case blanche a8 · cercle noir sur case noire d8 · cercle noir sur case blanche g8 · cercle noir sur case blanche b7 · cercle noir sur case blanche d7 · cercle noir sur case blanche f7 · cercle noir sur case blanche c6 · cercle noir sur case noire d6 · cercle noir sur case blanche e6 · cercle noir sur case noire a5 · cercle noir sur case blanche b5 · cercle noir sur case noire c5 · Dame noire sur case blanche d5 · cercle noir sur case noire e5 · cercle noir sur case blanche f5 · cercle noir sur case noire g5 · cercle noir sur case blanche h5 · cercle noir sur case blanche c4 · cercle noir sur case noire d4 · cercle noir sur case blanche e4 · cercle noir sur case blanche b3 · cercle noir sur case blanche d3 · cercle noir sur case blanche f3 · cercle noir sur case blanche a2 · cercle noir sur case noire d2 · cercle noir sur case blanche g2 · cercle noir sur case blanche d1 · cercle noir sur case blanche h1 | cercle noir sur case blanche a8 · cercle noir sur case noire d8 · cercle noir sur case blanche g8 · cercle noir sur case blanche b7 · cercle noir sur case blanche d7 · cercle noir sur case blanche f7 · cercle noir sur case blanche c6 · cercle noir sur case noire d6 · cercle noir sur case blanche e6 · cercle noir sur case noire a5 · cercle noir sur case blanche b5 · cercle noir sur case noire c5 · Dame noire sur case blanche d5 · cercle noir sur case noire e5 · cercle noir sur case blanche f5 · cercle noir sur case noire g5 · cercle noir sur case blanche h5 · cercle noir sur case blanche c4 · cercle noir sur case noire d4 · cercle noir sur case blanche e4 · cercle noir sur case blanche b3 · cercle noir sur case blanche d3 · cercle noir sur case blanche f3 · cercle noir sur case blanche a2 · cercle noir sur case noire d2 · cercle noir sur case blanche g2 · cercle noir sur case blanche d1 · cercle noir sur case blanche h1 | cercle noir sur case blanche a8 · cercle noir sur case noire d8 · cercle noir sur case blanche g8 · cercle noir sur case blanche b7 · cercle noir sur case blanche d7 · cercle noir sur case blanche f7 · cercle noir sur case blanche c6 · cercle noir sur case noire d6 · cercle noir sur case blanche e6 · cercle noir sur case noire a5 · cercle noir sur case blanche b5 · cercle noir sur case noire c5 · Dame noire sur case blanche d5 · cercle noir sur case noire e5 · cercle noir sur case blanche f5 · cercle noir sur case noire g5 · cercle noir sur case blanche h5 · cercle noir sur case blanche c4 · cercle noir sur case noire d4 · cercle noir sur case blanche e4 · cercle noir sur case blanche b3 · cercle noir sur case blanche d3 · cercle noir sur case blanche f3 · cercle noir sur case blanche a2 · cercle noir sur case noire d2 · cercle noir sur case blanche g2 · cercle noir sur case blanche d1 · cercle noir sur case blanche h1 | cercle noir sur case blanche a8 · cercle noir sur case noire d8 · cercle noir sur case blanche g8 · cercle noir sur case blanche b7 · cercle noir sur case blanche d7 · cercle noir sur case blanche f7 · cercle noir sur case blanche c6 · cercle noir sur case noire d6 · cercle noir sur case blanche e6 · cercle noir sur case noire a5 · cercle noir sur case blanche b5 · cercle noir sur case noire c5 · Dame noire sur case blanche d5 · cercle noir sur case noire e5 · cercle noir sur case blanche f5 · cercle noir sur case noire g5 · cercle noir sur case blanche h5 · cercle noir sur case blanche c4 · cercle noir sur case noire d4 · cercle noir sur case blanche e4 · cercle noir sur case blanche b3 · cercle noir sur case blanche d3 · cercle noir sur case blanche f3 · cercle noir sur case blanche a2 · cercle noir sur case noire d2 · cercle noir sur case blanche g2 · cercle noir sur case blanche d1 · cercle noir sur case blanche h1 | cercle noir sur case blanche a8 · cercle noir sur case noire d8 · cercle noir sur case blanche g8 · cercle noir sur case blanche b7 · cercle noir sur case blanche d7 · cercle noir sur case blanche f7 · cercle noir sur case blanche c6 · cercle noir sur case noire d6 · cercle noir sur case blanche e6 · cercle noir sur case noire a5 · cercle noir sur case blanche b5 · cercle noir sur case noire c5 · Dame noire sur case blanche d5 · cercle noir sur case noire e5 · cercle noir sur case blanche f5 · cercle noir sur case noire g5 · cercle noir sur case blanche h5 · cercle noir sur case blanche c4 · cercle noir sur case noire d4 · cercle noir sur case blanche e4 · cercle noir sur case blanche b3 · cercle noir sur case blanche d3 · cercle noir sur case blanche f3 · cercle noir sur case blanche a2 · cercle noir sur case noire d2 · cercle noir sur case blanche g2 · cercle noir sur case blanche d1 · cercle noir sur case blanche h1 | 4 |
| 3 | cercle noir sur case blanche a8 · cercle noir sur case noire d8 · cercle noir sur case blanche g8 · cercle noir sur case blanche b7 · cercle noir sur case blanche d7 · cercle noir sur case blanche f7 · cercle noir sur case blanche c6 · cercle noir sur case noire d6 · cercle noir sur case blanche e6 · cercle noir sur case noire a5 · cercle noir sur case blanche b5 · cercle noir sur case noire c5 · Dame noire sur case blanche d5 · cercle noir sur case noire e5 · cercle noir sur case blanche f5 · cercle noir sur case noire g5 · cercle noir sur case blanche h5 · cercle noir sur case blanche c4 · cercle noir sur case noire d4 · cercle noir sur case blanche e4 · cercle noir sur case blanche b3 · cercle noir sur case blanche d3 · cercle noir sur case blanche f3 · cercle noir sur case blanche a2 · cercle noir sur case noire d2 · cercle noir sur case blanche g2 · cercle noir sur case blanche d1 · cercle noir sur case blanche h1 | cercle noir sur case blanche a8 · cercle noir sur case noire d8 · cercle noir sur case blanche g8 · cercle noir sur case blanche b7 · cercle noir sur case blanche d7 · cercle noir sur case blanche f7 · cercle noir sur case blanche c6 · cercle noir sur case noire d6 · cercle noir sur case blanche e6 · cercle noir sur case noire a5 · cercle noir sur case blanche b5 · cercle noir sur case noire c5 · Dame noire sur case blanche d5 · cercle noir sur case noire e5 · cercle noir sur case blanche f5 · cercle noir sur case noire g5 · cercle noir sur case blanche h5 · cercle noir sur case blanche c4 · cercle noir sur case noire d4 · cercle noir sur case blanche e4 · cercle noir sur case blanche b3 · cercle noir sur case blanche d3 · cercle noir sur case blanche f3 · cercle noir sur case blanche a2 · cercle noir sur case noire d2 · cercle noir sur case blanche g2 · cercle noir sur case blanche d1 · cercle noir sur case blanche h1 | cercle noir sur case blanche a8 · cercle noir sur case noire d8 · cercle noir sur case blanche g8 · cercle noir sur case blanche b7 · cercle noir sur case blanche d7 · cercle noir sur case blanche f7 · cercle noir sur case blanche c6 · cercle noir sur case noire d6 · cercle noir sur case blanche e6 · cercle noir sur case noire a5 · cercle noir sur case blanche b5 · cercle noir sur case noire c5 · Dame noire sur case blanche d5 · cercle noir sur case noire e5 · cercle noir sur case blanche f5 · cercle noir sur case noire g5 · cercle noir sur case blanche h5 · cercle noir sur case blanche c4 · cercle noir sur case noire d4 · cercle noir sur case blanche e4 · cercle noir sur case blanche b3 · cercle noir sur case blanche d3 · cercle noir sur case blanche f3 · cercle noir sur case blanche a2 · cercle noir sur case noire d2 · cercle noir sur case blanche g2 · cercle noir sur case blanche d1 · cercle noir sur case blanche h1 | cercle noir sur case blanche a8 · cercle noir sur case noire d8 · cercle noir sur case blanche g8 · cercle noir sur case blanche b7 · cercle noir sur case blanche d7 · cercle noir sur case blanche f7 · cercle noir sur case blanche c6 · cercle noir sur case noire d6 · cercle noir sur case blanche e6 · cercle noir sur case noire a5 · cercle noir sur case blanche b5 · cercle noir sur case noire c5 · Dame noire sur case blanche d5 · cercle noir sur case noire e5 · cercle noir sur case blanche f5 · cercle noir sur case noire g5 · cercle noir sur case blanche h5 · cercle noir sur case blanche c4 · cercle noir sur case noire d4 · cercle noir sur case blanche e4 · cercle noir sur case blanche b3 · cercle noir sur case blanche d3 · cercle noir sur case blanche f3 · cercle noir sur case blanche a2 · cercle noir sur case noire d2 · cercle noir sur case blanche g2 · cercle noir sur case blanche d1 · cercle noir sur case blanche h1 | cercle noir sur case blanche a8 · cercle noir sur case noire d8 · cercle noir sur case blanche g8 · cercle noir sur case blanche b7 · cercle noir sur case blanche d7 · cercle noir sur case blanche f7 · cercle noir sur case blanche c6 · cercle noir sur case noire d6 · cercle noir sur case blanche e6 · cercle noir sur case noire a5 · cercle noir sur case blanche b5 · cercle noir sur case noire c5 · Dame noire sur case blanche d5 · cercle noir sur case noire e5 · cercle noir sur case blanche f5 · cercle noir sur case noire g5 · cercle noir sur case blanche h5 · cercle noir sur case blanche c4 · cercle noir sur case noire d4 · cercle noir sur case blanche e4 · cercle noir sur case blanche b3 · cercle noir sur case blanche d3 · cercle noir sur case blanche f3 · cercle noir sur case blanche a2 · cercle noir sur case noire d2 · cercle noir sur case blanche g2 · cercle noir sur case blanche d1 · cercle noir sur case blanche h1 | cercle noir sur case blanche a8 · cercle noir sur case noire d8 · cercle noir sur case blanche g8 · cercle noir sur case blanche b7 · cercle noir sur case blanche d7 · cercle noir sur case blanche f7 · cercle noir sur case blanche c6 · cercle noir sur case noire d6 · cercle noir sur case blanche e6 · cercle noir sur case noire a5 · cercle noir sur case blanche b5 · cercle noir sur case noire c5 · Dame noire sur case blanche d5 · cercle noir sur case noire e5 · cercle noir sur case blanche f5 · cercle noir sur case noire g5 · cercle noir sur case blanche h5 · cercle noir sur case blanche c4 · cercle noir sur case noire d4 · cercle noir sur case blanche e4 · cercle noir sur case blanche b3 · cercle noir sur case blanche d3 · cercle noir sur case blanche f3 · cercle noir sur case blanche a2 · cercle noir sur case noire d2 · cercle noir sur case blanche g2 · cercle noir sur case blanche d1 · cercle noir sur case blanche h1 | cercle noir sur case blanche a8 · cercle noir sur case noire d8 · cercle noir sur case blanche g8 · cercle noir sur case blanche b7 · cercle noir sur case blanche d7 · cercle noir sur case blanche f7 · cercle noir sur case blanche c6 · cercle noir sur case noire d6 · cercle noir sur case blanche e6 · cercle noir sur case noire a5 · cercle noir sur case blanche b5 · cercle noir sur case noire c5 · Dame noire sur case blanche d5 · cercle noir sur case noire e5 · cercle noir sur case blanche f5 · cercle noir sur case noire g5 · cercle noir sur case blanche h5 · cercle noir sur case blanche c4 · cercle noir sur case noire d4 · cercle noir sur case blanche e4 · cercle noir sur case blanche b3 · cercle noir sur case blanche d3 · cercle noir sur case blanche f3 · cercle noir sur case blanche a2 · cercle noir sur case noire d2 · cercle noir sur case blanche g2 · cercle noir sur case blanche d1 · cercle noir sur case blanche h1 | cercle noir sur case blanche a8 · cercle noir sur case noire d8 · cercle noir sur case blanche g8 · cercle noir sur case blanche b7 · cercle noir sur case blanche d7 · cercle noir sur case blanche f7 · cercle noir sur case blanche c6 · cercle noir sur case noire d6 · cercle noir sur case blanche e6 · cercle noir sur case noire a5 · cercle noir sur case blanche b5 · cercle noir sur case noire c5 · Dame noire sur case blanche d5 · cercle noir sur case noire e5 · cercle noir sur case blanche f5 · cercle noir sur case noire g5 · cercle noir sur case blanche h5 · cercle noir sur case blanche c4 · cercle noir sur case noire d4 · cercle noir sur case blanche e4 · cercle noir sur case blanche b3 · cercle noir sur case blanche d3 · cercle noir sur case blanche f3 · cercle noir sur case blanche a2 · cercle noir sur case noire d2 · cercle noir sur case blanche g2 · cercle noir sur case blanche d1 · cercle noir sur case blanche h1 | 3 |
| 2 | cercle noir sur case blanche a8 · cercle noir sur case noire d8 · cercle noir sur case blanche g8 · cercle noir sur case blanche b7 · cercle noir sur case blanche d7 · cercle noir sur case blanche f7 · cercle noir sur case blanche c6 · cercle noir sur case noire d6 · cercle noir sur case blanche e6 · cercle noir sur case noire a5 · cercle noir sur case blanche b5 · cercle noir sur case noire c5 · Dame noire sur case blanche d5 · cercle noir sur case noire e5 · cercle noir sur case blanche f5 · cercle noir sur case noire g5 · cercle noir sur case blanche h5 · cercle noir sur case blanche c4 · cercle noir sur case noire d4 · cercle noir sur case blanche e4 · cercle noir sur case blanche b3 · cercle noir sur case blanche d3 · cercle noir sur case blanche f3 · cercle noir sur case blanche a2 · cercle noir sur case noire d2 · cercle noir sur case blanche g2 · cercle noir sur case blanche d1 · cercle noir sur case blanche h1 | cercle noir sur case blanche a8 · cercle noir sur case noire d8 · cercle noir sur case blanche g8 · cercle noir sur case blanche b7 · cercle noir sur case blanche d7 · cercle noir sur case blanche f7 · cercle noir sur case blanche c6 · cercle noir sur case noire d6 · cercle noir sur case blanche e6 · cercle noir sur case noire a5 · cercle noir sur case blanche b5 · cercle noir sur case noire c5 · Dame noire sur case blanche d5 · cercle noir sur case noire e5 · cercle noir sur case blanche f5 · cercle noir sur case noire g5 · cercle noir sur case blanche h5 · cercle noir sur case blanche c4 · cercle noir sur case noire d4 · cercle noir sur case blanche e4 · cercle noir sur case blanche b3 · cercle noir sur case blanche d3 · cercle noir sur case blanche f3 · cercle noir sur case blanche a2 · cercle noir sur case noire d2 · cercle noir sur case blanche g2 · cercle noir sur case blanche d1 · cercle noir sur case blanche h1 | cercle noir sur case blanche a8 · cercle noir sur case noire d8 · cercle noir sur case blanche g8 · cercle noir sur case blanche b7 · cercle noir sur case blanche d7 · cercle noir sur case blanche f7 · cercle noir sur case blanche c6 · cercle noir sur case noire d6 · cercle noir sur case blanche e6 · cercle noir sur case noire a5 · cercle noir sur case blanche b5 · cercle noir sur case noire c5 · Dame noire sur case blanche d5 · cercle noir sur case noire e5 · cercle noir sur case blanche f5 · cercle noir sur case noire g5 · cercle noir sur case blanche h5 · cercle noir sur case blanche c4 · cercle noir sur case noire d4 · cercle noir sur case blanche e4 · cercle noir sur case blanche b3 · cercle noir sur case blanche d3 · cercle noir sur case blanche f3 · cercle noir sur case blanche a2 · cercle noir sur case noire d2 · cercle noir sur case blanche g2 · cercle noir sur case blanche d1 · cercle noir sur case blanche h1 | cercle noir sur case blanche a8 · cercle noir sur case noire d8 · cercle noir sur case blanche g8 · cercle noir sur case blanche b7 · cercle noir sur case blanche d7 · cercle noir sur case blanche f7 · cercle noir sur case blanche c6 · cercle noir sur case noire d6 · cercle noir sur case blanche e6 · cercle noir sur case noire a5 · cercle noir sur case blanche b5 · cercle noir sur case noire c5 · Dame noire sur case blanche d5 · cercle noir sur case noire e5 · cercle noir sur case blanche f5 · cercle noir sur case noire g5 · cercle noir sur case blanche h5 · cercle noir sur case blanche c4 · cercle noir sur case noire d4 · cercle noir sur case blanche e4 · cercle noir sur case blanche b3 · cercle noir sur case blanche d3 · cercle noir sur case blanche f3 · cercle noir sur case blanche a2 · cercle noir sur case noire d2 · cercle noir sur case blanche g2 · cercle noir sur case blanche d1 · cercle noir sur case blanche h1 | cercle noir sur case blanche a8 · cercle noir sur case noire d8 · cercle noir sur case blanche g8 · cercle noir sur case blanche b7 · cercle noir sur case blanche d7 · cercle noir sur case blanche f7 · cercle noir sur case blanche c6 · cercle noir sur case noire d6 · cercle noir sur case blanche e6 · cercle noir sur case noire a5 · cercle noir sur case blanche b5 · cercle noir sur case noire c5 · Dame noire sur case blanche d5 · cercle noir sur case noire e5 · cercle noir sur case blanche f5 · cercle noir sur case noire g5 · cercle noir sur case blanche h5 · cercle noir sur case blanche c4 · cercle noir sur case noire d4 · cercle noir sur case blanche e4 · cercle noir sur case blanche b3 · cercle noir sur case blanche d3 · cercle noir sur case blanche f3 · cercle noir sur case blanche a2 · cercle noir sur case noire d2 · cercle noir sur case blanche g2 · cercle noir sur case blanche d1 · cercle noir sur case blanche h1 | cercle noir sur case blanche a8 · cercle noir sur case noire d8 · cercle noir sur case blanche g8 · cercle noir sur case blanche b7 · cercle noir sur case blanche d7 · cercle noir sur case blanche f7 · cercle noir sur case blanche c6 · cercle noir sur case noire d6 · cercle noir sur case blanche e6 · cercle noir sur case noire a5 · cercle noir sur case blanche b5 · cercle noir sur case noire c5 · Dame noire sur case blanche d5 · cercle noir sur case noire e5 · cercle noir sur case blanche f5 · cercle noir sur case noire g5 · cercle noir sur case blanche h5 · cercle noir sur case blanche c4 · cercle noir sur case noire d4 · cercle noir sur case blanche e4 · cercle noir sur case blanche b3 · cercle noir sur case blanche d3 · cercle noir sur case blanche f3 · cercle noir sur case blanche a2 · cercle noir sur case noire d2 · cercle noir sur case blanche g2 · cercle noir sur case blanche d1 · cercle noir sur case blanche h1 | cercle noir sur case blanche a8 · cercle noir sur case noire d8 · cercle noir sur case blanche g8 · cercle noir sur case blanche b7 · cercle noir sur case blanche d7 · cercle noir sur case blanche f7 · cercle noir sur case blanche c6 · cercle noir sur case noire d6 · cercle noir sur case blanche e6 · cercle noir sur case noire a5 · cercle noir sur case blanche b5 · cercle noir sur case noire c5 · Dame noire sur case blanche d5 · cercle noir sur case noire e5 · cercle noir sur case blanche f5 · cercle noir sur case noire g5 · cercle noir sur case blanche h5 · cercle noir sur case blanche c4 · cercle noir sur case noire d4 · cercle noir sur case blanche e4 · cercle noir sur case blanche b3 · cercle noir sur case blanche d3 · cercle noir sur case blanche f3 · cercle noir sur case blanche a2 · cercle noir sur case noire d2 · cercle noir sur case blanche g2 · cercle noir sur case blanche d1 · cercle noir sur case blanche h1 | cercle noir sur case blanche a8 · cercle noir sur case noire d8 · cercle noir sur case blanche g8 · cercle noir sur case blanche b7 · cercle noir sur case blanche d7 · cercle noir sur case blanche f7 · cercle noir sur case blanche c6 · cercle noir sur case noire d6 · cercle noir sur case blanche e6 · cercle noir sur case noire a5 · cercle noir sur case blanche b5 · cercle noir sur case noire c5 · Dame noire sur case blanche d5 · cercle noir sur case noire e5 · cercle noir sur case blanche f5 · cercle noir sur case noire g5 · cercle noir sur case blanche h5 · cercle noir sur case blanche c4 · cercle noir sur case noire d4 · cercle noir sur case blanche e4 · cercle noir sur case blanche b3 · cercle noir sur case blanche d3 · cercle noir sur case blanche f3 · cercle noir sur case blanche a2 · cercle noir sur case noire d2 · cercle noir sur case blanche g2 · cercle noir sur case blanche d1 · cercle noir sur case blanche h1 | 2 |
| 1 | cercle noir sur case blanche a8 · cercle noir sur case noire d8 · cercle noir sur case blanche g8 · cercle noir sur case blanche b7 · cercle noir sur case blanche d7 · cercle noir sur case blanche f7 · cercle noir sur case blanche c6 · cercle noir sur case noire d6 · cercle noir sur case blanche e6 · cercle noir sur case noire a5 · cercle noir sur case blanche b5 · cercle noir sur case noire c5 · Dame noire sur case blanche d5 · cercle noir sur case noire e5 · cercle noir sur case blanche f5 · cercle noir sur case noire g5 · cercle noir sur case blanche h5 · cercle noir sur case blanche c4 · cercle noir sur case noire d4 · cercle noir sur case blanche e4 · cercle noir sur case blanche b3 · cercle noir sur case blanche d3 · cercle noir sur case blanche f3 · cercle noir sur case blanche a2 · cercle noir sur case noire d2 · cercle noir sur case blanche g2 · cercle noir sur case blanche d1 · cercle noir sur case blanche h1 | cercle noir sur case blanche a8 · cercle noir sur case noire d8 · cercle noir sur case blanche g8 · cercle noir sur case blanche b7 · cercle noir sur case blanche d7 · cercle noir sur case blanche f7 · cercle noir sur case blanche c6 · cercle noir sur case noire d6 · cercle noir sur case blanche e6 · cercle noir sur case noire a5 · cercle noir sur case blanche b5 · cercle noir sur case noire c5 · Dame noire sur case blanche d5 · cercle noir sur case noire e5 · cercle noir sur case blanche f5 · cercle noir sur case noire g5 · cercle noir sur case blanche h5 · cercle noir sur case blanche c4 · cercle noir sur case noire d4 · cercle noir sur case blanche e4 · cercle noir sur case blanche b3 · cercle noir sur case blanche d3 · cercle noir sur case blanche f3 · cercle noir sur case blanche a2 · cercle noir sur case noire d2 · cercle noir sur case blanche g2 · cercle noir sur case blanche d1 · cercle noir sur case blanche h1 | cercle noir sur case blanche a8 · cercle noir sur case noire d8 · cercle noir sur case blanche g8 · cercle noir sur case blanche b7 · cercle noir sur case blanche d7 · cercle noir sur case blanche f7 · cercle noir sur case blanche c6 · cercle noir sur case noire d6 · cercle noir sur case blanche e6 · cercle noir sur case noire a5 · cercle noir sur case blanche b5 · cercle noir sur case noire c5 · Dame noire sur case blanche d5 · cercle noir sur case noire e5 · cercle noir sur case blanche f5 · cercle noir sur case noire g5 · cercle noir sur case blanche h5 · cercle noir sur case blanche c4 · cercle noir sur case noire d4 · cercle noir sur case blanche e4 · cercle noir sur case blanche b3 · cercle noir sur case blanche d3 · cercle noir sur case blanche f3 · cercle noir sur case blanche a2 · cercle noir sur case noire d2 · cercle noir sur case blanche g2 · cercle noir sur case blanche d1 · cercle noir sur case blanche h1 | cercle noir sur case blanche a8 · cercle noir sur case noire d8 · cercle noir sur case blanche g8 · cercle noir sur case blanche b7 · cercle noir sur case blanche d7 · cercle noir sur case blanche f7 · cercle noir sur case blanche c6 · cercle noir sur case noire d6 · cercle noir sur case blanche e6 · cercle noir sur case noire a5 · cercle noir sur case blanche b5 · cercle noir sur case noire c5 · Dame noire sur case blanche d5 · cercle noir sur case noire e5 · cercle noir sur case blanche f5 · cercle noir sur case noire g5 · cercle noir sur case blanche h5 · cercle noir sur case blanche c4 · cercle noir sur case noire d4 · cercle noir sur case blanche e4 · cercle noir sur case blanche b3 · cercle noir sur case blanche d3 · cercle noir sur case blanche f3 · cercle noir sur case blanche a2 · cercle noir sur case noire d2 · cercle noir sur case blanche g2 · cercle noir sur case blanche d1 · cercle noir sur case blanche h1 | cercle noir sur case blanche a8 · cercle noir sur case noire d8 · cercle noir sur case blanche g8 · cercle noir sur case blanche b7 · cercle noir sur case blanche d7 · cercle noir sur case blanche f7 · cercle noir sur case blanche c6 · cercle noir sur case noire d6 · cercle noir sur case blanche e6 · cercle noir sur case noire a5 · cercle noir sur case blanche b5 · cercle noir sur case noire c5 · Dame noire sur case blanche d5 · cercle noir sur case noire e5 · cercle noir sur case blanche f5 · cercle noir sur case noire g5 · cercle noir sur case blanche h5 · cercle noir sur case blanche c4 · cercle noir sur case noire d4 · cercle noir sur case blanche e4 · cercle noir sur case blanche b3 · cercle noir sur case blanche d3 · cercle noir sur case blanche f3 · cercle noir sur case blanche a2 · cercle noir sur case noire d2 · cercle noir sur case blanche g2 · cercle noir sur case blanche d1 · cercle noir sur case blanche h1 | cercle noir sur case blanche a8 · cercle noir sur case noire d8 · cercle noir sur case blanche g8 · cercle noir sur case blanche b7 · cercle noir sur case blanche d7 · cercle noir sur case blanche f7 · cercle noir sur case blanche c6 · cercle noir sur case noire d6 · cercle noir sur case blanche e6 · cercle noir sur case noire a5 · cercle noir sur case blanche b5 · cercle noir sur case noire c5 · Dame noire sur case blanche d5 · cercle noir sur case noire e5 · cercle noir sur case blanche f5 · cercle noir sur case noire g5 · cercle noir sur case blanche h5 · cercle noir sur case blanche c4 · cercle noir sur case noire d4 · cercle noir sur case blanche e4 · cercle noir sur case blanche b3 · cercle noir sur case blanche d3 · cercle noir sur case blanche f3 · cercle noir sur case blanche a2 · cercle noir sur case noire d2 · cercle noir sur case blanche g2 · cercle noir sur case blanche d1 · cercle noir sur case blanche h1 | cercle noir sur case blanche a8 · cercle noir sur case noire d8 · cercle noir sur case blanche g8 · cercle noir sur case blanche b7 · cercle noir sur case blanche d7 · cercle noir sur case blanche f7 · cercle noir sur case blanche c6 · cercle noir sur case noire d6 · cercle noir sur case blanche e6 · cercle noir sur case noire a5 · cercle noir sur case blanche b5 · cercle noir sur case noire c5 · Dame noire sur case blanche d5 · cercle noir sur case noire e5 · cercle noir sur case blanche f5 · cercle noir sur case noire g5 · cercle noir sur case blanche h5 · cercle noir sur case blanche c4 · cercle noir sur case noire d4 · cercle noir sur case blanche e4 · cercle noir sur case blanche b3 · cercle noir sur case blanche d3 · cercle noir sur case blanche f3 · cercle noir sur case blanche a2 · cercle noir sur case noire d2 · cercle noir sur case blanche g2 · cercle noir sur case blanche d1 · cercle noir sur case blanche h1 | cercle noir sur case blanche a8 · cercle noir sur case noire d8 · cercle noir sur case blanche g8 · cercle noir sur case blanche b7 · cercle noir sur case blanche d7 · cercle noir sur case blanche f7 · cercle noir sur case blanche c6 · cercle noir sur case noire d6 · cercle noir sur case blanche e6 · cercle noir sur case noire a5 · cercle noir sur case blanche b5 · cercle noir sur case noire c5 · Dame noire sur case blanche d5 · cercle noir sur case noire e5 · cercle noir sur case blanche f5 · cercle noir sur case noire g5 · cercle noir sur case blanche h5 · cercle noir sur case blanche c4 · cercle noir sur case noire d4 · cercle noir sur case blanche e4 · cercle noir sur case blanche b3 · cercle noir sur case blanche d3 · cercle noir sur case blanche f3 · cercle noir sur case blanche a2 · cercle noir sur case noire d2 · cercle noir sur case blanche g2 · cercle noir sur case blanche d1 · cercle noir sur case blanche h1 | 1 |
|   | a | b | c | d | e | f | g | h |   |

##### Le cavalier
|   | a | b | c | d | e | f | g | h |   |
| 8 | cercle noir sur case blanche c6 · cercle noir sur case blanche e6 · cercle noir sur case blanche b5 · cercle noir sur case blanche f5 · Cavalier blanc sur case noire d4 · cercle noir sur case blanche b3 · cercle noir sur case blanche f3 · cercle noir sur case blanche c2 · cercle noir sur case blanche e2 | cercle noir sur case blanche c6 · cercle noir sur case blanche e6 · cercle noir sur case blanche b5 · cercle noir sur case blanche f5 · Cavalier blanc sur case noire d4 · cercle noir sur case blanche b3 · cercle noir sur case blanche f3 · cercle noir sur case blanche c2 · cercle noir sur case blanche e2 | cercle noir sur case blanche c6 · cercle noir sur case blanche e6 · cercle noir sur case blanche b5 · cercle noir sur case blanche f5 · Cavalier blanc sur case noire d4 · cercle noir sur case blanche b3 · cercle noir sur case blanche f3 · cercle noir sur case blanche c2 · cercle noir sur case blanche e2 | cercle noir sur case blanche c6 · cercle noir sur case blanche e6 · cercle noir sur case blanche b5 · cercle noir sur case blanche f5 · Cavalier blanc sur case noire d4 · cercle noir sur case blanche b3 · cercle noir sur case blanche f3 · cercle noir sur case blanche c2 · cercle noir sur case blanche e2 | cercle noir sur case blanche c6 · cercle noir sur case blanche e6 · cercle noir sur case blanche b5 · cercle noir sur case blanche f5 · Cavalier blanc sur case noire d4 · cercle noir sur case blanche b3 · cercle noir sur case blanche f3 · cercle noir sur case blanche c2 · cercle noir sur case blanche e2 | cercle noir sur case blanche c6 · cercle noir sur case blanche e6 · cercle noir sur case blanche b5 · cercle noir sur case blanche f5 · Cavalier blanc sur case noire d4 · cercle noir sur case blanche b3 · cercle noir sur case blanche f3 · cercle noir sur case blanche c2 · cercle noir sur case blanche e2 | cercle noir sur case blanche c6 · cercle noir sur case blanche e6 · cercle noir sur case blanche b5 · cercle noir sur case blanche f5 · Cavalier blanc sur case noire d4 · cercle noir sur case blanche b3 · cercle noir sur case blanche f3 · cercle noir sur case blanche c2 · cercle noir sur case blanche e2 | cercle noir sur case blanche c6 · cercle noir sur case blanche e6 · cercle noir sur case blanche b5 · cercle noir sur case blanche f5 · Cavalier blanc sur case noire d4 · cercle noir sur case blanche b3 · cercle noir sur case blanche f3 · cercle noir sur case blanche c2 · cercle noir sur case blanche e2 | 8 |
| 7 | cercle noir sur case blanche c6 · cercle noir sur case blanche e6 · cercle noir sur case blanche b5 · cercle noir sur case blanche f5 · Cavalier blanc sur case noire d4 · cercle noir sur case blanche b3 · cercle noir sur case blanche f3 · cercle noir sur case blanche c2 · cercle noir sur case blanche e2 | cercle noir sur case blanche c6 · cercle noir sur case blanche e6 · cercle noir sur case blanche b5 · cercle noir sur case blanche f5 · Cavalier blanc sur case noire d4 · cercle noir sur case blanche b3 · cercle noir sur case blanche f3 · cercle noir sur case blanche c2 · cercle noir sur case blanche e2 | cercle noir sur case blanche c6 · cercle noir sur case blanche e6 · cercle noir sur case blanche b5 · cercle noir sur case blanche f5 · Cavalier blanc sur case noire d4 · cercle noir sur case blanche b3 · cercle noir sur case blanche f3 · cercle noir sur case blanche c2 · cercle noir sur case blanche e2 | cercle noir sur case blanche c6 · cercle noir sur case blanche e6 · cercle noir sur case blanche b5 · cercle noir sur case blanche f5 · Cavalier blanc sur case noire d4 · cercle noir sur case blanche b3 · cercle noir sur case blanche f3 · cercle noir sur case blanche c2 · cercle noir sur case blanche e2 | cercle noir sur case blanche c6 · cercle noir sur case blanche e6 · cercle noir sur case blanche b5 · cercle noir sur case blanche f5 · Cavalier blanc sur case noire d4 · cercle noir sur case blanche b3 · cercle noir sur case blanche f3 · cercle noir sur case blanche c2 · cercle noir sur case blanche e2 | cercle noir sur case blanche c6 · cercle noir sur case blanche e6 · cercle noir sur case blanche b5 · cercle noir sur case blanche f5 · Cavalier blanc sur case noire d4 · cercle noir sur case blanche b3 · cercle noir sur case blanche f3 · cercle noir sur case blanche c2 · cercle noir sur case blanche e2 | cercle noir sur case blanche c6 · cercle noir sur case blanche e6 · cercle noir sur case blanche b5 · cercle noir sur case blanche f5 · Cavalier blanc sur case noire d4 · cercle noir sur case blanche b3 · cercle noir sur case blanche f3 · cercle noir sur case blanche c2 · cercle noir sur case blanche e2 | cercle noir sur case blanche c6 · cercle noir sur case blanche e6 · cercle noir sur case blanche b5 · cercle noir sur case blanche f5 · Cavalier blanc sur case noire d4 · cercle noir sur case blanche b3 · cercle noir sur case blanche f3 · cercle noir sur case blanche c2 · cercle noir sur case blanche e2 | 7 |
| 6 | cercle noir sur case blanche c6 · cercle noir sur case blanche e6 · cercle noir sur case blanche b5 · cercle noir sur case blanche f5 · Cavalier blanc sur case noire d4 · cercle noir sur case blanche b3 · cercle noir sur case blanche f3 · cercle noir sur case blanche c2 · cercle noir sur case blanche e2 | cercle noir sur case blanche c6 · cercle noir sur case blanche e6 · cercle noir sur case blanche b5 · cercle noir sur case blanche f5 · Cavalier blanc sur case noire d4 · cercle noir sur case blanche b3 · cercle noir sur case blanche f3 · cercle noir sur case blanche c2 · cercle noir sur case blanche e2 | cercle noir sur case blanche c6 · cercle noir sur case blanche e6 · cercle noir sur case blanche b5 · cercle noir sur case blanche f5 · Cavalier blanc sur case noire d4 · cercle noir sur case blanche b3 · cercle noir sur case blanche f3 · cercle noir sur case blanche c2 · cercle noir sur case blanche e2 | cercle noir sur case blanche c6 · cercle noir sur case blanche e6 · cercle noir sur case blanche b5 · cercle noir sur case blanche f5 · Cavalier blanc sur case noire d4 · cercle noir sur case blanche b3 · cercle noir sur case blanche f3 · cercle noir sur case blanche c2 · cercle noir sur case blanche e2 | cercle noir sur case blanche c6 · cercle noir sur case blanche e6 · cercle noir sur case blanche b5 · cercle noir sur case blanche f5 · Cavalier blanc sur case noire d4 · cercle noir sur case blanche b3 · cercle noir sur case blanche f3 · cercle noir sur case blanche c2 · cercle noir sur case blanche e2 | cercle noir sur case blanche c6 · cercle noir sur case blanche e6 · cercle noir sur case blanche b5 · cercle noir sur case blanche f5 · Cavalier blanc sur case noire d4 · cercle noir sur case blanche b3 · cercle noir sur case blanche f3 · cercle noir sur case blanche c2 · cercle noir sur case blanche e2 | cercle noir sur case blanche c6 · cercle noir sur case blanche e6 · cercle noir sur case blanche b5 · cercle noir sur case blanche f5 · Cavalier blanc sur case noire d4 · cercle noir sur case blanche b3 · cercle noir sur case blanche f3 · cercle noir sur case blanche c2 · cercle noir sur case blanche e2 | cercle noir sur case blanche c6 · cercle noir sur case blanche e6 · cercle noir sur case blanche b5 · cercle noir sur case blanche f5 · Cavalier blanc sur case noire d4 · cercle noir sur case blanche b3 · cercle noir sur case blanche f3 · cercle noir sur case blanche c2 · cercle noir sur case blanche e2 | 6 |
| 5 | cercle noir sur case blanche c6 · cercle noir sur case blanche e6 · cercle noir sur case blanche b5 · cercle noir sur case blanche f5 · Cavalier blanc sur case noire d4 · cercle noir sur case blanche b3 · cercle noir sur case blanche f3 · cercle noir sur case blanche c2 · cercle noir sur case blanche e2 | cercle noir sur case blanche c6 · cercle noir sur case blanche e6 · cercle noir sur case blanche b5 · cercle noir sur case blanche f5 · Cavalier blanc sur case noire d4 · cercle noir sur case blanche b3 · cercle noir sur case blanche f3 · cercle noir sur case blanche c2 · cercle noir sur case blanche e2 | cercle noir sur case blanche c6 · cercle noir sur case blanche e6 · cercle noir sur case blanche b5 · cercle noir sur case blanche f5 · Cavalier blanc sur case noire d4 · cercle noir sur case blanche b3 · cercle noir sur case blanche f3 · cercle noir sur case blanche c2 · cercle noir sur case blanche e2 | cercle noir sur case blanche c6 · cercle noir sur case blanche e6 · cercle noir sur case blanche b5 · cercle noir sur case blanche f5 · Cavalier blanc sur case noire d4 · cercle noir sur case blanche b3 · cercle noir sur case blanche f3 · cercle noir sur case blanche c2 · cercle noir sur case blanche e2 | cercle noir sur case blanche c6 · cercle noir sur case blanche e6 · cercle noir sur case blanche b5 · cercle noir sur case blanche f5 · Cavalier blanc sur case noire d4 · cercle noir sur case blanche b3 · cercle noir sur case blanche f3 · cercle noir sur case blanche c2 · cercle noir sur case blanche e2 | cercle noir sur case blanche c6 · cercle noir sur case blanche e6 · cercle noir sur case blanche b5 · cercle noir sur case blanche f5 · Cavalier blanc sur case noire d4 · cercle noir sur case blanche b3 · cercle noir sur case blanche f3 · cercle noir sur case blanche c2 · cercle noir sur case blanche e2 | cercle noir sur case blanche c6 · cercle noir sur case blanche e6 · cercle noir sur case blanche b5 · cercle noir sur case blanche f5 · Cavalier blanc sur case noire d4 · cercle noir sur case blanche b3 · cercle noir sur case blanche f3 · cercle noir sur case blanche c2 · cercle noir sur case blanche e2 | cercle noir sur case blanche c6 · cercle noir sur case blanche e6 · cercle noir sur case blanche b5 · cercle noir sur case blanche f5 · Cavalier blanc sur case noire d4 · cercle noir sur case blanche b3 · cercle noir sur case blanche f3 · cercle noir sur case blanche c2 · cercle noir sur case blanche e2 | 5 |
| 4 | cercle noir sur case blanche c6 · cercle noir sur case blanche e6 · cercle noir sur case blanche b5 · cercle noir sur case blanche f5 · Cavalier blanc sur case noire d4 · cercle noir sur case blanche b3 · cercle noir sur case blanche f3 · cercle noir sur case blanche c2 · cercle noir sur case blanche e2 | cercle noir sur case blanche c6 · cercle noir sur case blanche e6 · cercle noir sur case blanche b5 · cercle noir sur case blanche f5 · Cavalier blanc sur case noire d4 · cercle noir sur case blanche b3 · cercle noir sur case blanche f3 · cercle noir sur case blanche c2 · cercle noir sur case blanche e2 | cercle noir sur case blanche c6 · cercle noir sur case blanche e6 · cercle noir sur case blanche b5 · cercle noir sur case blanche f5 · Cavalier blanc sur case noire d4 · cercle noir sur case blanche b3 · cercle noir sur case blanche f3 · cercle noir sur case blanche c2 · cercle noir sur case blanche e2 | cercle noir sur case blanche c6 · cercle noir sur case blanche e6 · cercle noir sur case blanche b5 · cercle noir sur case blanche f5 · Cavalier blanc sur case noire d4 · cercle noir sur case blanche b3 · cercle noir sur case blanche f3 · cercle noir sur case blanche c2 · cercle noir sur case blanche e2 | cercle noir sur case blanche c6 · cercle noir sur case blanche e6 · cercle noir sur case blanche b5 · cercle noir sur case blanche f5 · Cavalier blanc sur case noire d4 · cercle noir sur case blanche b3 · cercle noir sur case blanche f3 · cercle noir sur case blanche c2 · cercle noir sur case blanche e2 | cercle noir sur case blanche c6 · cercle noir sur case blanche e6 · cercle noir sur case blanche b5 · cercle noir sur case blanche f5 · Cavalier blanc sur case noire d4 · cercle noir sur case blanche b3 · cercle noir sur case blanche f3 · cercle noir sur case blanche c2 · cercle noir sur case blanche e2 | cercle noir sur case blanche c6 · cercle noir sur case blanche e6 · cercle noir sur case blanche b5 · cercle noir sur case blanche f5 · Cavalier blanc sur case noire d4 · cercle noir sur case blanche b3 · cercle noir sur case blanche f3 · cercle noir sur case blanche c2 · cercle noir sur case blanche e2 | cercle noir sur case blanche c6 · cercle noir sur case blanche e6 · cercle noir sur case blanche b5 · cercle noir sur case blanche f5 · Cavalier blanc sur case noire d4 · cercle noir sur case blanche b3 · cercle noir sur case blanche f3 · cercle noir sur case blanche c2 · cercle noir sur case blanche e2 | 4 |
| 3 | cercle noir sur case blanche c6 · cercle noir sur case blanche e6 · cercle noir sur case blanche b5 · cercle noir sur case blanche f5 · Cavalier blanc sur case noire d4 · cercle noir sur case blanche b3 · cercle noir sur case blanche f3 · cercle noir sur case blanche c2 · cercle noir sur case blanche e2 | cercle noir sur case blanche c6 · cercle noir sur case blanche e6 · cercle noir sur case blanche b5 · cercle noir sur case blanche f5 · Cavalier blanc sur case noire d4 · cercle noir sur case blanche b3 · cercle noir sur case blanche f3 · cercle noir sur case blanche c2 · cercle noir sur case blanche e2 | cercle noir sur case blanche c6 · cercle noir sur case blanche e6 · cercle noir sur case blanche b5 · cercle noir sur case blanche f5 · Cavalier blanc sur case noire d4 · cercle noir sur case blanche b3 · cercle noir sur case blanche f3 · cercle noir sur case blanche c2 · cercle noir sur case blanche e2 | cercle noir sur case blanche c6 · cercle noir sur case blanche e6 · cercle noir sur case blanche b5 · cercle noir sur case blanche f5 · Cavalier blanc sur case noire d4 · cercle noir sur case blanche b3 · cercle noir sur case blanche f3 · cercle noir sur case blanche c2 · cercle noir sur case blanche e2 | cercle noir sur case blanche c6 · cercle noir sur case blanche e6 · cercle noir sur case blanche b5 · cercle noir sur case blanche f5 · Cavalier blanc sur case noire d4 · cercle noir sur case blanche b3 · cercle noir sur case blanche f3 · cercle noir sur case blanche c2 · cercle noir sur case blanche e2 | cercle noir sur case blanche c6 · cercle noir sur case blanche e6 · cercle noir sur case blanche b5 · cercle noir sur case blanche f5 · Cavalier blanc sur case noire d4 · cercle noir sur case blanche b3 · cercle noir sur case blanche f3 · cercle noir sur case blanche c2 · cercle noir sur case blanche e2 | cercle noir sur case blanche c6 · cercle noir sur case blanche e6 · cercle noir sur case blanche b5 · cercle noir sur case blanche f5 · Cavalier blanc sur case noire d4 · cercle noir sur case blanche b3 · cercle noir sur case blanche f3 · cercle noir sur case blanche c2 · cercle noir sur case blanche e2 | cercle noir sur case blanche c6 · cercle noir sur case blanche e6 · cercle noir sur case blanche b5 · cercle noir sur case blanche f5 · Cavalier blanc sur case noire d4 · cercle noir sur case blanche b3 · cercle noir sur case blanche f3 · cercle noir sur case blanche c2 · cercle noir sur case blanche e2 | 3 |
| 2 | cercle noir sur case blanche c6 · cercle noir sur case blanche e6 · cercle noir sur case blanche b5 · cercle noir sur case blanche f5 · Cavalier blanc sur case noire d4 · cercle noir sur case blanche b3 · cercle noir sur case blanche f3 · cercle noir sur case blanche c2 · cercle noir sur case blanche e2 | cercle noir sur case blanche c6 · cercle noir sur case blanche e6 · cercle noir sur case blanche b5 · cercle noir sur case blanche f5 · Cavalier blanc sur case noire d4 · cercle noir sur case blanche b3 · cercle noir sur case blanche f3 · cercle noir sur case blanche c2 · cercle noir sur case blanche e2 | cercle noir sur case blanche c6 · cercle noir sur case blanche e6 · cercle noir sur case blanche b5 · cercle noir sur case blanche f5 · Cavalier blanc sur case noire d4 · cercle noir sur case blanche b3 · cercle noir sur case blanche f3 · cercle noir sur case blanche c2 · cercle noir sur case blanche e2 | cercle noir sur case blanche c6 · cercle noir sur case blanche e6 · cercle noir sur case blanche b5 · cercle noir sur case blanche f5 · Cavalier blanc sur case noire d4 · cercle noir sur case blanche b3 · cercle noir sur case blanche f3 · cercle noir sur case blanche c2 · cercle noir sur case blanche e2 | cercle noir sur case blanche c6 · cercle noir sur case blanche e6 · cercle noir sur case blanche b5 · cercle noir sur case blanche f5 · Cavalier blanc sur case noire d4 · cercle noir sur case blanche b3 · cercle noir sur case blanche f3 · cercle noir sur case blanche c2 · cercle noir sur case blanche e2 | cercle noir sur case blanche c6 · cercle noir sur case blanche e6 · cercle noir sur case blanche b5 · cercle noir sur case blanche f5 · Cavalier blanc sur case noire d4 · cercle noir sur case blanche b3 · cercle noir sur case blanche f3 · cercle noir sur case blanche c2 · cercle noir sur case blanche e2 | cercle noir sur case blanche c6 · cercle noir sur case blanche e6 · cercle noir sur case blanche b5 · cercle noir sur case blanche f5 · Cavalier blanc sur case noire d4 · cercle noir sur case blanche b3 · cercle noir sur case blanche f3 · cercle noir sur case blanche c2 · cercle noir sur case blanche e2 | cercle noir sur case blanche c6 · cercle noir sur case blanche e6 · cercle noir sur case blanche b5 · cercle noir sur case blanche f5 · Cavalier blanc sur case noire d4 · cercle noir sur case blanche b3 · cercle noir sur case blanche f3 · cercle noir sur case blanche c2 · cercle noir sur case blanche e2 | 2 |
| 1 | cercle noir sur case blanche c6 · cercle noir sur case blanche e6 · cercle noir sur case blanche b5 · cercle noir sur case blanche f5 · Cavalier blanc sur case noire d4 · cercle noir sur case blanche b3 · cercle noir sur case blanche f3 · cercle noir sur case blanche c2 · cercle noir sur case blanche e2 | cercle noir sur case blanche c6 · cercle noir sur case blanche e6 · cercle noir sur case blanche b5 · cercle noir sur case blanche f5 · Cavalier blanc sur case noire d4 · cercle noir sur case blanche b3 · cercle noir sur case blanche f3 · cercle noir sur case blanche c2 · cercle noir sur case blanche e2 | cercle noir sur case blanche c6 · cercle noir sur case blanche e6 · cercle noir sur case blanche b5 · cercle noir sur case blanche f5 · Cavalier blanc sur case noire d4 · cercle noir sur case blanche b3 · cercle noir sur case blanche f3 · cercle noir sur case blanche c2 · cercle noir sur case blanche e2 | cercle noir sur case blanche c6 · cercle noir sur case blanche e6 · cercle noir sur case blanche b5 · cercle noir sur case blanche f5 · Cavalier blanc sur case noire d4 · cercle noir sur case blanche b3 · cercle noir sur case blanche f3 · cercle noir sur case blanche c2 · cercle noir sur case blanche e2 | cercle noir sur case blanche c6 · cercle noir sur case blanche e6 · cercle noir sur case blanche b5 · cercle noir sur case blanche f5 · Cavalier blanc sur case noire d4 · cercle noir sur case blanche b3 · cercle noir sur case blanche f3 · cercle noir sur case blanche c2 · cercle noir sur case blanche e2 | cercle noir sur case blanche c6 · cercle noir sur case blanche e6 · cercle noir sur case blanche b5 · cercle noir sur case blanche f5 · Cavalier blanc sur case noire d4 · cercle noir sur case blanche b3 · cercle noir sur case blanche f3 · cercle noir sur case blanche c2 · cercle noir sur case blanche e2 | cercle noir sur case blanche c6 · cercle noir sur case blanche e6 · cercle noir sur case blanche b5 · cercle noir sur case blanche f5 · Cavalier blanc sur case noire d4 · cercle noir sur case blanche b3 · cercle noir sur case blanche f3 · cercle noir sur case blanche c2 · cercle noir sur case blanche e2 | cercle noir sur case blanche c6 · cercle noir sur case blanche e6 · cercle noir sur case blanche b5 · cercle noir sur case blanche f5 · Cavalier blanc sur case noire d4 · cercle noir sur case blanche b3 · cercle noir sur case blanche f3 · cercle noir sur case blanche c2 · cercle noir sur case blanche e2 | 1 |
|   | a | b | c | d | e | f | g | h |   |

Le cavalier est la seule pièce « sauteuse » du jeu. Depuis sa case de départ, il « saute » directement sur sa case d’arrivée, grâce à son déplacement singulier : il se déplace d'une case dans une direction horizontale ou verticale (comme une tour) puis d'une case dans une direction en diagonale (comme un fou) ; on dit alors qu'il se déplace en « Y ». Une autre visualisation possible pour décrire son déplacement est de dire qu'il se déplace de deux cases devant lui (horizontalement ou verticalement) puis qu'il va sur une case perpendiculaire ; on dit alors qu'il se déplace en « L » ou en « T ».
Étant donné qu'il « bondit » directement sur sa case d'arrivée en se « faufilant » entre les autres pièces (alliées ou adverses), la trajectoire du cavalier ne peut pas être interceptée comme avec les autres pièces du jeu.
Le cavalier ne se déplace pas sur sa propre rangée, colonne ou sur ses diagonales. Les 8 cases d'arrivée possibles du cavalier forment une rosace (voir diagramme), ce qui lui donne 8 possibilités de mouvement, dans le meilleur des cas.

##### Le pion
|   | a | b | c | d | e | f | g | h |   |
| 8 | Pion noir sur case blanche b7 · cercle noir sur case noire b6 · cercle noir sur case blanche b5 · Pion noir sur case noire d4 · Pion noir sur case noire h4 · croix noire sur case noire c3 · croix noire sur case noire e3 · cercle noir sur case blanche h3 | Pion noir sur case blanche b7 · cercle noir sur case noire b6 · cercle noir sur case blanche b5 · Pion noir sur case noire d4 · Pion noir sur case noire h4 · croix noire sur case noire c3 · croix noire sur case noire e3 · cercle noir sur case blanche h3 | Pion noir sur case blanche b7 · cercle noir sur case noire b6 · cercle noir sur case blanche b5 · Pion noir sur case noire d4 · Pion noir sur case noire h4 · croix noire sur case noire c3 · croix noire sur case noire e3 · cercle noir sur case blanche h3 | Pion noir sur case blanche b7 · cercle noir sur case noire b6 · cercle noir sur case blanche b5 · Pion noir sur case noire d4 · Pion noir sur case noire h4 · croix noire sur case noire c3 · croix noire sur case noire e3 · cercle noir sur case blanche h3 | Pion noir sur case blanche b7 · cercle noir sur case noire b6 · cercle noir sur case blanche b5 · Pion noir sur case noire d4 · Pion noir sur case noire h4 · croix noire sur case noire c3 · croix noire sur case noire e3 · cercle noir sur case blanche h3 | Pion noir sur case blanche b7 · cercle noir sur case noire b6 · cercle noir sur case blanche b5 · Pion noir sur case noire d4 · Pion noir sur case noire h4 · croix noire sur case noire c3 · croix noire sur case noire e3 · cercle noir sur case blanche h3 | Pion noir sur case blanche b7 · cercle noir sur case noire b6 · cercle noir sur case blanche b5 · Pion noir sur case noire d4 · Pion noir sur case noire h4 · croix noire sur case noire c3 · croix noire sur case noire e3 · cercle noir sur case blanche h3 | Pion noir sur case blanche b7 · cercle noir sur case noire b6 · cercle noir sur case blanche b5 · Pion noir sur case noire d4 · Pion noir sur case noire h4 · croix noire sur case noire c3 · croix noire sur case noire e3 · cercle noir sur case blanche h3 | 8 |
| 7 | Pion noir sur case blanche b7 · cercle noir sur case noire b6 · cercle noir sur case blanche b5 · Pion noir sur case noire d4 · Pion noir sur case noire h4 · croix noire sur case noire c3 · croix noire sur case noire e3 · cercle noir sur case blanche h3 | Pion noir sur case blanche b7 · cercle noir sur case noire b6 · cercle noir sur case blanche b5 · Pion noir sur case noire d4 · Pion noir sur case noire h4 · croix noire sur case noire c3 · croix noire sur case noire e3 · cercle noir sur case blanche h3 | Pion noir sur case blanche b7 · cercle noir sur case noire b6 · cercle noir sur case blanche b5 · Pion noir sur case noire d4 · Pion noir sur case noire h4 · croix noire sur case noire c3 · croix noire sur case noire e3 · cercle noir sur case blanche h3 | Pion noir sur case blanche b7 · cercle noir sur case noire b6 · cercle noir sur case blanche b5 · Pion noir sur case noire d4 · Pion noir sur case noire h4 · croix noire sur case noire c3 · croix noire sur case noire e3 · cercle noir sur case blanche h3 | Pion noir sur case blanche b7 · cercle noir sur case noire b6 · cercle noir sur case blanche b5 · Pion noir sur case noire d4 · Pion noir sur case noire h4 · croix noire sur case noire c3 · croix noire sur case noire e3 · cercle noir sur case blanche h3 | Pion noir sur case blanche b7 · cercle noir sur case noire b6 · cercle noir sur case blanche b5 · Pion noir sur case noire d4 · Pion noir sur case noire h4 · croix noire sur case noire c3 · croix noire sur case noire e3 · cercle noir sur case blanche h3 | Pion noir sur case blanche b7 · cercle noir sur case noire b6 · cercle noir sur case blanche b5 · Pion noir sur case noire d4 · Pion noir sur case noire h4 · croix noire sur case noire c3 · croix noire sur case noire e3 · cercle noir sur case blanche h3 | Pion noir sur case blanche b7 · cercle noir sur case noire b6 · cercle noir sur case blanche b5 · Pion noir sur case noire d4 · Pion noir sur case noire h4 · croix noire sur case noire c3 · croix noire sur case noire e3 · cercle noir sur case blanche h3 | 7 |
| 6 | Pion noir sur case blanche b7 · cercle noir sur case noire b6 · cercle noir sur case blanche b5 · Pion noir sur case noire d4 · Pion noir sur case noire h4 · croix noire sur case noire c3 · croix noire sur case noire e3 · cercle noir sur case blanche h3 | Pion noir sur case blanche b7 · cercle noir sur case noire b6 · cercle noir sur case blanche b5 · Pion noir sur case noire d4 · Pion noir sur case noire h4 · croix noire sur case noire c3 · croix noire sur case noire e3 · cercle noir sur case blanche h3 | Pion noir sur case blanche b7 · cercle noir sur case noire b6 · cercle noir sur case blanche b5 · Pion noir sur case noire d4 · Pion noir sur case noire h4 · croix noire sur case noire c3 · croix noire sur case noire e3 · cercle noir sur case blanche h3 | Pion noir sur case blanche b7 · cercle noir sur case noire b6 · cercle noir sur case blanche b5 · Pion noir sur case noire d4 · Pion noir sur case noire h4 · croix noire sur case noire c3 · croix noire sur case noire e3 · cercle noir sur case blanche h3 | Pion noir sur case blanche b7 · cercle noir sur case noire b6 · cercle noir sur case blanche b5 · Pion noir sur case noire d4 · Pion noir sur case noire h4 · croix noire sur case noire c3 · croix noire sur case noire e3 · cercle noir sur case blanche h3 | Pion noir sur case blanche b7 · cercle noir sur case noire b6 · cercle noir sur case blanche b5 · Pion noir sur case noire d4 · Pion noir sur case noire h4 · croix noire sur case noire c3 · croix noire sur case noire e3 · cercle noir sur case blanche h3 | Pion noir sur case blanche b7 · cercle noir sur case noire b6 · cercle noir sur case blanche b5 · Pion noir sur case noire d4 · Pion noir sur case noire h4 · croix noire sur case noire c3 · croix noire sur case noire e3 · cercle noir sur case blanche h3 | Pion noir sur case blanche b7 · cercle noir sur case noire b6 · cercle noir sur case blanche b5 · Pion noir sur case noire d4 · Pion noir sur case noire h4 · croix noire sur case noire c3 · croix noire sur case noire e3 · cercle noir sur case blanche h3 | 6 |
| 5 | Pion noir sur case blanche b7 · cercle noir sur case noire b6 · cercle noir sur case blanche b5 · Pion noir sur case noire d4 · Pion noir sur case noire h4 · croix noire sur case noire c3 · croix noire sur case noire e3 · cercle noir sur case blanche h3 | Pion noir sur case blanche b7 · cercle noir sur case noire b6 · cercle noir sur case blanche b5 · Pion noir sur case noire d4 · Pion noir sur case noire h4 · croix noire sur case noire c3 · croix noire sur case noire e3 · cercle noir sur case blanche h3 | Pion noir sur case blanche b7 · cercle noir sur case noire b6 · cercle noir sur case blanche b5 · Pion noir sur case noire d4 · Pion noir sur case noire h4 · croix noire sur case noire c3 · croix noire sur case noire e3 · cercle noir sur case blanche h3 | Pion noir sur case blanche b7 · cercle noir sur case noire b6 · cercle noir sur case blanche b5 · Pion noir sur case noire d4 · Pion noir sur case noire h4 · croix noire sur case noire c3 · croix noire sur case noire e3 · cercle noir sur case blanche h3 | Pion noir sur case blanche b7 · cercle noir sur case noire b6 · cercle noir sur case blanche b5 · Pion noir sur case noire d4 · Pion noir sur case noire h4 · croix noire sur case noire c3 · croix noire sur case noire e3 · cercle noir sur case blanche h3 | Pion noir sur case blanche b7 · cercle noir sur case noire b6 · cercle noir sur case blanche b5 · Pion noir sur case noire d4 · Pion noir sur case noire h4 · croix noire sur case noire c3 · croix noire sur case noire e3 · cercle noir sur case blanche h3 | Pion noir sur case blanche b7 · cercle noir sur case noire b6 · cercle noir sur case blanche b5 · Pion noir sur case noire d4 · Pion noir sur case noire h4 · croix noire sur case noire c3 · croix noire sur case noire e3 · cercle noir sur case blanche h3 | Pion noir sur case blanche b7 · cercle noir sur case noire b6 · cercle noir sur case blanche b5 · Pion noir sur case noire d4 · Pion noir sur case noire h4 · croix noire sur case noire c3 · croix noire sur case noire e3 · cercle noir sur case blanche h3 | 5 |
| 4 | Pion noir sur case blanche b7 · cercle noir sur case noire b6 · cercle noir sur case blanche b5 · Pion noir sur case noire d4 · Pion noir sur case noire h4 · croix noire sur case noire c3 · croix noire sur case noire e3 · cercle noir sur case blanche h3 | Pion noir sur case blanche b7 · cercle noir sur case noire b6 · cercle noir sur case blanche b5 · Pion noir sur case noire d4 · Pion noir sur case noire h4 · croix noire sur case noire c3 · croix noire sur case noire e3 · cercle noir sur case blanche h3 | Pion noir sur case blanche b7 · cercle noir sur case noire b6 · cercle noir sur case blanche b5 · Pion noir sur case noire d4 · Pion noir sur case noire h4 · croix noire sur case noire c3 · croix noire sur case noire e3 · cercle noir sur case blanche h3 | Pion noir sur case blanche b7 · cercle noir sur case noire b6 · cercle noir sur case blanche b5 · Pion noir sur case noire d4 · Pion noir sur case noire h4 · croix noire sur case noire c3 · croix noire sur case noire e3 · cercle noir sur case blanche h3 | Pion noir sur case blanche b7 · cercle noir sur case noire b6 · cercle noir sur case blanche b5 · Pion noir sur case noire d4 · Pion noir sur case noire h4 · croix noire sur case noire c3 · croix noire sur case noire e3 · cercle noir sur case blanche h3 | Pion noir sur case blanche b7 · cercle noir sur case noire b6 · cercle noir sur case blanche b5 · Pion noir sur case noire d4 · Pion noir sur case noire h4 · croix noire sur case noire c3 · croix noire sur case noire e3 · cercle noir sur case blanche h3 | Pion noir sur case blanche b7 · cercle noir sur case noire b6 · cercle noir sur case blanche b5 · Pion noir sur case noire d4 · Pion noir sur case noire h4 · croix noire sur case noire c3 · croix noire sur case noire e3 · cercle noir sur case blanche h3 | Pion noir sur case blanche b7 · cercle noir sur case noire b6 · cercle noir sur case blanche b5 · Pion noir sur case noire d4 · Pion noir sur case noire h4 · croix noire sur case noire c3 · croix noire sur case noire e3 · cercle noir sur case blanche h3 | 4 |
| 3 | Pion noir sur case blanche b7 · cercle noir sur case noire b6 · cercle noir sur case blanche b5 · Pion noir sur case noire d4 · Pion noir sur case noire h4 · croix noire sur case noire c3 · croix noire sur case noire e3 · cercle noir sur case blanche h3 | Pion noir sur case blanche b7 · cercle noir sur case noire b6 · cercle noir sur case blanche b5 · Pion noir sur case noire d4 · Pion noir sur case noire h4 · croix noire sur case noire c3 · croix noire sur case noire e3 · cercle noir sur case blanche h3 | Pion noir sur case blanche b7 · cercle noir sur case noire b6 · cercle noir sur case blanche b5 · Pion noir sur case noire d4 · Pion noir sur case noire h4 · croix noire sur case noire c3 · croix noire sur case noire e3 · cercle noir sur case blanche h3 | Pion noir sur case blanche b7 · cercle noir sur case noire b6 · cercle noir sur case blanche b5 · Pion noir sur case noire d4 · Pion noir sur case noire h4 · croix noire sur case noire c3 · croix noire sur case noire e3 · cercle noir sur case blanche h3 | Pion noir sur case blanche b7 · cercle noir sur case noire b6 · cercle noir sur case blanche b5 · Pion noir sur case noire d4 · Pion noir sur case noire h4 · croix noire sur case noire c3 · croix noire sur case noire e3 · cercle noir sur case blanche h3 | Pion noir sur case blanche b7 · cercle noir sur case noire b6 · cercle noir sur case blanche b5 · Pion noir sur case noire d4 · Pion noir sur case noire h4 · croix noire sur case noire c3 · croix noire sur case noire e3 · cercle noir sur case blanche h3 | Pion noir sur case blanche b7 · cercle noir sur case noire b6 · cercle noir sur case blanche b5 · Pion noir sur case noire d4 · Pion noir sur case noire h4 · croix noire sur case noire c3 · croix noire sur case noire e3 · cercle noir sur case blanche h3 | Pion noir sur case blanche b7 · cercle noir sur case noire b6 · cercle noir sur case blanche b5 · Pion noir sur case noire d4 · Pion noir sur case noire h4 · croix noire sur case noire c3 · croix noire sur case noire e3 · cercle noir sur case blanche h3 | 3 |
| 2 | Pion noir sur case blanche b7 · cercle noir sur case noire b6 · cercle noir sur case blanche b5 · Pion noir sur case noire d4 · Pion noir sur case noire h4 · croix noire sur case noire c3 · croix noire sur case noire e3 · cercle noir sur case blanche h3 | Pion noir sur case blanche b7 · cercle noir sur case noire b6 · cercle noir sur case blanche b5 · Pion noir sur case noire d4 · Pion noir sur case noire h4 · croix noire sur case noire c3 · croix noire sur case noire e3 · cercle noir sur case blanche h3 | Pion noir sur case blanche b7 · cercle noir sur case noire b6 · cercle noir sur case blanche b5 · Pion noir sur case noire d4 · Pion noir sur case noire h4 · croix noire sur case noire c3 · croix noire sur case noire e3 · cercle noir sur case blanche h3 | Pion noir sur case blanche b7 · cercle noir sur case noire b6 · cercle noir sur case blanche b5 · Pion noir sur case noire d4 · Pion noir sur case noire h4 · croix noire sur case noire c3 · croix noire sur case noire e3 · cercle noir sur case blanche h3 | Pion noir sur case blanche b7 · cercle noir sur case noire b6 · cercle noir sur case blanche b5 · Pion noir sur case noire d4 · Pion noir sur case noire h4 · croix noire sur case noire c3 · croix noire sur case noire e3 · cercle noir sur case blanche h3 | Pion noir sur case blanche b7 · cercle noir sur case noire b6 · cercle noir sur case blanche b5 · Pion noir sur case noire d4 · Pion noir sur case noire h4 · croix noire sur case noire c3 · croix noire sur case noire e3 · cercle noir sur case blanche h3 | Pion noir sur case blanche b7 · cercle noir sur case noire b6 · cercle noir sur case blanche b5 · Pion noir sur case noire d4 · Pion noir sur case noire h4 · croix noire sur case noire c3 · croix noire sur case noire e3 · cercle noir sur case blanche h3 | Pion noir sur case blanche b7 · cercle noir sur case noire b6 · cercle noir sur case blanche b5 · Pion noir sur case noire d4 · Pion noir sur case noire h4 · croix noire sur case noire c3 · croix noire sur case noire e3 · cercle noir sur case blanche h3 | 2 |
| 1 | Pion noir sur case blanche b7 · cercle noir sur case noire b6 · cercle noir sur case blanche b5 · Pion noir sur case noire d4 · Pion noir sur case noire h4 · croix noire sur case noire c3 · croix noire sur case noire e3 · cercle noir sur case blanche h3 | Pion noir sur case blanche b7 · cercle noir sur case noire b6 · cercle noir sur case blanche b5 · Pion noir sur case noire d4 · Pion noir sur case noire h4 · croix noire sur case noire c3 · croix noire sur case noire e3 · cercle noir sur case blanche h3 | Pion noir sur case blanche b7 · cercle noir sur case noire b6 · cercle noir sur case blanche b5 · Pion noir sur case noire d4 · Pion noir sur case noire h4 · croix noire sur case noire c3 · croix noire sur case noire e3 · cercle noir sur case blanche h3 | Pion noir sur case blanche b7 · cercle noir sur case noire b6 · cercle noir sur case blanche b5 · Pion noir sur case noire d4 · Pion noir sur case noire h4 · croix noire sur case noire c3 · croix noire sur case noire e3 · cercle noir sur case blanche h3 | Pion noir sur case blanche b7 · cercle noir sur case noire b6 · cercle noir sur case blanche b5 · Pion noir sur case noire d4 · Pion noir sur case noire h4 · croix noire sur case noire c3 · croix noire sur case noire e3 · cercle noir sur case blanche h3 | Pion noir sur case blanche b7 · cercle noir sur case noire b6 · cercle noir sur case blanche b5 · Pion noir sur case noire d4 · Pion noir sur case noire h4 · croix noire sur case noire c3 · croix noire sur case noire e3 · cercle noir sur case blanche h3 | Pion noir sur case blanche b7 · cercle noir sur case noire b6 · cercle noir sur case blanche b5 · Pion noir sur case noire d4 · Pion noir sur case noire h4 · croix noire sur case noire c3 · croix noire sur case noire e3 · cercle noir sur case blanche h3 | Pion noir sur case blanche b7 · cercle noir sur case noire b6 · cercle noir sur case blanche b5 · Pion noir sur case noire d4 · Pion noir sur case noire h4 · croix noire sur case noire c3 · croix noire sur case noire e3 · cercle noir sur case blanche h3 | 1 |
|   | a | b | c | d | e | f | g | h |   |

Le pion se déplace droit devant lui (vers la 8e rangée pour les Blancs et vers la 1re rangée pour les Noirs), d'une seule case à chaque coup et sans jamais pouvoir reculer.
Lors de son premier déplacement (alors qu'il est sur sa case initiale), un pion peut avancer, au choix, d'une ou de deux cases en un seul coup (par exemple pour le pion « e » des Blancs, e2-e3 ou e2-e4). Par contre, il est interdit de déplacer en même temps deux pions différents d'une seule case. Dans les deux cas, la case d'arrivée doit être libre de toute pièce amie ou ennemie ; si le pion se déplace de deux cases, aucune pièce ne doit être sur son chemin.
Le pion ne capture pas les pièces adverses de la même façon que les autres pièces de son camp. Il ne peut capturer une pièce adverse que si elle se trouve à une case en diagonale de lui dans son sens de déplacement (voir image ci-contre), il ne peut pas capturer de pièce qui se trouverait devant lui, ne pouvant avancer que si la case devant lui est inoccupée.
La promotion du pion
Quand le pion arrive sur la dernière rangée, il doit se transformer en une pièce de son camp, au choix du joueur : dame, tour, fou ou cavalier. On dit alors qu'il est « promu ». Le pion ne peut être promu en un autre pion ou en un roi. Le pion peut être promu en une pièce qui n'a pas été encore capturée.
Le plus souvent, la promotion en dame est choisie, ce qui permet ainsi d'avoir jusqu'à neuf dames si tous les pions vont à promotion, mais un autre choix peut parfois se révéler plus judicieux, selon la position de la partie.
La pièce clouée
|   | a | b | c | d | e | f | g | h |   |
| 8 | Roi noir sur case blanche e8 · Fou noir sur case noire b6 · cercle noir sur case noire c5 · cercle noir sur case noire d4 · cercle noir sur case noire e3 · Pion blanc sur case noire f2 · Roi blanc sur case noire g1 | Roi noir sur case blanche e8 · Fou noir sur case noire b6 · cercle noir sur case noire c5 · cercle noir sur case noire d4 · cercle noir sur case noire e3 · Pion blanc sur case noire f2 · Roi blanc sur case noire g1 | Roi noir sur case blanche e8 · Fou noir sur case noire b6 · cercle noir sur case noire c5 · cercle noir sur case noire d4 · cercle noir sur case noire e3 · Pion blanc sur case noire f2 · Roi blanc sur case noire g1 | Roi noir sur case blanche e8 · Fou noir sur case noire b6 · cercle noir sur case noire c5 · cercle noir sur case noire d4 · cercle noir sur case noire e3 · Pion blanc sur case noire f2 · Roi blanc sur case noire g1 | Roi noir sur case blanche e8 · Fou noir sur case noire b6 · cercle noir sur case noire c5 · cercle noir sur case noire d4 · cercle noir sur case noire e3 · Pion blanc sur case noire f2 · Roi blanc sur case noire g1 | Roi noir sur case blanche e8 · Fou noir sur case noire b6 · cercle noir sur case noire c5 · cercle noir sur case noire d4 · cercle noir sur case noire e3 · Pion blanc sur case noire f2 · Roi blanc sur case noire g1 | Roi noir sur case blanche e8 · Fou noir sur case noire b6 · cercle noir sur case noire c5 · cercle noir sur case noire d4 · cercle noir sur case noire e3 · Pion blanc sur case noire f2 · Roi blanc sur case noire g1 | Roi noir sur case blanche e8 · Fou noir sur case noire b6 · cercle noir sur case noire c5 · cercle noir sur case noire d4 · cercle noir sur case noire e3 · Pion blanc sur case noire f2 · Roi blanc sur case noire g1 | 8 |
| 7 | Roi noir sur case blanche e8 · Fou noir sur case noire b6 · cercle noir sur case noire c5 · cercle noir sur case noire d4 · cercle noir sur case noire e3 · Pion blanc sur case noire f2 · Roi blanc sur case noire g1 | Roi noir sur case blanche e8 · Fou noir sur case noire b6 · cercle noir sur case noire c5 · cercle noir sur case noire d4 · cercle noir sur case noire e3 · Pion blanc sur case noire f2 · Roi blanc sur case noire g1 | Roi noir sur case blanche e8 · Fou noir sur case noire b6 · cercle noir sur case noire c5 · cercle noir sur case noire d4 · cercle noir sur case noire e3 · Pion blanc sur case noire f2 · Roi blanc sur case noire g1 | Roi noir sur case blanche e8 · Fou noir sur case noire b6 · cercle noir sur case noire c5 · cercle noir sur case noire d4 · cercle noir sur case noire e3 · Pion blanc sur case noire f2 · Roi blanc sur case noire g1 | Roi noir sur case blanche e8 · Fou noir sur case noire b6 · cercle noir sur case noire c5 · cercle noir sur case noire d4 · cercle noir sur case noire e3 · Pion blanc sur case noire f2 · Roi blanc sur case noire g1 | Roi noir sur case blanche e8 · Fou noir sur case noire b6 · cercle noir sur case noire c5 · cercle noir sur case noire d4 · cercle noir sur case noire e3 · Pion blanc sur case noire f2 · Roi blanc sur case noire g1 | Roi noir sur case blanche e8 · Fou noir sur case noire b6 · cercle noir sur case noire c5 · cercle noir sur case noire d4 · cercle noir sur case noire e3 · Pion blanc sur case noire f2 · Roi blanc sur case noire g1 | Roi noir sur case blanche e8 · Fou noir sur case noire b6 · cercle noir sur case noire c5 · cercle noir sur case noire d4 · cercle noir sur case noire e3 · Pion blanc sur case noire f2 · Roi blanc sur case noire g1 | 7 |
| 6 | Roi noir sur case blanche e8 · Fou noir sur case noire b6 · cercle noir sur case noire c5 · cercle noir sur case noire d4 · cercle noir sur case noire e3 · Pion blanc sur case noire f2 · Roi blanc sur case noire g1 | Roi noir sur case blanche e8 · Fou noir sur case noire b6 · cercle noir sur case noire c5 · cercle noir sur case noire d4 · cercle noir sur case noire e3 · Pion blanc sur case noire f2 · Roi blanc sur case noire g1 | Roi noir sur case blanche e8 · Fou noir sur case noire b6 · cercle noir sur case noire c5 · cercle noir sur case noire d4 · cercle noir sur case noire e3 · Pion blanc sur case noire f2 · Roi blanc sur case noire g1 | Roi noir sur case blanche e8 · Fou noir sur case noire b6 · cercle noir sur case noire c5 · cercle noir sur case noire d4 · cercle noir sur case noire e3 · Pion blanc sur case noire f2 · Roi blanc sur case noire g1 | Roi noir sur case blanche e8 · Fou noir sur case noire b6 · cercle noir sur case noire c5 · cercle noir sur case noire d4 · cercle noir sur case noire e3 · Pion blanc sur case noire f2 · Roi blanc sur case noire g1 | Roi noir sur case blanche e8 · Fou noir sur case noire b6 · cercle noir sur case noire c5 · cercle noir sur case noire d4 · cercle noir sur case noire e3 · Pion blanc sur case noire f2 · Roi blanc sur case noire g1 | Roi noir sur case blanche e8 · Fou noir sur case noire b6 · cercle noir sur case noire c5 · cercle noir sur case noire d4 · cercle noir sur case noire e3 · Pion blanc sur case noire f2 · Roi blanc sur case noire g1 | Roi noir sur case blanche e8 · Fou noir sur case noire b6 · cercle noir sur case noire c5 · cercle noir sur case noire d4 · cercle noir sur case noire e3 · Pion blanc sur case noire f2 · Roi blanc sur case noire g1 | 6 |
| 5 | Roi noir sur case blanche e8 · Fou noir sur case noire b6 · cercle noir sur case noire c5 · cercle noir sur case noire d4 · cercle noir sur case noire e3 · Pion blanc sur case noire f2 · Roi blanc sur case noire g1 | Roi noir sur case blanche e8 · Fou noir sur case noire b6 · cercle noir sur case noire c5 · cercle noir sur case noire d4 · cercle noir sur case noire e3 · Pion blanc sur case noire f2 · Roi blanc sur case noire g1 | Roi noir sur case blanche e8 · Fou noir sur case noire b6 · cercle noir sur case noire c5 · cercle noir sur case noire d4 · cercle noir sur case noire e3 · Pion blanc sur case noire f2 · Roi blanc sur case noire g1 | Roi noir sur case blanche e8 · Fou noir sur case noire b6 · cercle noir sur case noire c5 · cercle noir sur case noire d4 · cercle noir sur case noire e3 · Pion blanc sur case noire f2 · Roi blanc sur case noire g1 | Roi noir sur case blanche e8 · Fou noir sur case noire b6 · cercle noir sur case noire c5 · cercle noir sur case noire d4 · cercle noir sur case noire e3 · Pion blanc sur case noire f2 · Roi blanc sur case noire g1 | Roi noir sur case blanche e8 · Fou noir sur case noire b6 · cercle noir sur case noire c5 · cercle noir sur case noire d4 · cercle noir sur case noire e3 · Pion blanc sur case noire f2 · Roi blanc sur case noire g1 | Roi noir sur case blanche e8 · Fou noir sur case noire b6 · cercle noir sur case noire c5 · cercle noir sur case noire d4 · cercle noir sur case noire e3 · Pion blanc sur case noire f2 · Roi blanc sur case noire g1 | Roi noir sur case blanche e8 · Fou noir sur case noire b6 · cercle noir sur case noire c5 · cercle noir sur case noire d4 · cercle noir sur case noire e3 · Pion blanc sur case noire f2 · Roi blanc sur case noire g1 | 5 |
| 4 | Roi noir sur case blanche e8 · Fou noir sur case noire b6 · cercle noir sur case noire c5 · cercle noir sur case noire d4 · cercle noir sur case noire e3 · Pion blanc sur case noire f2 · Roi blanc sur case noire g1 | Roi noir sur case blanche e8 · Fou noir sur case noire b6 · cercle noir sur case noire c5 · cercle noir sur case noire d4 · cercle noir sur case noire e3 · Pion blanc sur case noire f2 · Roi blanc sur case noire g1 | Roi noir sur case blanche e8 · Fou noir sur case noire b6 · cercle noir sur case noire c5 · cercle noir sur case noire d4 · cercle noir sur case noire e3 · Pion blanc sur case noire f2 · Roi blanc sur case noire g1 | Roi noir sur case blanche e8 · Fou noir sur case noire b6 · cercle noir sur case noire c5 · cercle noir sur case noire d4 · cercle noir sur case noire e3 · Pion blanc sur case noire f2 · Roi blanc sur case noire g1 | Roi noir sur case blanche e8 · Fou noir sur case noire b6 · cercle noir sur case noire c5 · cercle noir sur case noire d4 · cercle noir sur case noire e3 · Pion blanc sur case noire f2 · Roi blanc sur case noire g1 | Roi noir sur case blanche e8 · Fou noir sur case noire b6 · cercle noir sur case noire c5 · cercle noir sur case noire d4 · cercle noir sur case noire e3 · Pion blanc sur case noire f2 · Roi blanc sur case noire g1 | Roi noir sur case blanche e8 · Fou noir sur case noire b6 · cercle noir sur case noire c5 · cercle noir sur case noire d4 · cercle noir sur case noire e3 · Pion blanc sur case noire f2 · Roi blanc sur case noire g1 | Roi noir sur case blanche e8 · Fou noir sur case noire b6 · cercle noir sur case noire c5 · cercle noir sur case noire d4 · cercle noir sur case noire e3 · Pion blanc sur case noire f2 · Roi blanc sur case noire g1 | 4 |
| 3 | Roi noir sur case blanche e8 · Fou noir sur case noire b6 · cercle noir sur case noire c5 · cercle noir sur case noire d4 · cercle noir sur case noire e3 · Pion blanc sur case noire f2 · Roi blanc sur case noire g1 | Roi noir sur case blanche e8 · Fou noir sur case noire b6 · cercle noir sur case noire c5 · cercle noir sur case noire d4 · cercle noir sur case noire e3 · Pion blanc sur case noire f2 · Roi blanc sur case noire g1 | Roi noir sur case blanche e8 · Fou noir sur case noire b6 · cercle noir sur case noire c5 · cercle noir sur case noire d4 · cercle noir sur case noire e3 · Pion blanc sur case noire f2 · Roi blanc sur case noire g1 | Roi noir sur case blanche e8 · Fou noir sur case noire b6 · cercle noir sur case noire c5 · cercle noir sur case noire d4 · cercle noir sur case noire e3 · Pion blanc sur case noire f2 · Roi blanc sur case noire g1 | Roi noir sur case blanche e8 · Fou noir sur case noire b6 · cercle noir sur case noire c5 · cercle noir sur case noire d4 · cercle noir sur case noire e3 · Pion blanc sur case noire f2 · Roi blanc sur case noire g1 | Roi noir sur case blanche e8 · Fou noir sur case noire b6 · cercle noir sur case noire c5 · cercle noir sur case noire d4 · cercle noir sur case noire e3 · Pion blanc sur case noire f2 · Roi blanc sur case noire g1 | Roi noir sur case blanche e8 · Fou noir sur case noire b6 · cercle noir sur case noire c5 · cercle noir sur case noire d4 · cercle noir sur case noire e3 · Pion blanc sur case noire f2 · Roi blanc sur case noire g1 | Roi noir sur case blanche e8 · Fou noir sur case noire b6 · cercle noir sur case noire c5 · cercle noir sur case noire d4 · cercle noir sur case noire e3 · Pion blanc sur case noire f2 · Roi blanc sur case noire g1 | 3 |
| 2 | Roi noir sur case blanche e8 · Fou noir sur case noire b6 · cercle noir sur case noire c5 · cercle noir sur case noire d4 · cercle noir sur case noire e3 · Pion blanc sur case noire f2 · Roi blanc sur case noire g1 | Roi noir sur case blanche e8 · Fou noir sur case noire b6 · cercle noir sur case noire c5 · cercle noir sur case noire d4 · cercle noir sur case noire e3 · Pion blanc sur case noire f2 · Roi blanc sur case noire g1 | Roi noir sur case blanche e8 · Fou noir sur case noire b6 · cercle noir sur case noire c5 · cercle noir sur case noire d4 · cercle noir sur case noire e3 · Pion blanc sur case noire f2 · Roi blanc sur case noire g1 | Roi noir sur case blanche e8 · Fou noir sur case noire b6 · cercle noir sur case noire c5 · cercle noir sur case noire d4 · cercle noir sur case noire e3 · Pion blanc sur case noire f2 · Roi blanc sur case noire g1 | Roi noir sur case blanche e8 · Fou noir sur case noire b6 · cercle noir sur case noire c5 · cercle noir sur case noire d4 · cercle noir sur case noire e3 · Pion blanc sur case noire f2 · Roi blanc sur case noire g1 | Roi noir sur case blanche e8 · Fou noir sur case noire b6 · cercle noir sur case noire c5 · cercle noir sur case noire d4 · cercle noir sur case noire e3 · Pion blanc sur case noire f2 · Roi blanc sur case noire g1 | Roi noir sur case blanche e8 · Fou noir sur case noire b6 · cercle noir sur case noire c5 · cercle noir sur case noire d4 · cercle noir sur case noire e3 · Pion blanc sur case noire f2 · Roi blanc sur case noire g1 | Roi noir sur case blanche e8 · Fou noir sur case noire b6 · cercle noir sur case noire c5 · cercle noir sur case noire d4 · cercle noir sur case noire e3 · Pion blanc sur case noire f2 · Roi blanc sur case noire g1 | 2 |
| 1 | Roi noir sur case blanche e8 · Fou noir sur case noire b6 · cercle noir sur case noire c5 · cercle noir sur case noire d4 · cercle noir sur case noire e3 · Pion blanc sur case noire f2 · Roi blanc sur case noire g1 | Roi noir sur case blanche e8 · Fou noir sur case noire b6 · cercle noir sur case noire c5 · cercle noir sur case noire d4 · cercle noir sur case noire e3 · Pion blanc sur case noire f2 · Roi blanc sur case noire g1 | Roi noir sur case blanche e8 · Fou noir sur case noire b6 · cercle noir sur case noire c5 · cercle noir sur case noire d4 · cercle noir sur case noire e3 · Pion blanc sur case noire f2 · Roi blanc sur case noire g1 | Roi noir sur case blanche e8 · Fou noir sur case noire b6 · cercle noir sur case noire c5 · cercle noir sur case noire d4 · cercle noir sur case noire e3 · Pion blanc sur case noire f2 · Roi blanc sur case noire g1 | Roi noir sur case blanche e8 · Fou noir sur case noire b6 · cercle noir sur case noire c5 · cercle noir sur case noire d4 · cercle noir sur case noire e3 · Pion blanc sur case noire f2 · Roi blanc sur case noire g1 | Roi noir sur case blanche e8 · Fou noir sur case noire b6 · cercle noir sur case noire c5 · cercle noir sur case noire d4 · cercle noir sur case noire e3 · Pion blanc sur case noire f2 · Roi blanc sur case noire g1 | Roi noir sur case blanche e8 · Fou noir sur case noire b6 · cercle noir sur case noire c5 · cercle noir sur case noire d4 · cercle noir sur case noire e3 · Pion blanc sur case noire f2 · Roi blanc sur case noire g1 | Roi noir sur case blanche e8 · Fou noir sur case noire b6 · cercle noir sur case noire c5 · cercle noir sur case noire d4 · cercle noir sur case noire e3 · Pion blanc sur case noire f2 · Roi blanc sur case noire g1 | 1 |
|   | a | b | c | d | e | f | g | h |   |

Une pièce est dite « clouée » lorsque son déplacement exposerait directement le roi de son camp à un échec. Il est donc interdit de déplacer une pièce clouée.

#### Prise ou capture
Prendre une pièce adverse n'est pas obligatoire (sauf si c'est la seule façon de parer un échec, ou plus simplement le seul coup légal - mais alors, ce n'est pas la prise qui est obligatoire, mais le coup ; on dira que la prise est forcée).
Une prise s'effectue en retirant la pièce prise du jeu et en mettant la pièce preneuse à sa place, sauf dans la prise en passant. À part le roi (voir plus loin), aucune pièce n'est par nature à l'abri d'une prise par l'adversaire, un simple pion est capable de capturer la dame adverse. Le roi peut prendre n'importe quelle pièce non protégée qui se trouve dans les huit cases qui l'entourent. Si cette pièce le met en échec et qu'aucune pièce adverse ne la défend, capturer la pièce qui le met en échec peut être pour le roi une manière de jouer ; il peut aussi fuir.
Toutes les pièces, sauf les pions, prennent comme elles se déplacent : l'obstacle sur le trajet constitué par une pièce adverse est accessible avec la prise de cette pièce adverse. Le roque est le seul cas de déplacement qui ne peut s'accompagner d'une prise. Ce n'est pas une règle, c'est la conséquence naturelle des conditions liées à ce coup.
Les pions ont un mode de prise particulier : ils prennent en avançant d'une case en diagonale, jamais vers l'arrière.

##### Prise en passant

Animation de la prise en passant pour les Blancs.

La possibilité donnée au pion d'avancer de deux cases lors de son premier déplacement lui permet d'éviter l'affrontement qui aurait eu lieu s'il n'avait avancé que d'une case. Pour limiter ce désavantage qui pénalise l'audace du pion avancé adverse, ce dernier a la possibilité de prendre comme si le coup de début n'avait été que d'une case. Cette prise en passant ne peut se faire qu'en réponse immédiate à l'avance double. C'est le seul cas où une pièce n'est pas capturée sur la case d'arrivée de la pièce qui capture.
|   | a | b | c | d | e | f | g | h |   |
| 8 | Roi noir sur case blanche e8 · Pion noir sur case blanche d7 · Pion blanc sur case noire e5 · Roi blanc sur case noire e1 | Roi noir sur case blanche e8 · Pion noir sur case blanche d7 · Pion blanc sur case noire e5 · Roi blanc sur case noire e1 | Roi noir sur case blanche e8 · Pion noir sur case blanche d7 · Pion blanc sur case noire e5 · Roi blanc sur case noire e1 | Roi noir sur case blanche e8 · Pion noir sur case blanche d7 · Pion blanc sur case noire e5 · Roi blanc sur case noire e1 | Roi noir sur case blanche e8 · Pion noir sur case blanche d7 · Pion blanc sur case noire e5 · Roi blanc sur case noire e1 | Roi noir sur case blanche e8 · Pion noir sur case blanche d7 · Pion blanc sur case noire e5 · Roi blanc sur case noire e1 | Roi noir sur case blanche e8 · Pion noir sur case blanche d7 · Pion blanc sur case noire e5 · Roi blanc sur case noire e1 | Roi noir sur case blanche e8 · Pion noir sur case blanche d7 · Pion blanc sur case noire e5 · Roi blanc sur case noire e1 | 8 |
| 7 | Roi noir sur case blanche e8 · Pion noir sur case blanche d7 · Pion blanc sur case noire e5 · Roi blanc sur case noire e1 | Roi noir sur case blanche e8 · Pion noir sur case blanche d7 · Pion blanc sur case noire e5 · Roi blanc sur case noire e1 | Roi noir sur case blanche e8 · Pion noir sur case blanche d7 · Pion blanc sur case noire e5 · Roi blanc sur case noire e1 | Roi noir sur case blanche e8 · Pion noir sur case blanche d7 · Pion blanc sur case noire e5 · Roi blanc sur case noire e1 | Roi noir sur case blanche e8 · Pion noir sur case blanche d7 · Pion blanc sur case noire e5 · Roi blanc sur case noire e1 | Roi noir sur case blanche e8 · Pion noir sur case blanche d7 · Pion blanc sur case noire e5 · Roi blanc sur case noire e1 | Roi noir sur case blanche e8 · Pion noir sur case blanche d7 · Pion blanc sur case noire e5 · Roi blanc sur case noire e1 | Roi noir sur case blanche e8 · Pion noir sur case blanche d7 · Pion blanc sur case noire e5 · Roi blanc sur case noire e1 | 7 |
| 6 | Roi noir sur case blanche e8 · Pion noir sur case blanche d7 · Pion blanc sur case noire e5 · Roi blanc sur case noire e1 | Roi noir sur case blanche e8 · Pion noir sur case blanche d7 · Pion blanc sur case noire e5 · Roi blanc sur case noire e1 | Roi noir sur case blanche e8 · Pion noir sur case blanche d7 · Pion blanc sur case noire e5 · Roi blanc sur case noire e1 | Roi noir sur case blanche e8 · Pion noir sur case blanche d7 · Pion blanc sur case noire e5 · Roi blanc sur case noire e1 | Roi noir sur case blanche e8 · Pion noir sur case blanche d7 · Pion blanc sur case noire e5 · Roi blanc sur case noire e1 | Roi noir sur case blanche e8 · Pion noir sur case blanche d7 · Pion blanc sur case noire e5 · Roi blanc sur case noire e1 | Roi noir sur case blanche e8 · Pion noir sur case blanche d7 · Pion blanc sur case noire e5 · Roi blanc sur case noire e1 | Roi noir sur case blanche e8 · Pion noir sur case blanche d7 · Pion blanc sur case noire e5 · Roi blanc sur case noire e1 | 6 |
| 5 | Roi noir sur case blanche e8 · Pion noir sur case blanche d7 · Pion blanc sur case noire e5 · Roi blanc sur case noire e1 | Roi noir sur case blanche e8 · Pion noir sur case blanche d7 · Pion blanc sur case noire e5 · Roi blanc sur case noire e1 | Roi noir sur case blanche e8 · Pion noir sur case blanche d7 · Pion blanc sur case noire e5 · Roi blanc sur case noire e1 | Roi noir sur case blanche e8 · Pion noir sur case blanche d7 · Pion blanc sur case noire e5 · Roi blanc sur case noire e1 | Roi noir sur case blanche e8 · Pion noir sur case blanche d7 · Pion blanc sur case noire e5 · Roi blanc sur case noire e1 | Roi noir sur case blanche e8 · Pion noir sur case blanche d7 · Pion blanc sur case noire e5 · Roi blanc sur case noire e1 | Roi noir sur case blanche e8 · Pion noir sur case blanche d7 · Pion blanc sur case noire e5 · Roi blanc sur case noire e1 | Roi noir sur case blanche e8 · Pion noir sur case blanche d7 · Pion blanc sur case noire e5 · Roi blanc sur case noire e1 | 5 |
| 4 | Roi noir sur case blanche e8 · Pion noir sur case blanche d7 · Pion blanc sur case noire e5 · Roi blanc sur case noire e1 | Roi noir sur case blanche e8 · Pion noir sur case blanche d7 · Pion blanc sur case noire e5 · Roi blanc sur case noire e1 | Roi noir sur case blanche e8 · Pion noir sur case blanche d7 · Pion blanc sur case noire e5 · Roi blanc sur case noire e1 | Roi noir sur case blanche e8 · Pion noir sur case blanche d7 · Pion blanc sur case noire e5 · Roi blanc sur case noire e1 | Roi noir sur case blanche e8 · Pion noir sur case blanche d7 · Pion blanc sur case noire e5 · Roi blanc sur case noire e1 | Roi noir sur case blanche e8 · Pion noir sur case blanche d7 · Pion blanc sur case noire e5 · Roi blanc sur case noire e1 | Roi noir sur case blanche e8 · Pion noir sur case blanche d7 · Pion blanc sur case noire e5 · Roi blanc sur case noire e1 | Roi noir sur case blanche e8 · Pion noir sur case blanche d7 · Pion blanc sur case noire e5 · Roi blanc sur case noire e1 | 4 |
| 3 | Roi noir sur case blanche e8 · Pion noir sur case blanche d7 · Pion blanc sur case noire e5 · Roi blanc sur case noire e1 | Roi noir sur case blanche e8 · Pion noir sur case blanche d7 · Pion blanc sur case noire e5 · Roi blanc sur case noire e1 | Roi noir sur case blanche e8 · Pion noir sur case blanche d7 · Pion blanc sur case noire e5 · Roi blanc sur case noire e1 | Roi noir sur case blanche e8 · Pion noir sur case blanche d7 · Pion blanc sur case noire e5 · Roi blanc sur case noire e1 | Roi noir sur case blanche e8 · Pion noir sur case blanche d7 · Pion blanc sur case noire e5 · Roi blanc sur case noire e1 | Roi noir sur case blanche e8 · Pion noir sur case blanche d7 · Pion blanc sur case noire e5 · Roi blanc sur case noire e1 | Roi noir sur case blanche e8 · Pion noir sur case blanche d7 · Pion blanc sur case noire e5 · Roi blanc sur case noire e1 | Roi noir sur case blanche e8 · Pion noir sur case blanche d7 · Pion blanc sur case noire e5 · Roi blanc sur case noire e1 | 3 |
| 2 | Roi noir sur case blanche e8 · Pion noir sur case blanche d7 · Pion blanc sur case noire e5 · Roi blanc sur case noire e1 | Roi noir sur case blanche e8 · Pion noir sur case blanche d7 · Pion blanc sur case noire e5 · Roi blanc sur case noire e1 | Roi noir sur case blanche e8 · Pion noir sur case blanche d7 · Pion blanc sur case noire e5 · Roi blanc sur case noire e1 | Roi noir sur case blanche e8 · Pion noir sur case blanche d7 · Pion blanc sur case noire e5 · Roi blanc sur case noire e1 | Roi noir sur case blanche e8 · Pion noir sur case blanche d7 · Pion blanc sur case noire e5 · Roi blanc sur case noire e1 | Roi noir sur case blanche e8 · Pion noir sur case blanche d7 · Pion blanc sur case noire e5 · Roi blanc sur case noire e1 | Roi noir sur case blanche e8 · Pion noir sur case blanche d7 · Pion blanc sur case noire e5 · Roi blanc sur case noire e1 | Roi noir sur case blanche e8 · Pion noir sur case blanche d7 · Pion blanc sur case noire e5 · Roi blanc sur case noire e1 | 2 |
| 1 | Roi noir sur case blanche e8 · Pion noir sur case blanche d7 · Pion blanc sur case noire e5 · Roi blanc sur case noire e1 | Roi noir sur case blanche e8 · Pion noir sur case blanche d7 · Pion blanc sur case noire e5 · Roi blanc sur case noire e1 | Roi noir sur case blanche e8 · Pion noir sur case blanche d7 · Pion blanc sur case noire e5 · Roi blanc sur case noire e1 | Roi noir sur case blanche e8 · Pion noir sur case blanche d7 · Pion blanc sur case noire e5 · Roi blanc sur case noire e1 | Roi noir sur case blanche e8 · Pion noir sur case blanche d7 · Pion blanc sur case noire e5 · Roi blanc sur case noire e1 | Roi noir sur case blanche e8 · Pion noir sur case blanche d7 · Pion blanc sur case noire e5 · Roi blanc sur case noire e1 | Roi noir sur case blanche e8 · Pion noir sur case blanche d7 · Pion blanc sur case noire e5 · Roi blanc sur case noire e1 | Roi noir sur case blanche e8 · Pion noir sur case blanche d7 · Pion blanc sur case noire e5 · Roi blanc sur case noire e1 | 1 |
|   | a | b | c | d | e | f | g | h |   |

|   | a | b | c | d | e | f | g | h |   |
| 8 | Roi noir sur case blanche e8 · Pion noir sur case blanche d5 · Pion blanc sur case noire e5 · Roi blanc sur case noire e1 | Roi noir sur case blanche e8 · Pion noir sur case blanche d5 · Pion blanc sur case noire e5 · Roi blanc sur case noire e1 | Roi noir sur case blanche e8 · Pion noir sur case blanche d5 · Pion blanc sur case noire e5 · Roi blanc sur case noire e1 | Roi noir sur case blanche e8 · Pion noir sur case blanche d5 · Pion blanc sur case noire e5 · Roi blanc sur case noire e1 | Roi noir sur case blanche e8 · Pion noir sur case blanche d5 · Pion blanc sur case noire e5 · Roi blanc sur case noire e1 | Roi noir sur case blanche e8 · Pion noir sur case blanche d5 · Pion blanc sur case noire e5 · Roi blanc sur case noire e1 | Roi noir sur case blanche e8 · Pion noir sur case blanche d5 · Pion blanc sur case noire e5 · Roi blanc sur case noire e1 | Roi noir sur case blanche e8 · Pion noir sur case blanche d5 · Pion blanc sur case noire e5 · Roi blanc sur case noire e1 | 8 |
| 7 | Roi noir sur case blanche e8 · Pion noir sur case blanche d5 · Pion blanc sur case noire e5 · Roi blanc sur case noire e1 | Roi noir sur case blanche e8 · Pion noir sur case blanche d5 · Pion blanc sur case noire e5 · Roi blanc sur case noire e1 | Roi noir sur case blanche e8 · Pion noir sur case blanche d5 · Pion blanc sur case noire e5 · Roi blanc sur case noire e1 | Roi noir sur case blanche e8 · Pion noir sur case blanche d5 · Pion blanc sur case noire e5 · Roi blanc sur case noire e1 | Roi noir sur case blanche e8 · Pion noir sur case blanche d5 · Pion blanc sur case noire e5 · Roi blanc sur case noire e1 | Roi noir sur case blanche e8 · Pion noir sur case blanche d5 · Pion blanc sur case noire e5 · Roi blanc sur case noire e1 | Roi noir sur case blanche e8 · Pion noir sur case blanche d5 · Pion blanc sur case noire e5 · Roi blanc sur case noire e1 | Roi noir sur case blanche e8 · Pion noir sur case blanche d5 · Pion blanc sur case noire e5 · Roi blanc sur case noire e1 | 7 |
| 6 | Roi noir sur case blanche e8 · Pion noir sur case blanche d5 · Pion blanc sur case noire e5 · Roi blanc sur case noire e1 | Roi noir sur case blanche e8 · Pion noir sur case blanche d5 · Pion blanc sur case noire e5 · Roi blanc sur case noire e1 | Roi noir sur case blanche e8 · Pion noir sur case blanche d5 · Pion blanc sur case noire e5 · Roi blanc sur case noire e1 | Roi noir sur case blanche e8 · Pion noir sur case blanche d5 · Pion blanc sur case noire e5 · Roi blanc sur case noire e1 | Roi noir sur case blanche e8 · Pion noir sur case blanche d5 · Pion blanc sur case noire e5 · Roi blanc sur case noire e1 | Roi noir sur case blanche e8 · Pion noir sur case blanche d5 · Pion blanc sur case noire e5 · Roi blanc sur case noire e1 | Roi noir sur case blanche e8 · Pion noir sur case blanche d5 · Pion blanc sur case noire e5 · Roi blanc sur case noire e1 | Roi noir sur case blanche e8 · Pion noir sur case blanche d5 · Pion blanc sur case noire e5 · Roi blanc sur case noire e1 | 6 |
| 5 | Roi noir sur case blanche e8 · Pion noir sur case blanche d5 · Pion blanc sur case noire e5 · Roi blanc sur case noire e1 | Roi noir sur case blanche e8 · Pion noir sur case blanche d5 · Pion blanc sur case noire e5 · Roi blanc sur case noire e1 | Roi noir sur case blanche e8 · Pion noir sur case blanche d5 · Pion blanc sur case noire e5 · Roi blanc sur case noire e1 | Roi noir sur case blanche e8 · Pion noir sur case blanche d5 · Pion blanc sur case noire e5 · Roi blanc sur case noire e1 | Roi noir sur case blanche e8 · Pion noir sur case blanche d5 · Pion blanc sur case noire e5 · Roi blanc sur case noire e1 | Roi noir sur case blanche e8 · Pion noir sur case blanche d5 · Pion blanc sur case noire e5 · Roi blanc sur case noire e1 | Roi noir sur case blanche e8 · Pion noir sur case blanche d5 · Pion blanc sur case noire e5 · Roi blanc sur case noire e1 | Roi noir sur case blanche e8 · Pion noir sur case blanche d5 · Pion blanc sur case noire e5 · Roi blanc sur case noire e1 | 5 |
| 4 | Roi noir sur case blanche e8 · Pion noir sur case blanche d5 · Pion blanc sur case noire e5 · Roi blanc sur case noire e1 | Roi noir sur case blanche e8 · Pion noir sur case blanche d5 · Pion blanc sur case noire e5 · Roi blanc sur case noire e1 | Roi noir sur case blanche e8 · Pion noir sur case blanche d5 · Pion blanc sur case noire e5 · Roi blanc sur case noire e1 | Roi noir sur case blanche e8 · Pion noir sur case blanche d5 · Pion blanc sur case noire e5 · Roi blanc sur case noire e1 | Roi noir sur case blanche e8 · Pion noir sur case blanche d5 · Pion blanc sur case noire e5 · Roi blanc sur case noire e1 | Roi noir sur case blanche e8 · Pion noir sur case blanche d5 · Pion blanc sur case noire e5 · Roi blanc sur case noire e1 | Roi noir sur case blanche e8 · Pion noir sur case blanche d5 · Pion blanc sur case noire e5 · Roi blanc sur case noire e1 | Roi noir sur case blanche e8 · Pion noir sur case blanche d5 · Pion blanc sur case noire e5 · Roi blanc sur case noire e1 | 4 |
| 3 | Roi noir sur case blanche e8 · Pion noir sur case blanche d5 · Pion blanc sur case noire e5 · Roi blanc sur case noire e1 | Roi noir sur case blanche e8 · Pion noir sur case blanche d5 · Pion blanc sur case noire e5 · Roi blanc sur case noire e1 | Roi noir sur case blanche e8 · Pion noir sur case blanche d5 · Pion blanc sur case noire e5 · Roi blanc sur case noire e1 | Roi noir sur case blanche e8 · Pion noir sur case blanche d5 · Pion blanc sur case noire e5 · Roi blanc sur case noire e1 | Roi noir sur case blanche e8 · Pion noir sur case blanche d5 · Pion blanc sur case noire e5 · Roi blanc sur case noire e1 | Roi noir sur case blanche e8 · Pion noir sur case blanche d5 · Pion blanc sur case noire e5 · Roi blanc sur case noire e1 | Roi noir sur case blanche e8 · Pion noir sur case blanche d5 · Pion blanc sur case noire e5 · Roi blanc sur case noire e1 | Roi noir sur case blanche e8 · Pion noir sur case blanche d5 · Pion blanc sur case noire e5 · Roi blanc sur case noire e1 | 3 |
| 2 | Roi noir sur case blanche e8 · Pion noir sur case blanche d5 · Pion blanc sur case noire e5 · Roi blanc sur case noire e1 | Roi noir sur case blanche e8 · Pion noir sur case blanche d5 · Pion blanc sur case noire e5 · Roi blanc sur case noire e1 | Roi noir sur case blanche e8 · Pion noir sur case blanche d5 · Pion blanc sur case noire e5 · Roi blanc sur case noire e1 | Roi noir sur case blanche e8 · Pion noir sur case blanche d5 · Pion blanc sur case noire e5 · Roi blanc sur case noire e1 | Roi noir sur case blanche e8 · Pion noir sur case blanche d5 · Pion blanc sur case noire e5 · Roi blanc sur case noire e1 | Roi noir sur case blanche e8 · Pion noir sur case blanche d5 · Pion blanc sur case noire e5 · Roi blanc sur case noire e1 | Roi noir sur case blanche e8 · Pion noir sur case blanche d5 · Pion blanc sur case noire e5 · Roi blanc sur case noire e1 | Roi noir sur case blanche e8 · Pion noir sur case blanche d5 · Pion blanc sur case noire e5 · Roi blanc sur case noire e1 | 2 |
| 1 | Roi noir sur case blanche e8 · Pion noir sur case blanche d5 · Pion blanc sur case noire e5 · Roi blanc sur case noire e1 | Roi noir sur case blanche e8 · Pion noir sur case blanche d5 · Pion blanc sur case noire e5 · Roi blanc sur case noire e1 | Roi noir sur case blanche e8 · Pion noir sur case blanche d5 · Pion blanc sur case noire e5 · Roi blanc sur case noire e1 | Roi noir sur case blanche e8 · Pion noir sur case blanche d5 · Pion blanc sur case noire e5 · Roi blanc sur case noire e1 | Roi noir sur case blanche e8 · Pion noir sur case blanche d5 · Pion blanc sur case noire e5 · Roi blanc sur case noire e1 | Roi noir sur case blanche e8 · Pion noir sur case blanche d5 · Pion blanc sur case noire e5 · Roi blanc sur case noire e1 | Roi noir sur case blanche e8 · Pion noir sur case blanche d5 · Pion blanc sur case noire e5 · Roi blanc sur case noire e1 | Roi noir sur case blanche e8 · Pion noir sur case blanche d5 · Pion blanc sur case noire e5 · Roi blanc sur case noire e1 | 1 |
|   | a | b | c | d | e | f | g | h |   |

|   | a                                                                                         | b                                                                                         | c                                                                                         | d                                                                                         | e                                                                                         | f                                                                                         | g                                                                                         | h                                                                                         |   |
| 8 | Roi noir sur case blanche e8 · Pion blanc sur case noire d6 · Roi blanc sur case noire e1 | Roi noir sur case blanche e8 · Pion blanc sur case noire d6 · Roi blanc sur case noire e1 | Roi noir sur case blanche e8 · Pion blanc sur case noire d6 · Roi blanc sur case noire e1 | Roi noir sur case blanche e8 · Pion blanc sur case noire d6 · Roi blanc sur case noire e1 | Roi noir sur case blanche e8 · Pion blanc sur case noire d6 · Roi blanc sur case noire e1 | Roi noir sur case blanche e8 · Pion blanc sur case noire d6 · Roi blanc sur case noire e1 | Roi noir sur case blanche e8 · Pion blanc sur case noire d6 · Roi blanc sur case noire e1 | Roi noir sur case blanche e8 · Pion blanc sur case noire d6 · Roi blanc sur case noire e1 | 8 |
| 7 | Roi noir sur case blanche e8 · Pion blanc sur case noire d6 · Roi blanc sur case noire e1 | Roi noir sur case blanche e8 · Pion blanc sur case noire d6 · Roi blanc sur case noire e1 | Roi noir sur case blanche e8 · Pion blanc sur case noire d6 · Roi blanc sur case noire e1 | Roi noir sur case blanche e8 · Pion blanc sur case noire d6 · Roi blanc sur case noire e1 | Roi noir sur case blanche e8 · Pion blanc sur case noire d6 · Roi blanc sur case noire e1 | Roi noir sur case blanche e8 · Pion blanc sur case noire d6 · Roi blanc sur case noire e1 | Roi noir sur case blanche e8 · Pion blanc sur case noire d6 · Roi blanc sur case noire e1 | Roi noir sur case blanche e8 · Pion blanc sur case noire d6 · Roi blanc sur case noire e1 | 7 |
| 6 | Roi noir sur case blanche e8 · Pion blanc sur case noire d6 · Roi blanc sur case noire e1 | Roi noir sur case blanche e8 · Pion blanc sur case noire d6 · Roi blanc sur case noire e1 | Roi noir sur case blanche e8 · Pion blanc sur case noire d6 · Roi blanc sur case noire e1 | Roi noir sur case blanche e8 · Pion blanc sur case noire d6 · Roi blanc sur case noire e1 | Roi noir sur case blanche e8 · Pion blanc sur case noire d6 · Roi blanc sur case noire e1 | Roi noir sur case blanche e8 · Pion blanc sur case noire d6 · Roi blanc sur case noire e1 | Roi noir sur case blanche e8 · Pion blanc sur case noire d6 · Roi blanc sur case noire e1 | Roi noir sur case blanche e8 · Pion blanc sur case noire d6 · Roi blanc sur case noire e1 | 6 |
| 5 | Roi noir sur case blanche e8 · Pion blanc sur case noire d6 · Roi blanc sur case noire e1 | Roi noir sur case blanche e8 · Pion blanc sur case noire d6 · Roi blanc sur case noire e1 | Roi noir sur case blanche e8 · Pion blanc sur case noire d6 · Roi blanc sur case noire e1 | Roi noir sur case blanche e8 · Pion blanc sur case noire d6 · Roi blanc sur case noire e1 | Roi noir sur case blanche e8 · Pion blanc sur case noire d6 · Roi blanc sur case noire e1 | Roi noir sur case blanche e8 · Pion blanc sur case noire d6 · Roi blanc sur case noire e1 | Roi noir sur case blanche e8 · Pion blanc sur case noire d6 · Roi blanc sur case noire e1 | Roi noir sur case blanche e8 · Pion blanc sur case noire d6 · Roi blanc sur case noire e1 | 5 |
| 4 | Roi noir sur case blanche e8 · Pion blanc sur case noire d6 · Roi blanc sur case noire e1 | Roi noir sur case blanche e8 · Pion blanc sur case noire d6 · Roi blanc sur case noire e1 | Roi noir sur case blanche e8 · Pion blanc sur case noire d6 · Roi blanc sur case noire e1 | Roi noir sur case blanche e8 · Pion blanc sur case noire d6 · Roi blanc sur case noire e1 | Roi noir sur case blanche e8 · Pion blanc sur case noire d6 · Roi blanc sur case noire e1 | Roi noir sur case blanche e8 · Pion blanc sur case noire d6 · Roi blanc sur case noire e1 | Roi noir sur case blanche e8 · Pion blanc sur case noire d6 · Roi blanc sur case noire e1 | Roi noir sur case blanche e8 · Pion blanc sur case noire d6 · Roi blanc sur case noire e1 | 4 |
| 3 | Roi noir sur case blanche e8 · Pion blanc sur case noire d6 · Roi blanc sur case noire e1 | Roi noir sur case blanche e8 · Pion blanc sur case noire d6 · Roi blanc sur case noire e1 | Roi noir sur case blanche e8 · Pion blanc sur case noire d6 · Roi blanc sur case noire e1 | Roi noir sur case blanche e8 · Pion blanc sur case noire d6 · Roi blanc sur case noire e1 | Roi noir sur case blanche e8 · Pion blanc sur case noire d6 · Roi blanc sur case noire e1 | Roi noir sur case blanche e8 · Pion blanc sur case noire d6 · Roi blanc sur case noire e1 | Roi noir sur case blanche e8 · Pion blanc sur case noire d6 · Roi blanc sur case noire e1 | Roi noir sur case blanche e8 · Pion blanc sur case noire d6 · Roi blanc sur case noire e1 | 3 |
| 2 | Roi noir sur case blanche e8 · Pion blanc sur case noire d6 · Roi blanc sur case noire e1 | Roi noir sur case blanche e8 · Pion blanc sur case noire d6 · Roi blanc sur case noire e1 | Roi noir sur case blanche e8 · Pion blanc sur case noire d6 · Roi blanc sur case noire e1 | Roi noir sur case blanche e8 · Pion blanc sur case noire d6 · Roi blanc sur case noire e1 | Roi noir sur case blanche e8 · Pion blanc sur case noire d6 · Roi blanc sur case noire e1 | Roi noir sur case blanche e8 · Pion blanc sur case noire d6 · Roi blanc sur case noire e1 | Roi noir sur case blanche e8 · Pion blanc sur case noire d6 · Roi blanc sur case noire e1 | Roi noir sur case blanche e8 · Pion blanc sur case noire d6 · Roi blanc sur case noire e1 | 2 |
| 1 | Roi noir sur case blanche e8 · Pion blanc sur case noire d6 · Roi blanc sur case noire e1 | Roi noir sur case blanche e8 · Pion blanc sur case noire d6 · Roi blanc sur case noire e1 | Roi noir sur case blanche e8 · Pion blanc sur case noire d6 · Roi blanc sur case noire e1 | Roi noir sur case blanche e8 · Pion blanc sur case noire d6 · Roi blanc sur case noire e1 | Roi noir sur case blanche e8 · Pion blanc sur case noire d6 · Roi blanc sur case noire e1 | Roi noir sur case blanche e8 · Pion blanc sur case noire d6 · Roi blanc sur case noire e1 | Roi noir sur case blanche e8 · Pion blanc sur case noire d6 · Roi blanc sur case noire e1 | Roi noir sur case blanche e8 · Pion blanc sur case noire d6 · Roi blanc sur case noire e1 | 1 |
|   | a                                                                                         | b                                                                                         | c                                                                                         | d                                                                                         | e                                                                                         | f                                                                                         | g                                                                                         | h                                                                                         |   |

#### Pièce touchée et adoubement
Dans le cas où une pièce est mal placée sur l'échiquier (entre deux cases par exemple) et gêne le joueur, celui-ci peut, sur son temps de jeu, annoncer « j'adoube » — ou en anglais « I adjust » — pour replacer la pièce au centre de sa case normale sans être contraint de la jouer. Le jeu reprend ensuite normalement.
Dans les autres cas, le joueur qui touche une pièce est obligé de jouer celle-ci, ou de la prendre s'il s'agit d'une pièce adverse, dans la mesure où c'est possible en fonction des règles du jeu. S'il n'y a aucun coup légal possible avec la pièce touchée, le joueur est libre de jouer avec n'importe quelle autre pièce. C'est la règle de la pièce touchée.
Une fois la pièce lâchée sur la case finale, et pour autant qu'il s'agisse d'un coup légal, le joueur ne peut plus revenir en arrière et reprendre ce coup. S'il ne s'agit pas d'un coup légal, un autre coup doit être joué, tout en respectant la règle de pièce touchée.

### Échec et mat
Quand un mouvement mène à une position qui menace le roi adverse de prise au prochain coup, le joueur annonce parfois « échec au roi » ou plus simplement « échec ». L'annonce vocale de l’« échec » au roi n'est pas obligatoire.
Le joueur concerné doit alors impérativement faire disparaître cette menace au coup suivant, en utilisant l'une des trois possibilités suivantes :
1. déplacer son roi sur une case libre (non menacée) ;
2. capturer la pièce ennemie qui fait échec. Ce type de parade est impossible si la prise crée un autre échec (prise par une pièce clouée ou prise par le roi d'une pièce protégée) ;
3. interposer une pièce amie entre son roi et la pièce ennemie donnant échec, afin de faire obstacle à la menace de prise (ce type de parade est impossible contre un cavalier, une pièce au contact du roi ou un échec double).

Un joueur n'a pas le droit de laisser son roi « en échec » ou de le mettre dans une situation où il serait mis en échec.
|   | a | b | c | d | e | f | g | h |   |
| 8 | Roi noir sur case noire h8 · Fou noir sur case noire g5 · Dame noire sur case noire d2 · Roi blanc sur case blanche d1 | Roi noir sur case noire h8 · Fou noir sur case noire g5 · Dame noire sur case noire d2 · Roi blanc sur case blanche d1 | Roi noir sur case noire h8 · Fou noir sur case noire g5 · Dame noire sur case noire d2 · Roi blanc sur case blanche d1 | Roi noir sur case noire h8 · Fou noir sur case noire g5 · Dame noire sur case noire d2 · Roi blanc sur case blanche d1 | Roi noir sur case noire h8 · Fou noir sur case noire g5 · Dame noire sur case noire d2 · Roi blanc sur case blanche d1 | Roi noir sur case noire h8 · Fou noir sur case noire g5 · Dame noire sur case noire d2 · Roi blanc sur case blanche d1 | Roi noir sur case noire h8 · Fou noir sur case noire g5 · Dame noire sur case noire d2 · Roi blanc sur case blanche d1 | Roi noir sur case noire h8 · Fou noir sur case noire g5 · Dame noire sur case noire d2 · Roi blanc sur case blanche d1 | 8 |
| 7 | Roi noir sur case noire h8 · Fou noir sur case noire g5 · Dame noire sur case noire d2 · Roi blanc sur case blanche d1 | Roi noir sur case noire h8 · Fou noir sur case noire g5 · Dame noire sur case noire d2 · Roi blanc sur case blanche d1 | Roi noir sur case noire h8 · Fou noir sur case noire g5 · Dame noire sur case noire d2 · Roi blanc sur case blanche d1 | Roi noir sur case noire h8 · Fou noir sur case noire g5 · Dame noire sur case noire d2 · Roi blanc sur case blanche d1 | Roi noir sur case noire h8 · Fou noir sur case noire g5 · Dame noire sur case noire d2 · Roi blanc sur case blanche d1 | Roi noir sur case noire h8 · Fou noir sur case noire g5 · Dame noire sur case noire d2 · Roi blanc sur case blanche d1 | Roi noir sur case noire h8 · Fou noir sur case noire g5 · Dame noire sur case noire d2 · Roi blanc sur case blanche d1 | Roi noir sur case noire h8 · Fou noir sur case noire g5 · Dame noire sur case noire d2 · Roi blanc sur case blanche d1 | 7 |
| 6 | Roi noir sur case noire h8 · Fou noir sur case noire g5 · Dame noire sur case noire d2 · Roi blanc sur case blanche d1 | Roi noir sur case noire h8 · Fou noir sur case noire g5 · Dame noire sur case noire d2 · Roi blanc sur case blanche d1 | Roi noir sur case noire h8 · Fou noir sur case noire g5 · Dame noire sur case noire d2 · Roi blanc sur case blanche d1 | Roi noir sur case noire h8 · Fou noir sur case noire g5 · Dame noire sur case noire d2 · Roi blanc sur case blanche d1 | Roi noir sur case noire h8 · Fou noir sur case noire g5 · Dame noire sur case noire d2 · Roi blanc sur case blanche d1 | Roi noir sur case noire h8 · Fou noir sur case noire g5 · Dame noire sur case noire d2 · Roi blanc sur case blanche d1 | Roi noir sur case noire h8 · Fou noir sur case noire g5 · Dame noire sur case noire d2 · Roi blanc sur case blanche d1 | Roi noir sur case noire h8 · Fou noir sur case noire g5 · Dame noire sur case noire d2 · Roi blanc sur case blanche d1 | 6 |
| 5 | Roi noir sur case noire h8 · Fou noir sur case noire g5 · Dame noire sur case noire d2 · Roi blanc sur case blanche d1 | Roi noir sur case noire h8 · Fou noir sur case noire g5 · Dame noire sur case noire d2 · Roi blanc sur case blanche d1 | Roi noir sur case noire h8 · Fou noir sur case noire g5 · Dame noire sur case noire d2 · Roi blanc sur case blanche d1 | Roi noir sur case noire h8 · Fou noir sur case noire g5 · Dame noire sur case noire d2 · Roi blanc sur case blanche d1 | Roi noir sur case noire h8 · Fou noir sur case noire g5 · Dame noire sur case noire d2 · Roi blanc sur case blanche d1 | Roi noir sur case noire h8 · Fou noir sur case noire g5 · Dame noire sur case noire d2 · Roi blanc sur case blanche d1 | Roi noir sur case noire h8 · Fou noir sur case noire g5 · Dame noire sur case noire d2 · Roi blanc sur case blanche d1 | Roi noir sur case noire h8 · Fou noir sur case noire g5 · Dame noire sur case noire d2 · Roi blanc sur case blanche d1 | 5 |
| 4 | Roi noir sur case noire h8 · Fou noir sur case noire g5 · Dame noire sur case noire d2 · Roi blanc sur case blanche d1 | Roi noir sur case noire h8 · Fou noir sur case noire g5 · Dame noire sur case noire d2 · Roi blanc sur case blanche d1 | Roi noir sur case noire h8 · Fou noir sur case noire g5 · Dame noire sur case noire d2 · Roi blanc sur case blanche d1 | Roi noir sur case noire h8 · Fou noir sur case noire g5 · Dame noire sur case noire d2 · Roi blanc sur case blanche d1 | Roi noir sur case noire h8 · Fou noir sur case noire g5 · Dame noire sur case noire d2 · Roi blanc sur case blanche d1 | Roi noir sur case noire h8 · Fou noir sur case noire g5 · Dame noire sur case noire d2 · Roi blanc sur case blanche d1 | Roi noir sur case noire h8 · Fou noir sur case noire g5 · Dame noire sur case noire d2 · Roi blanc sur case blanche d1 | Roi noir sur case noire h8 · Fou noir sur case noire g5 · Dame noire sur case noire d2 · Roi blanc sur case blanche d1 | 4 |
| 3 | Roi noir sur case noire h8 · Fou noir sur case noire g5 · Dame noire sur case noire d2 · Roi blanc sur case blanche d1 | Roi noir sur case noire h8 · Fou noir sur case noire g5 · Dame noire sur case noire d2 · Roi blanc sur case blanche d1 | Roi noir sur case noire h8 · Fou noir sur case noire g5 · Dame noire sur case noire d2 · Roi blanc sur case blanche d1 | Roi noir sur case noire h8 · Fou noir sur case noire g5 · Dame noire sur case noire d2 · Roi blanc sur case blanche d1 | Roi noir sur case noire h8 · Fou noir sur case noire g5 · Dame noire sur case noire d2 · Roi blanc sur case blanche d1 | Roi noir sur case noire h8 · Fou noir sur case noire g5 · Dame noire sur case noire d2 · Roi blanc sur case blanche d1 | Roi noir sur case noire h8 · Fou noir sur case noire g5 · Dame noire sur case noire d2 · Roi blanc sur case blanche d1 | Roi noir sur case noire h8 · Fou noir sur case noire g5 · Dame noire sur case noire d2 · Roi blanc sur case blanche d1 | 3 |
| 2 | Roi noir sur case noire h8 · Fou noir sur case noire g5 · Dame noire sur case noire d2 · Roi blanc sur case blanche d1 | Roi noir sur case noire h8 · Fou noir sur case noire g5 · Dame noire sur case noire d2 · Roi blanc sur case blanche d1 | Roi noir sur case noire h8 · Fou noir sur case noire g5 · Dame noire sur case noire d2 · Roi blanc sur case blanche d1 | Roi noir sur case noire h8 · Fou noir sur case noire g5 · Dame noire sur case noire d2 · Roi blanc sur case blanche d1 | Roi noir sur case noire h8 · Fou noir sur case noire g5 · Dame noire sur case noire d2 · Roi blanc sur case blanche d1 | Roi noir sur case noire h8 · Fou noir sur case noire g5 · Dame noire sur case noire d2 · Roi blanc sur case blanche d1 | Roi noir sur case noire h8 · Fou noir sur case noire g5 · Dame noire sur case noire d2 · Roi blanc sur case blanche d1 | Roi noir sur case noire h8 · Fou noir sur case noire g5 · Dame noire sur case noire d2 · Roi blanc sur case blanche d1 | 2 |
| 1 | Roi noir sur case noire h8 · Fou noir sur case noire g5 · Dame noire sur case noire d2 · Roi blanc sur case blanche d1 | Roi noir sur case noire h8 · Fou noir sur case noire g5 · Dame noire sur case noire d2 · Roi blanc sur case blanche d1 | Roi noir sur case noire h8 · Fou noir sur case noire g5 · Dame noire sur case noire d2 · Roi blanc sur case blanche d1 | Roi noir sur case noire h8 · Fou noir sur case noire g5 · Dame noire sur case noire d2 · Roi blanc sur case blanche d1 | Roi noir sur case noire h8 · Fou noir sur case noire g5 · Dame noire sur case noire d2 · Roi blanc sur case blanche d1 | Roi noir sur case noire h8 · Fou noir sur case noire g5 · Dame noire sur case noire d2 · Roi blanc sur case blanche d1 | Roi noir sur case noire h8 · Fou noir sur case noire g5 · Dame noire sur case noire d2 · Roi blanc sur case blanche d1 | Roi noir sur case noire h8 · Fou noir sur case noire g5 · Dame noire sur case noire d2 · Roi blanc sur case blanche d1 | 1 |
|   | a | b | c | d | e | f | g | h |   |

Si la capture du roi est imparable au prochain tour, le joueur est alors « échec et mat » et perd la partie. La capture effective du roi n'est pas nécessaire pour conclure le jeu.
Sur le diagramme ci-contre, le roi blanc en d1 est mis « échec et mat » par la dame noire en d2 : chaque case entourant le roi blanc est contrôlée par la dame ennemie (il ne peut donc pas s'y déplacer) ; il ne peut pas capturer la dame car à la fin de son mouvement, il serait mis échec par le fou noir en g5 ; enfin, le roi ne peut pas interposer une pièce amie entre lui et la dame noire parce qu'il est « dépouillé » — il n'y a plus d'autres pièces blanches pour l'aider — et, surtout, parce qu'il n'y a pas de place entre lui et la dame.

### Parties nulles
|   | a | b | c | d | e | f | g | h |   |
| 8 | Roi noir sur case blanche b5 · Fou noir sur case noire a3 · Cavalier noir sur case noire c3 · Roi blanc sur case noire a1 | Roi noir sur case blanche b5 · Fou noir sur case noire a3 · Cavalier noir sur case noire c3 · Roi blanc sur case noire a1 | Roi noir sur case blanche b5 · Fou noir sur case noire a3 · Cavalier noir sur case noire c3 · Roi blanc sur case noire a1 | Roi noir sur case blanche b5 · Fou noir sur case noire a3 · Cavalier noir sur case noire c3 · Roi blanc sur case noire a1 | Roi noir sur case blanche b5 · Fou noir sur case noire a3 · Cavalier noir sur case noire c3 · Roi blanc sur case noire a1 | Roi noir sur case blanche b5 · Fou noir sur case noire a3 · Cavalier noir sur case noire c3 · Roi blanc sur case noire a1 | Roi noir sur case blanche b5 · Fou noir sur case noire a3 · Cavalier noir sur case noire c3 · Roi blanc sur case noire a1 | Roi noir sur case blanche b5 · Fou noir sur case noire a3 · Cavalier noir sur case noire c3 · Roi blanc sur case noire a1 | 8 |
| 7 | Roi noir sur case blanche b5 · Fou noir sur case noire a3 · Cavalier noir sur case noire c3 · Roi blanc sur case noire a1 | Roi noir sur case blanche b5 · Fou noir sur case noire a3 · Cavalier noir sur case noire c3 · Roi blanc sur case noire a1 | Roi noir sur case blanche b5 · Fou noir sur case noire a3 · Cavalier noir sur case noire c3 · Roi blanc sur case noire a1 | Roi noir sur case blanche b5 · Fou noir sur case noire a3 · Cavalier noir sur case noire c3 · Roi blanc sur case noire a1 | Roi noir sur case blanche b5 · Fou noir sur case noire a3 · Cavalier noir sur case noire c3 · Roi blanc sur case noire a1 | Roi noir sur case blanche b5 · Fou noir sur case noire a3 · Cavalier noir sur case noire c3 · Roi blanc sur case noire a1 | Roi noir sur case blanche b5 · Fou noir sur case noire a3 · Cavalier noir sur case noire c3 · Roi blanc sur case noire a1 | Roi noir sur case blanche b5 · Fou noir sur case noire a3 · Cavalier noir sur case noire c3 · Roi blanc sur case noire a1 | 7 |
| 6 | Roi noir sur case blanche b5 · Fou noir sur case noire a3 · Cavalier noir sur case noire c3 · Roi blanc sur case noire a1 | Roi noir sur case blanche b5 · Fou noir sur case noire a3 · Cavalier noir sur case noire c3 · Roi blanc sur case noire a1 | Roi noir sur case blanche b5 · Fou noir sur case noire a3 · Cavalier noir sur case noire c3 · Roi blanc sur case noire a1 | Roi noir sur case blanche b5 · Fou noir sur case noire a3 · Cavalier noir sur case noire c3 · Roi blanc sur case noire a1 | Roi noir sur case blanche b5 · Fou noir sur case noire a3 · Cavalier noir sur case noire c3 · Roi blanc sur case noire a1 | Roi noir sur case blanche b5 · Fou noir sur case noire a3 · Cavalier noir sur case noire c3 · Roi blanc sur case noire a1 | Roi noir sur case blanche b5 · Fou noir sur case noire a3 · Cavalier noir sur case noire c3 · Roi blanc sur case noire a1 | Roi noir sur case blanche b5 · Fou noir sur case noire a3 · Cavalier noir sur case noire c3 · Roi blanc sur case noire a1 | 6 |
| 5 | Roi noir sur case blanche b5 · Fou noir sur case noire a3 · Cavalier noir sur case noire c3 · Roi blanc sur case noire a1 | Roi noir sur case blanche b5 · Fou noir sur case noire a3 · Cavalier noir sur case noire c3 · Roi blanc sur case noire a1 | Roi noir sur case blanche b5 · Fou noir sur case noire a3 · Cavalier noir sur case noire c3 · Roi blanc sur case noire a1 | Roi noir sur case blanche b5 · Fou noir sur case noire a3 · Cavalier noir sur case noire c3 · Roi blanc sur case noire a1 | Roi noir sur case blanche b5 · Fou noir sur case noire a3 · Cavalier noir sur case noire c3 · Roi blanc sur case noire a1 | Roi noir sur case blanche b5 · Fou noir sur case noire a3 · Cavalier noir sur case noire c3 · Roi blanc sur case noire a1 | Roi noir sur case blanche b5 · Fou noir sur case noire a3 · Cavalier noir sur case noire c3 · Roi blanc sur case noire a1 | Roi noir sur case blanche b5 · Fou noir sur case noire a3 · Cavalier noir sur case noire c3 · Roi blanc sur case noire a1 | 5 |
| 4 | Roi noir sur case blanche b5 · Fou noir sur case noire a3 · Cavalier noir sur case noire c3 · Roi blanc sur case noire a1 | Roi noir sur case blanche b5 · Fou noir sur case noire a3 · Cavalier noir sur case noire c3 · Roi blanc sur case noire a1 | Roi noir sur case blanche b5 · Fou noir sur case noire a3 · Cavalier noir sur case noire c3 · Roi blanc sur case noire a1 | Roi noir sur case blanche b5 · Fou noir sur case noire a3 · Cavalier noir sur case noire c3 · Roi blanc sur case noire a1 | Roi noir sur case blanche b5 · Fou noir sur case noire a3 · Cavalier noir sur case noire c3 · Roi blanc sur case noire a1 | Roi noir sur case blanche b5 · Fou noir sur case noire a3 · Cavalier noir sur case noire c3 · Roi blanc sur case noire a1 | Roi noir sur case blanche b5 · Fou noir sur case noire a3 · Cavalier noir sur case noire c3 · Roi blanc sur case noire a1 | Roi noir sur case blanche b5 · Fou noir sur case noire a3 · Cavalier noir sur case noire c3 · Roi blanc sur case noire a1 | 4 |
| 3 | Roi noir sur case blanche b5 · Fou noir sur case noire a3 · Cavalier noir sur case noire c3 · Roi blanc sur case noire a1 | Roi noir sur case blanche b5 · Fou noir sur case noire a3 · Cavalier noir sur case noire c3 · Roi blanc sur case noire a1 | Roi noir sur case blanche b5 · Fou noir sur case noire a3 · Cavalier noir sur case noire c3 · Roi blanc sur case noire a1 | Roi noir sur case blanche b5 · Fou noir sur case noire a3 · Cavalier noir sur case noire c3 · Roi blanc sur case noire a1 | Roi noir sur case blanche b5 · Fou noir sur case noire a3 · Cavalier noir sur case noire c3 · Roi blanc sur case noire a1 | Roi noir sur case blanche b5 · Fou noir sur case noire a3 · Cavalier noir sur case noire c3 · Roi blanc sur case noire a1 | Roi noir sur case blanche b5 · Fou noir sur case noire a3 · Cavalier noir sur case noire c3 · Roi blanc sur case noire a1 | Roi noir sur case blanche b5 · Fou noir sur case noire a3 · Cavalier noir sur case noire c3 · Roi blanc sur case noire a1 | 3 |
| 2 | Roi noir sur case blanche b5 · Fou noir sur case noire a3 · Cavalier noir sur case noire c3 · Roi blanc sur case noire a1 | Roi noir sur case blanche b5 · Fou noir sur case noire a3 · Cavalier noir sur case noire c3 · Roi blanc sur case noire a1 | Roi noir sur case blanche b5 · Fou noir sur case noire a3 · Cavalier noir sur case noire c3 · Roi blanc sur case noire a1 | Roi noir sur case blanche b5 · Fou noir sur case noire a3 · Cavalier noir sur case noire c3 · Roi blanc sur case noire a1 | Roi noir sur case blanche b5 · Fou noir sur case noire a3 · Cavalier noir sur case noire c3 · Roi blanc sur case noire a1 | Roi noir sur case blanche b5 · Fou noir sur case noire a3 · Cavalier noir sur case noire c3 · Roi blanc sur case noire a1 | Roi noir sur case blanche b5 · Fou noir sur case noire a3 · Cavalier noir sur case noire c3 · Roi blanc sur case noire a1 | Roi noir sur case blanche b5 · Fou noir sur case noire a3 · Cavalier noir sur case noire c3 · Roi blanc sur case noire a1 | 2 |
| 1 | Roi noir sur case blanche b5 · Fou noir sur case noire a3 · Cavalier noir sur case noire c3 · Roi blanc sur case noire a1 | Roi noir sur case blanche b5 · Fou noir sur case noire a3 · Cavalier noir sur case noire c3 · Roi blanc sur case noire a1 | Roi noir sur case blanche b5 · Fou noir sur case noire a3 · Cavalier noir sur case noire c3 · Roi blanc sur case noire a1 | Roi noir sur case blanche b5 · Fou noir sur case noire a3 · Cavalier noir sur case noire c3 · Roi blanc sur case noire a1 | Roi noir sur case blanche b5 · Fou noir sur case noire a3 · Cavalier noir sur case noire c3 · Roi blanc sur case noire a1 | Roi noir sur case blanche b5 · Fou noir sur case noire a3 · Cavalier noir sur case noire c3 · Roi blanc sur case noire a1 | Roi noir sur case blanche b5 · Fou noir sur case noire a3 · Cavalier noir sur case noire c3 · Roi blanc sur case noire a1 | Roi noir sur case blanche b5 · Fou noir sur case noire a3 · Cavalier noir sur case noire c3 · Roi blanc sur case noire a1 | 1 |
|   | a | b | c | d | e | f | g | h |   |

La partie est dite « nulle », c'est-à-dire sans vainqueur, si l'une de ces conditions survient :
1. le joueur qui a le trait n'est pas en échec, mais n'a aucun mouvement légal possible (c'est ce qu'on appelle être pat ; voir diagramme ci-contre) ;
2. il n'y a de possibilité pour aucun des deux camps de mettre échec et mat le camp adverse par manque de pièces (exemple : roi contre roi) ou parce qu'il n'existe aucune suite de coups qui puisse conduire à un mat ;
3. les 50 derniers coups ont été joués par chaque joueur sans mouvement de pion ni prise de pièce ;
4. par répétition de la même position sur l'échiquier trois fois, consécutives ou non (deux positions sont identiques si le trait est le même et si les possibilités de prise en passant et de roque sont les mêmes) ;
5. par accord entre les deux joueurs ;
6. si un joueur perd au temps et que son adversaire n'a pas le matériel suffisant pour mater son adversaire, quelle que soit la suite de coups choisie[réf. nécessaire].

## Historique
Les règles originelles du jeu d'échecs différaient quelque peu de celles d'aujourd'hui (notamment avant la fin du Moyen Âge) :
- les pions n'avaient le droit ni d'avancer de deux cases, ni d'être promus ;
- le déplacement du fou était limité à deux cases ;
- le déplacement de la dame était limité à une seule case (après son premier déplacement, qui était limité à deux cases) ;
- le roque n'existait pas ;
- l'auteur d'un pat était considéré comme vainqueur ;
- une partie pouvait être gagnée par abandon ainsi qu'en capturant toutes les pièces de l'adversaire ;
- la triple répétition et la règle des 50 coups n'existaient pas ;
- les Blancs n'étaient pas obligatoirement les premiers à jouer.

## Notation des parties
Pour noter les parties d'échecs, plusieurs notations ont été proposées, parmi lesquelles la notation algébrique, qui est pratiquement la seule à être restée en usage de nos jours ; elle est d'ailleurs obligatoire lors des parties officielles. Il existe deux variantes de notation algébrique, une « complète » dans laquelle sont notées les positions initiales et finales des pièces, et une « abrégée » dans laquelle, sauf cas exceptionnels, seules les positions finales des pièces sont indiquées.
Il existe encore d'autres types de notations, comme la notation descriptive (désuète de nos jours, voir plus bas) et celles utilisées pour les ordinateurs ou les programmes d'échecs.

### Notation algébrique

Notation des cases d'un échiquier avec la notation algébrique.

#### Notation algébrique complète
Pour noter le coup d'un joueur dans la notation algébrique, on indique la nature de la pièce (par son code ou rien pour le pion), les coordonnées de la case de départ, le déplacement (« - ») ou la prise (« x ») et les coordonnées de la case d'arrivée. Exemples :
 e2-e4 : le pion en e2 au départ, se déplace en e4 ;
 Cf6xe4  : le cavalier en f6 au départ, va sur la case e4 en prenant quelque chose non précisé par cette notation.
Le numéro d'ordre des coups est donné pour les Blancs et n'est pas répété pour les Noirs dont le coup s'inscrit à la suite après une seule espace :
Ce qui pourrait donner, pour un début de partie :
1. e2-e4 Cg8-f6 
2. d2-d4 Cf6xe4 
3. etc. 
Dans ce système, des informations sont superflues, par exemple le code des pièces, souvent la case de départ, la prise, etc.

#### Notation algébrique abrégée
La notation abrégée, la plus répandue actuellement, omet la case de départ et le tiret du déplacement. Le début ci-dessus devient :
1. e4 Cf6 
2. d4 Cxe4 
3. etc. 
Le système est en défaut quand deux pièces identiques peuvent aboutir sur la case notée. Par exemple, avec deux tours, une en e1, l'autre en a1, si on écrit Td1, on ne sait pas laquelle a joué. Il faut donc ajouter un élément de la case de départ permettant de lever le doute : Ted1 si c'est la Te1 qui a joué, et s'il subsiste un doute en précisant la colonne, on précise la rangée : par exemple, avec une tour en d1 et une tour en d3, on indique T1d2 ou T3d2.
Pour la prise par les pions, on indique toujours la colonne de départ. Exemple : 2. exd5 etc. La prise en passant s'écrit e.p. (dans le diagramme plus haut, on écrirait : cxd3 e.p., bien que ce ne soit pas ambigu).
L'échec est indiqué par un « + » à la fin du coup, l'échec et mat par un « # ». Le pat, l'abandon, la nullité (quelle qu'en soit la raison) n'ont pas de symbole, et doivent être notés en clair. La proposition de partie nulle par un joueur doit également figurer. On la note par un « (=) ».
Le petit roque est noté « O-O »  et le grand roque « O-O-O ».

### Notation descriptive
La notation descriptive est une notation apparue vers les XIe – XIIe siècles et utilisée jusqu’à la fin du XXe siècle dans les pays anglo-saxons et hispaniques, mais qui a depuis été délaissée au profit de la notation algébrique, plus simple à comprendre et à écrire. Elle est encore lisible aujourd'hui en consultant d'anciennes publications sur les échecs (livres, revues, etc.).